# Ancenis
Ancenis ([ɑ̃s.ni] ou [ɑ̃.sə.ni]) est une ancienne commune de l'Ouest de la France, dans le département de la Loire-Atlantique, en région Pays de la Loire. Elle était jusqu’au 1er janvier 2017, avec Châteaubriant et Saint-Nazaire, une des trois sous-préfectures du département. Au dernier recensement de 2016, la commune compte 7 656 habitants. Depuis le 1er janvier 2019, elle constitue la commune nouvelle d'Ancenis-Saint-Géréon avec l'ancienne commune voisine de Saint-Géréon.
Ancenis et Saint-Géréon forment un pôle urbain de 10 000 habitants. Celui-ci est à la tête d'un bassin de vie de 61 000 habitants à mi-chemin entre Angers et Nantes.
Aujourd'hui, l'économie de la ville repose sur le tertiaire, mais l’agriculture y est encore très présente surtout au nord.

## Géographie

### Situation

Ancenis en Loire-Atlantique.

Ancenis est situé à l'est du département de la Loire-Atlantique, en bordure de celui du Maine-et-Loire. La ville est à 35 km à l'est de Nantes, à 50 km à l'ouest d'Angers, à 50 km au nord de Cholet, et à 50 km au sud de Châteaubriant.
Ancenis est une commune urbaine. Elle forme avec Saint-Géréon une unité urbaine de deux communes, qui est le pôle urbain de l'aire urbaine d'Ancenis ; cette aire urbaine fait partie de l'espace urbain de Nantes-Saint-Nazaire (cf. Liste des communes de la Loire-Atlantique).
Ancenis fait partie de la Bretagne historique dans l'ancien diocèse et comté de Nantes dit souvent Pays nantais. Ancenis était dans la circonscription traditionnellement dite "Deçà-la-Loire", délimitée par l'Erdre, la Loire et la frontière bretonne.

### Géologie
La commune est située en bordure du bassin houiller de Basse Loire,.

### Topographie
Ancenis est construite sur une île, butte d'origine schisteuse. La commune est érigée en plaine, en terrain assez plat, peu vallonné. Le point culminant de la ville est évalué à 45 m, soit un écart de 40 m avec la minimale. La Loire explique le relief assez bas.

### Hydrographie
Elle inclut principalement la Loire mais aussi, à l'est, le marais de Grée, « espace naturel et sensible départemental », qui marque la limite entre Ancenis et Saint-Herblon. S'y ajoutent plusieurs étangs comme celui de La Planche, ou l'étang artificiel du Clos Géréon, que se partagent la ville et Saint-Géréon.

## Climat
Le climat général est de type tempéré océanique. Ce climat est typique du département et de la côte Ouest française. L'hiver y est doux (5 °C en moyenne) et l'été doux aussi (20 °C en moyenne), il n'y a pas de grandes différences de températures entre ces deux saisons. Les pluies sont assez présentes mais peu intenses.

## Voies de communication et transports

### Voies routières

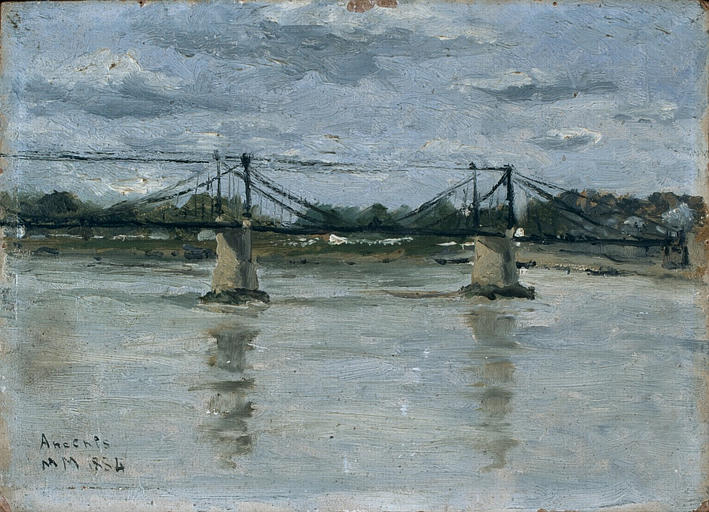
Vieux pont d'Ancenis
Maxime Maufra, 1884
Musée d'Arts de Nantes.

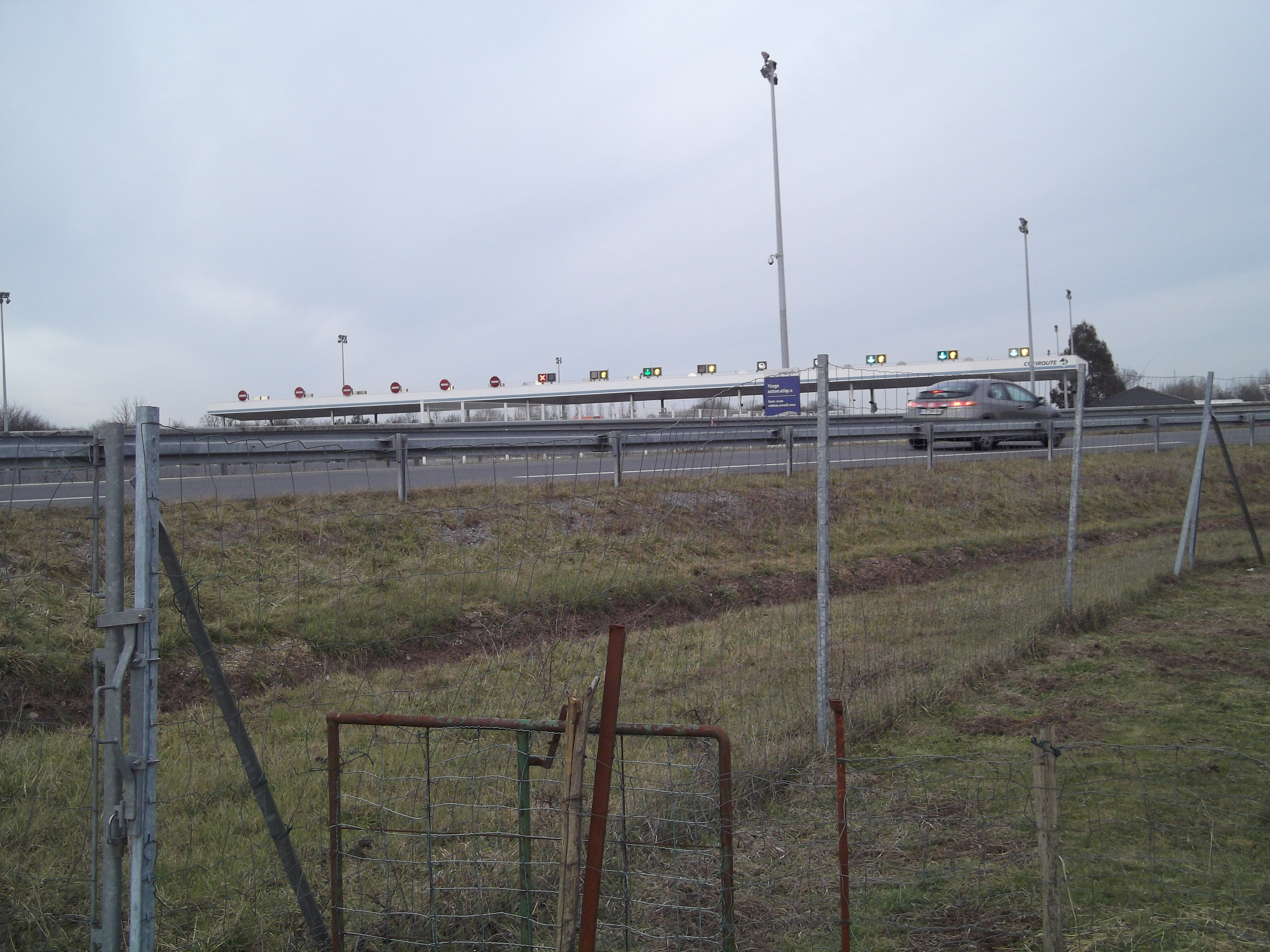
Barrière de péage d'Ancenis sur l'A 11.

La ville d'Ancenis est très bien reliée aux autres villes de la région, par différents axes routier (autoroute, nationales, routes départementales…).
Ancenis est reliée au réseau national par son échangeur autoroutier ainsi que son péage sur l'A 11 reliant Nantes à Paris (autoroute gérée par Cofiroute).
Elle est aussi reliée au réseau départemental par :
- la D 763 (ex-N 763), reliant Ancenis à Belleville-sur-Vie, en passant par Vallet et Clisson ;
- la D 723 (ex-N 23), reliant Paimbœuf à Angers, en passant par Ancenis et Nantes ;
- la D 23, reliant Ancenis à Nort-sur-Erdre, en passant par Couffé ;
- la D 164 (ex-N 164), reliant Ancenis à Redon, en passant par Nort-sur-Erdre ;
- la D 14, reliant Ancenis à Villepot, en passant par Riaillé et Soudan ;
- la D 923 (ex-N 23BIS), reliant Ancenis à Saint-Sauveur-de-Flée, en passant par Candé et Segré ;
- la D 19, reliant Ancenis à Saint-Herblon ;
- la D 112, reliant Ancenis à Maumusson.

### Transports en commun

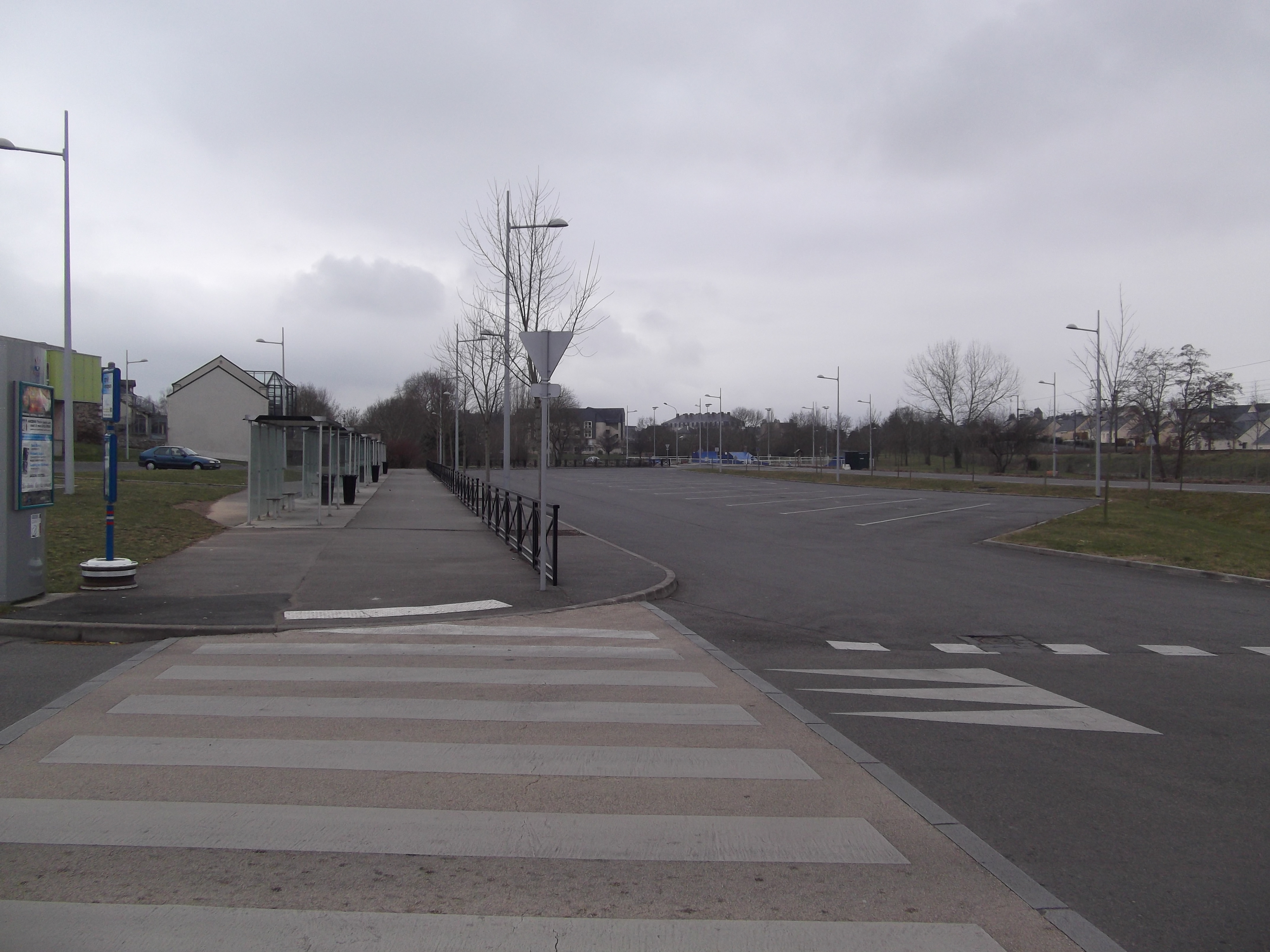
La gare routière.

La ville ne possède plus de réseaux de bus à l'intérieur de la ville, arrêté par manque de fréquentation (Amibus, Navette Gare ↔ Zone Industrielle). Cependant, la ville est desservie par les autocars de la Région et par les cars départementaux de Maine-et-Loire : les lignes 8 (Cholet ↔ Ancenis) et 23B (Ancenis ↔ Saint Florent le Vieil ↔ Angers) ont pour terminus Ancenis.

### Voies ferroviaires

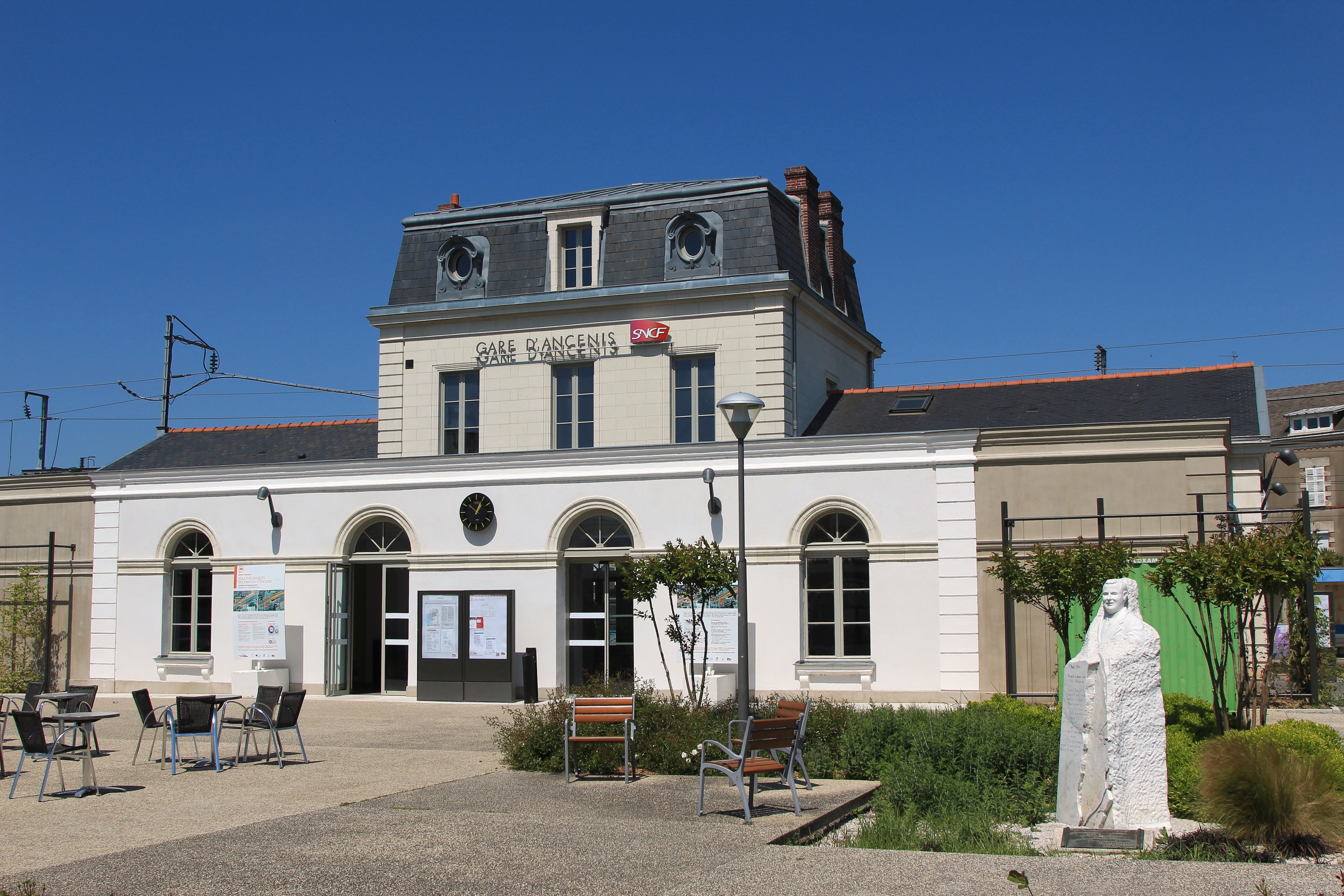
Gare d'Ancenis

Ancenis possède sa propre gare située en plein centre-ville, boulevard de la Libération. Elle est desservie quotidiennement par des TER, circulant entre Le Croisic, Saint-Nazaire, Nantes et Angers, Le Mans, Rennes, Saumur, Tours.
Elle est aussi desservie par des TER Interloire circulant entre Le Croisic/Saint-Nazaire/Nantes et Orléans et quelques TGV circulant entre Les Sables-d'Olonne/Nantes et Paris-Montparnasse mettant la ville à deux heures de la capitale française.
La gare est l'une des plus fréquentées de la région, la seconde en nombre de voyageurs, ainsi la région Pays de la Loire, RFF, et la ville décident que la gare d'Ancenis deviendra multimodale. Durant les travaux, un parvis est créé devant la gare ainsi qu'un abri à vélos et un parking de 250 places, aux abords de la gare, nécessitant la destruction de vieilles bâtisses. Tout cela entre dans un vaste projet qui a pour but de faciliter l’accès à la gare et d'en embellir les abords. Elle est pressentie pour devenir le terminus Est du futur RER métropolitain nantais à l'horizon 2030.

### Voies aériennes

#### Aérodrome

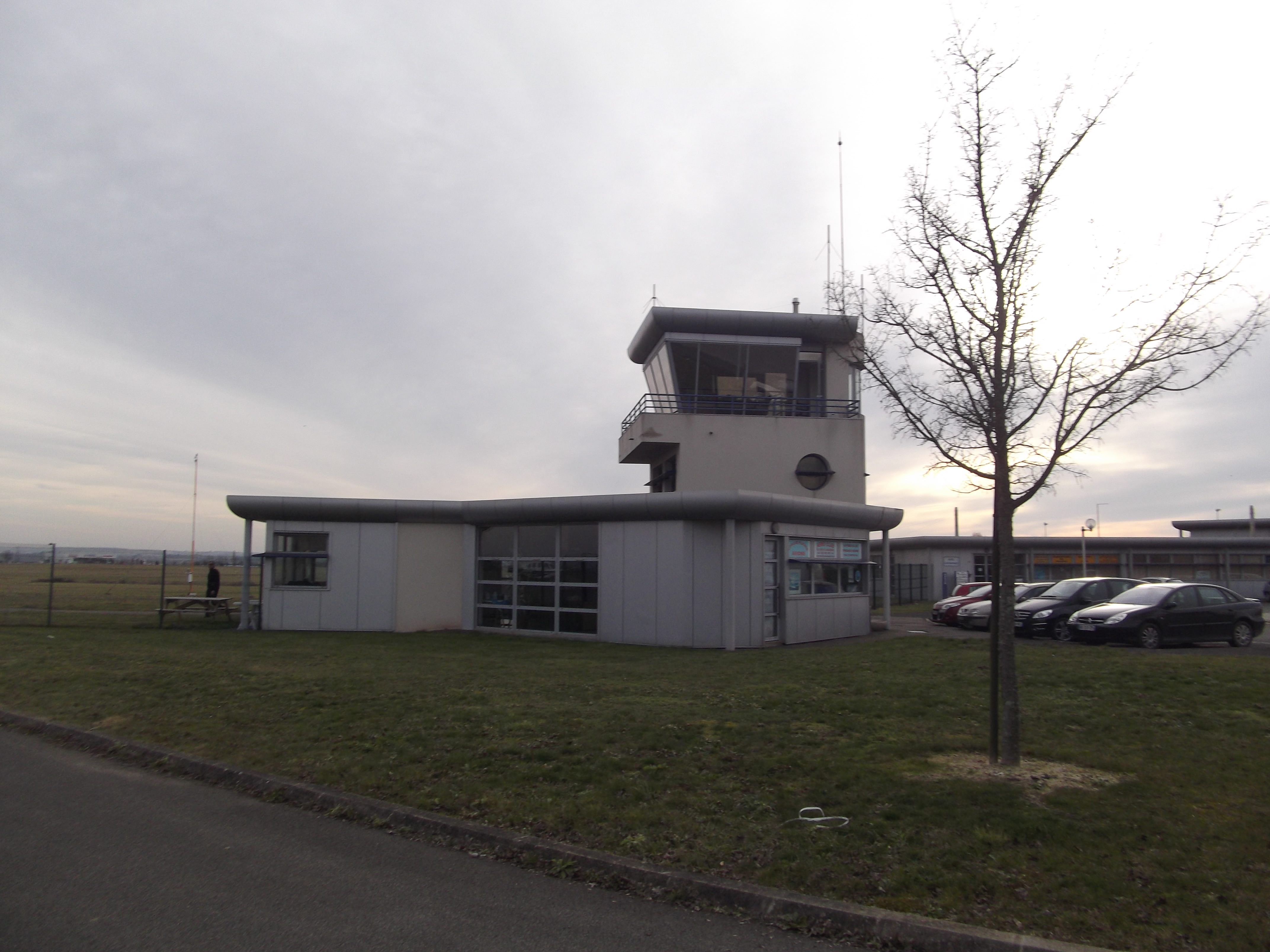
Aérodrome d'Ancenis.

La ville d'Ancenis dispose d'un aérodrome d'affaires, situé dans la zone de l'Aéropôle, à proximité de l'échangeur de l'A11. Il est doté d'une piste de 1 200 m, mais n'est pas desservi par des compagnies régulières, il est donc principalement utilisé pour les voyages d'affaires et par l'aéro-club du Pays d’Ancenis. En décembre 2011, Vinci est désigné gestionnaire de l'aéroport et Edeis Concessions en 2025.
Un projet de déménagement de l'aviation de loisirs de l'aéroport de Nantes Atlantique est toujours en cours en 2025 avec une installation soit sur l'aéroport de la Baule ou sur celui d'Ancenis'.

#### Aéroport Nantes-Atlantique
L'aéroport Nantes Atlantique se situe à 50 km et 40 minutes de la ville et propose plusieurs vols réguliers vers les grandes capitales européennes comme Londres, Bruxelles, Berlin ou des vols de province comme Paris, Marseille, Lyon, Lille, Strasbourg…
Le futur aéroport du Grand Ouest, aurait dû être, quant à lui, à 50 km, soit 45 min de la ville mais le projet est abandonné en 2018.

#### Aéroport d'Angers-Loire
L'aéroport d'Angers se situe à 80 km et 50 minutes de la ville mais ne propose plus aucune liaison commerciale depuis 2020.

### Voies maritimes

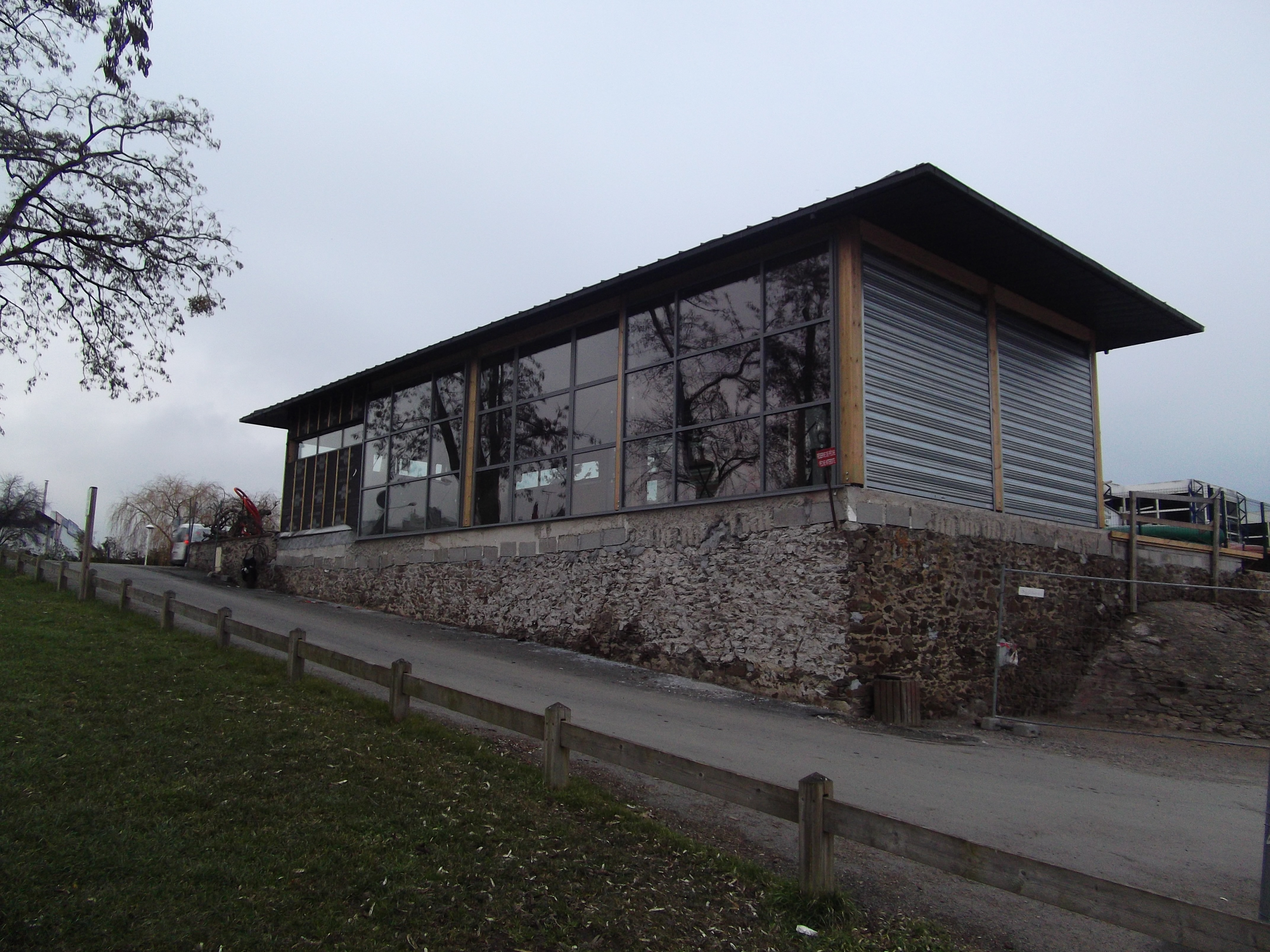
La capitainerie en construction.

La ville d'Ancenis dispose d'une capitainerie et d'une halte fluviale, où deux passerelles flottantes peuvent accueillir les bateaux des Anceniens et touristiques, comme « La Luce ».

## Toponymie
Le nom de la localité, dans les anciens actes, est attesté sous les formes Anciniensis Plebs au XIIe siècle et Ancenisiumen 1287.
Il serait issu de l'anthroponyme latin Antius et du suffixe d'appartenance -ensem.
Une autre explication fantaisiste a été avancée par le passé : Rigord, dans sa Vie de Philippe-Auguste commente la forme graphique ancienne Andenesium, où il voit un "gaulois" an-den-ès (sic) qui signifierait "belle forêt et rivière…",.
Les habitants sont appelés les Anceniens.
En gallo, le nom de la commune se prononce [ɑ̃.sni] ou [ɑ̃ː.sni],. Récemment, des formes écrites basée sur cette prononciation ont été proposées : Anceni selon l'écriture ABCD et Ançni et Aunçni selon l'écriture MOGA[réf. souhaitée]. 
La forme bretonne actuelle proposée par l'Office public de la langue bretonne est Ankiniz.

## Histoire
Une occupation gallo-romaine existe sur le territoire actuel de Saint-Géréon, sur un point plus élevé des coteaux de la Loire, les Pierres Meslières.
En 983, Aremburge, l'épouse du duc de Bretagne Guérech, fait bâtir sur une île de la Loire un château permettant de contrôler les accès routiers et fluviaux reliant l'Anjou au pays nantais. La fondation d'Ancenis est destinée à défendre la frontière bretonne des prétentions des comtes d'Anjou.
En 1468, le traité d'Ancenis est signé, engageant François II de Bretagne à rompre ses alliances avec Charles le Téméraire et le roi Édouard IV d'Angleterre.
Un premier pont est construit sur la Loire de 1838 à 1839. En janvier 1953, on inaugure un nouveau pont, le pont Anjou-Bretagne. C'est le début du projet de la construction des quais et du nouveau port, qui fait face au château.
Ancenis fut une ville de garnison : le 64e régiment d'infanterie y était basé.
Le 23 mars 2018, au second vote proposant la création d'une commune nouvelle entre Ancenis et Saint-Géréon, le « oui » l'emporte dans chacun des deux conseils municipaux.
L'arrêté préfectoral du 26 septembre 2018 crée Ancenis-Saint-Géréon, 8e commune nouvelle de la Loire-Atlantique avec une date d'effet au 1er janvier 2019.

## Politique et administration
Ancenis fait partie de la région Pays de la Loire, du département de la Loire-Atlantique, de l'arrondissement de Châteaubriant-Ancenis, de la 5e circonscription de la Loire-Atlantique ; elle est chef-lieu de son canton.

### Administration municipale
Le conseil municipal est composé de 29 élus. Le maire est entouré de huit adjoints, 14 conseillers de la majorité et 6 de l'opposition,.

### Liste des maires

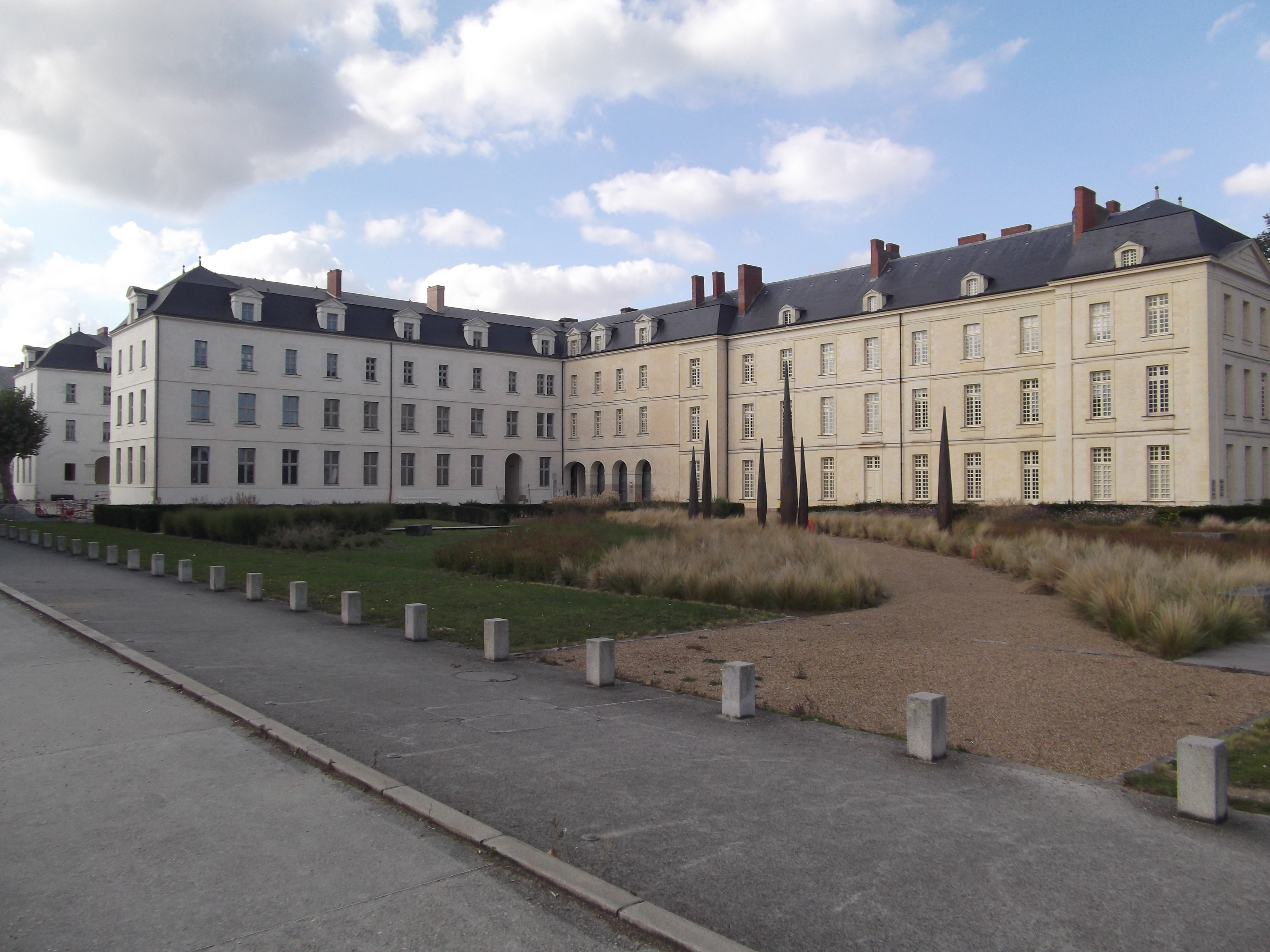
Le siège de la COMPA.
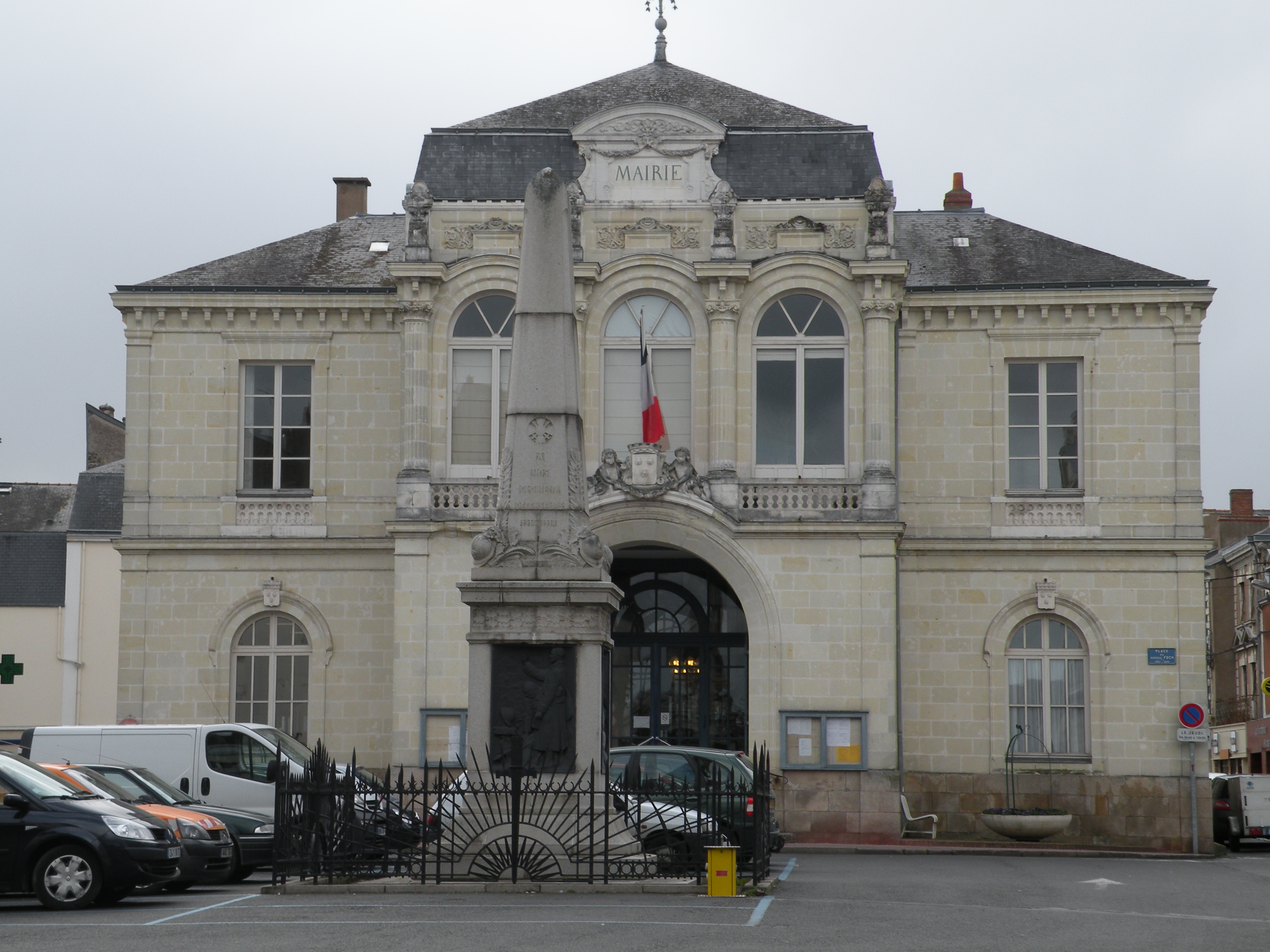
La mairie.

### Fiscalité
| Taxe                                                | Taux appliqué (part communale) |
| --------------------------------------------------- | ------------------------------ |
| Taxe d'habitation (TH)                              | 12,07 %                        |
| Taxe foncière sur les propriétés bâties (TFPB)      | 14,26 %                        |
| Taxe foncière sur les propriétés non bâties (TFPNB) | 46,86 %                        |

### Sécurité et Judiciaire

#### Gendarmerie
La ville dispose d'une gendarmerie qui est situé rue René Urien. Elle comprend une unité de recherche, une brigade territoriale et d'un PSIG (peloton de surveillance et d'intervention). La gendarmerie étant trop petite, un projet de transfert à proximité du contournement de l’agglomération d'Ancenis est décidé.
La ville dispose d'un peloton d'autoroute sur l'A11, au nord de la ville.

#### Pompiers
Ancenis dispose d'un centre d'incendie et de secours qui fait partie du SDIS 44, dépendant de la brigade territoriale de Riaillé. Depuis novembre 2016, le centre est situé dans le quartier de la Chauvinière à la sortie nord-ouest de la ville, près du contournement (D 464).

#### Justice
La commune dépend du tribunal de grande instance et d'instance, du tribunal de commerce ainsi que du conseil de prud'hommes de Nantes. Cependant la ville dépend de la cour d'appel de Rennes.
La ville dispose d'un CIF-CIDF et d'un SPIP, situés à l'Espace Corail.

#### Politique et administration

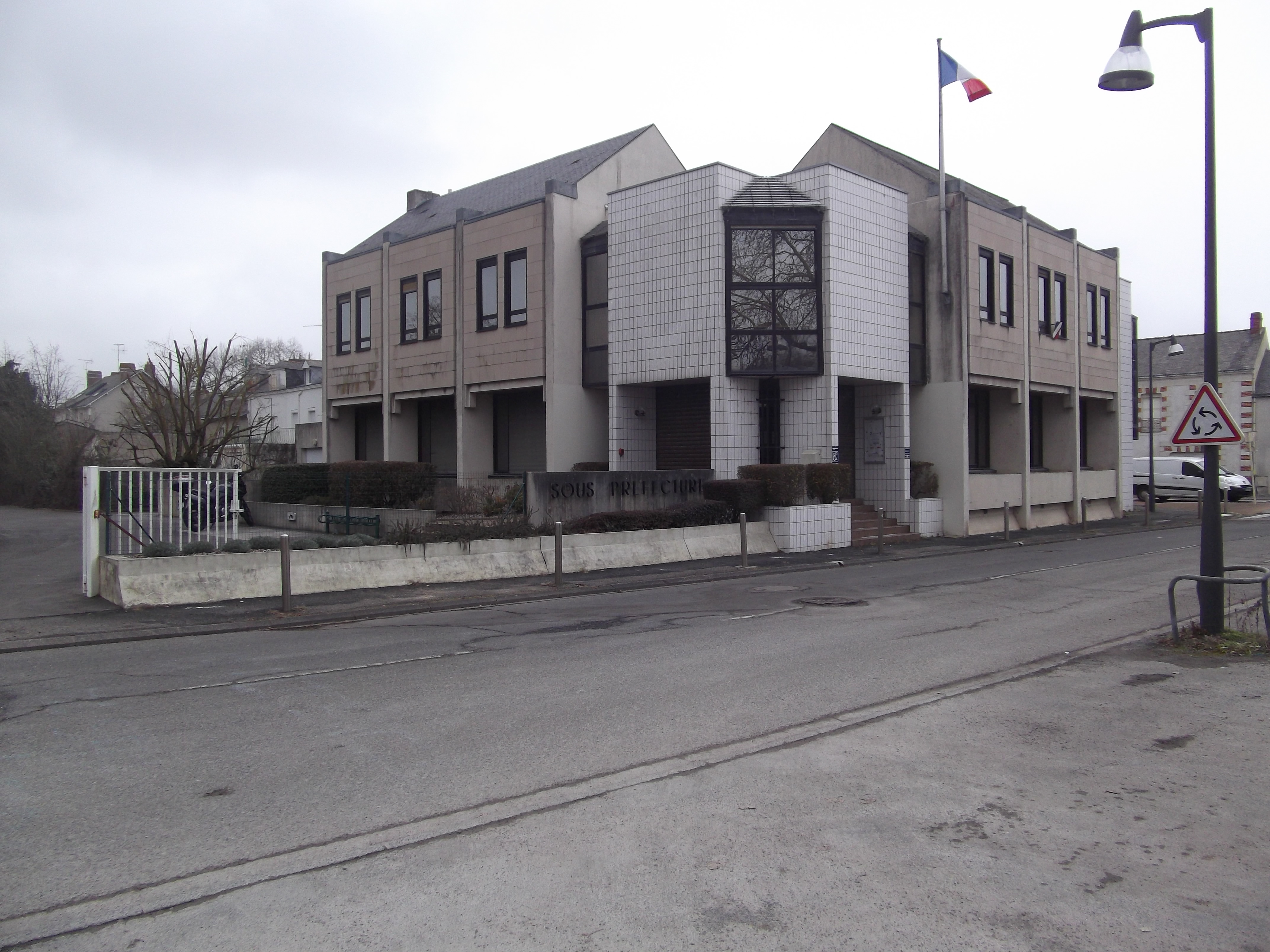
L'ancienne sous-préfecture.

Ancenis est le chef-lieu de son canton, regroupant environ 25 000 habitants. Ancenis était également sous-préfecture jusqu'en 2017. L'ancienne sous-préfecture est située allée de la Providence.

### Jumelages
- Bad Brückenau (Allemagne)
- Kirkham (Royaume-Uni)

## Population et société

### Démographie
Selon le classement établi par l'Insee, Ancenis est le centre d'une aire urbaine, d'une unité urbaine, d'une zone d'emploi et d'un bassin de vie. Toujours selon l'Insee, en 2010, la répartition de la population sur le territoire de la commune était considérée comme « intermédiaire » : 88 % des habitants résidaient dans des zones « intermédiaires » et 11 % dans des zones « peu denses ».

#### Évolution démographique
L'évolution du nombre d'habitants est connue à travers les recensements de la population effectués dans la commune depuis 1793. Pour les communes de moins de 10 000 habitants, une enquête de recensement portant sur toute la population est réalisée tous les cinq ans, les populations de référence des années intermédiaires étant quant à elles estimées par interpolation ou extrapolation. Pour la commune, le premier recensement exhaustif entrant dans le cadre du nouveau dispositif a été réalisé en 2008.

En 2016, la commune comptait 7 656 habitants, en évolution de +1,39 % par rapport à 2010 (Loire-Atlantique : +6,68 %, France hors Mayotte : +2,11 %).
| 1793  | 1800  | 1806  | 1821  | 1831  | 1836  | 1841  | 1846  | 1851  |
| ----- | ----- | ----- | ----- | ----- | ----- | ----- | ----- | ----- |
| 3 295 | 2 923 | 2 945 | 3 888 | 3 749 | 3 667 | 3 802 | 3 824 | 3 689 |

| 1856  | 1861  | 1866  | 1872  | 1876  | 1881  | 1886  | 1891  | 1896  |
| ----- | ----- | ----- | ----- | ----- | ----- | ----- | ----- | ----- |
| 4 198 | 4 628 | 4 148 | 4 358 | 5 177 | 5 361 | 5 544 | 5 141 | 5 048 |

| 1901  | 1906  | 1911  | 1921  | 1926  | 1931  | 1936  | 1946  | 1954  |
| ----- | ----- | ----- | ----- | ----- | ----- | ----- | ----- | ----- |
| 5 199 | 4 998 | 5 013 | 4 222 | 3 942 | 4 040 | 4 149 | 4 815 | 5 050 |

| 1962  | 1968  | 1975  | 1982  | 1990  | 1999  | 2006  | 2008  | 2013  |
| ----- | ----- | ----- | ----- | ----- | ----- | ----- | ----- | ----- |
| 5 102 | 5 648 | 6 997 | 7 076 | 6 896 | 7 009 | 7 407 | 7 511 | 7 474 |

| 2016  | - | - | - | - | - | - | - | - |
| ----- | - | - | - | - | - | - | - | - |
| 7 656 | - | - | - | - | - | - | - | - |

#### Pyramide des âges
Les données suivantes concernent l'année 2013.
La population de la commune est relativement âgée. Le taux de personnes d'un âge supérieur à 60 ans (25,9 %) est en effet supérieur au taux national (22,6 %) et au taux départemental (22,5 %),,.
À l'instar des répartitions nationale et départementale, la population féminine de la commune est supérieure à la population masculine. Le taux (52,8 %) est supérieur au taux national (51,6 %),,.
| Hommes | Classe d’âge | Femmes |
| ------ | ------------ | ------ |
| 0,5    | 90 ans ou +  | 1,4    |
| 7,8    | 75 à 89 ans  | 10,8   |
| 14,5   | 60 à 74 ans  | 16,4   |
| 20,4   | 45 à 59 ans  | 19,3   |
| 18,9   | 30 à 44 ans  | 18,3   |
| 18,5   | 15 à 29 ans  | 16,4   |
| 19,4   | 0 à 14 ans   | 17,4   |

| Hommes | Classe d’âge | Femmes |
| ------ | ------------ | ------ |
| 0,4    | 90 ans ou +  | 1,3    |
| 5,8    | 75 à 89 ans  | 9,1    |
| 13,5   | 60 à 74 ans  | 14,6   |
| 19,6   | 45 à 59 ans  | 19,2   |
| 20,8   | 30 à 44 ans  | 19,6   |
| 19,4   | 15 à 29 ans  | 17,7   |
| 20,5   | 0 à 14 ans   | 18,5   |

### Enseignement
Ancenis dépend de l'académie de Nantes, dans la zone B. La ville compte quatre écoles primaires auxquelles sont attachées quatre écoles maternelles, deux collèges, Saint-Joseph et René-Guy-Cadou, le lycée Joubert-Maillard d'enseignement général, technologique et professionnel, le lycée général privé Saint-Joseph, deux lycées professionnels privés, Saint-Thomas-d'Aquin et Jean-Baptiste-Ériau, le lycée agricole privé de Briacé), l'établissement ou service d'aide par le travail, l'institut médico-éducatif, l’institut de formation d'aides soignants, et le centre de formation professionnelle privé. Actuellement[Quand ?], la ville accueille 5 000 scolaires par jour.

#### Écoles primaires et maternelles

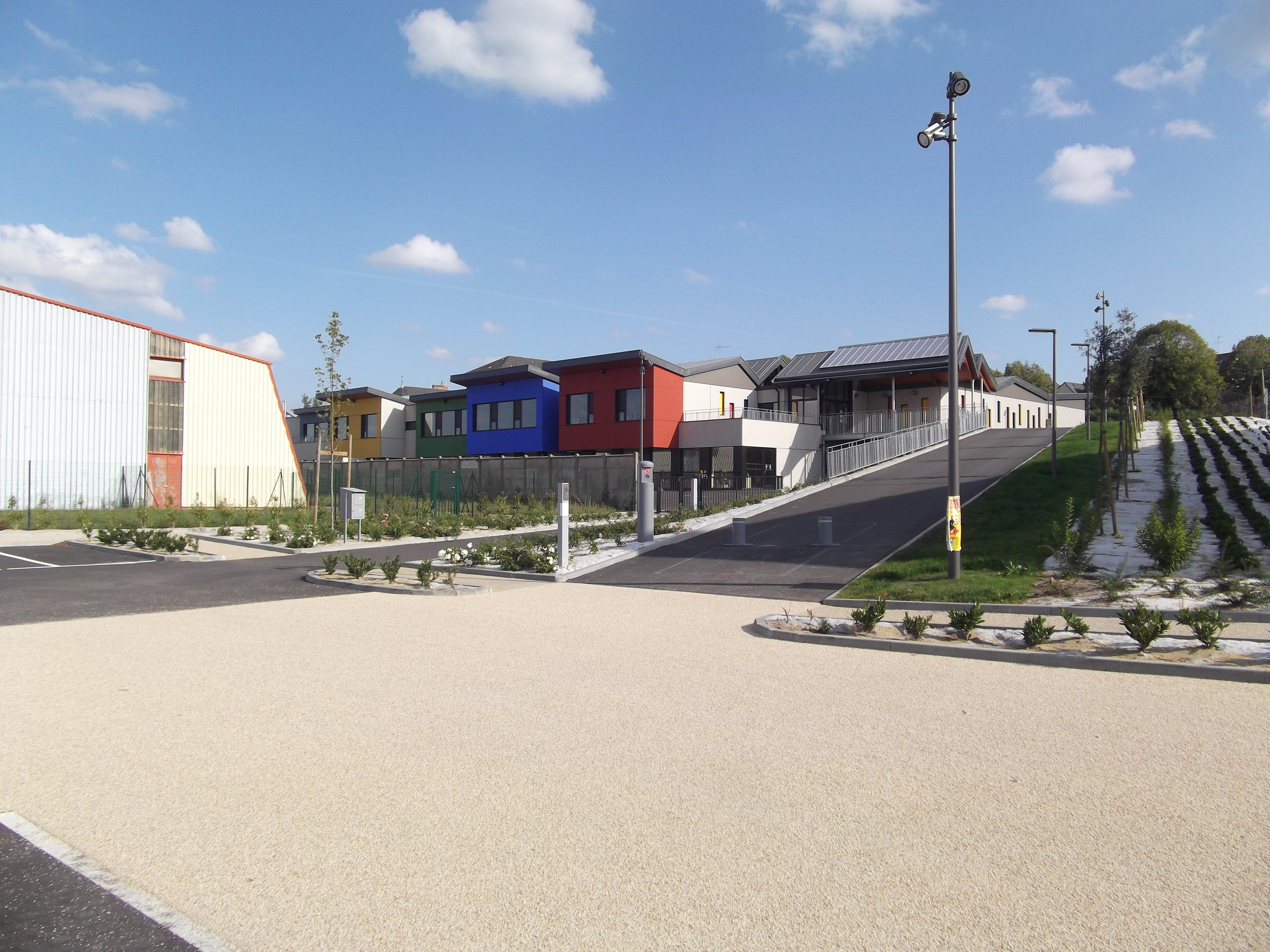
École Albert-Camus, première école Passivhaus.

La ville d'Ancenis gère ses deux écoles publiques et les deux autres sont des écoles privées. Elles sont placées de façon qu'il y ait une école publique et une école privée aussi bien au nord qu'au sud.

##### Groupe scolaire public Madame-de-Sévigné
Le groupe scolaire Madame-de-Sévigné est situé sur le boulevard du même nom, au nord. Il comprend une école primaire et une maternelle bien distinctes, partageant la même cantine, « Croq'Loisirs », qui est aussi un centre de loisirs.
L'école accueille les classes allant de la pré-petite section à la grande section pour l'école maternelle, et pour l'école primaire du CP au CM2.

##### Groupe scolaire public Albert-Camus
Le groupe scolaire Albert-Camus, est, lui situé au sud, sur le boulevard Joseph-Vincent. Elle est composée de d'une école primaire, d'une école maternelle et de la cantine. L'école primaire est détruite en 2009 afin d'être reconstruite en 2011 aux normes BBC. Ces normes permettent à l'école de recevoir le prix Passivhaus. L'école maternelle est aussi reconstruction, aux mêmes normes. L'école maternelle accueille les classes allant de la pré-petite section à la grande section, et du CP au CM2 pour l’école primaire.

##### École privée Sainte-Anne
L’école Sainte-Anne est une école privée située sur le boulevard Henry Ottmann, au nord de la ville. Elle fait partie de l'enseignement catholique de la Loire-Atlantique. L'école comprend aussi bien une école primaire qu'une maternelle, dans le même bâtiment. L'école compte 289 élèves.

##### École Saint-Louis-de-Gonzague
L'école Saint-Louis-de-Gonzague est située rue Barème, en plein centre-ville. Elle fait également partie de l'enseignement catholique de la Loire-Atlantique. Elle est composée d'une école primaire, d'une maternelle et comporte 203 élèves.

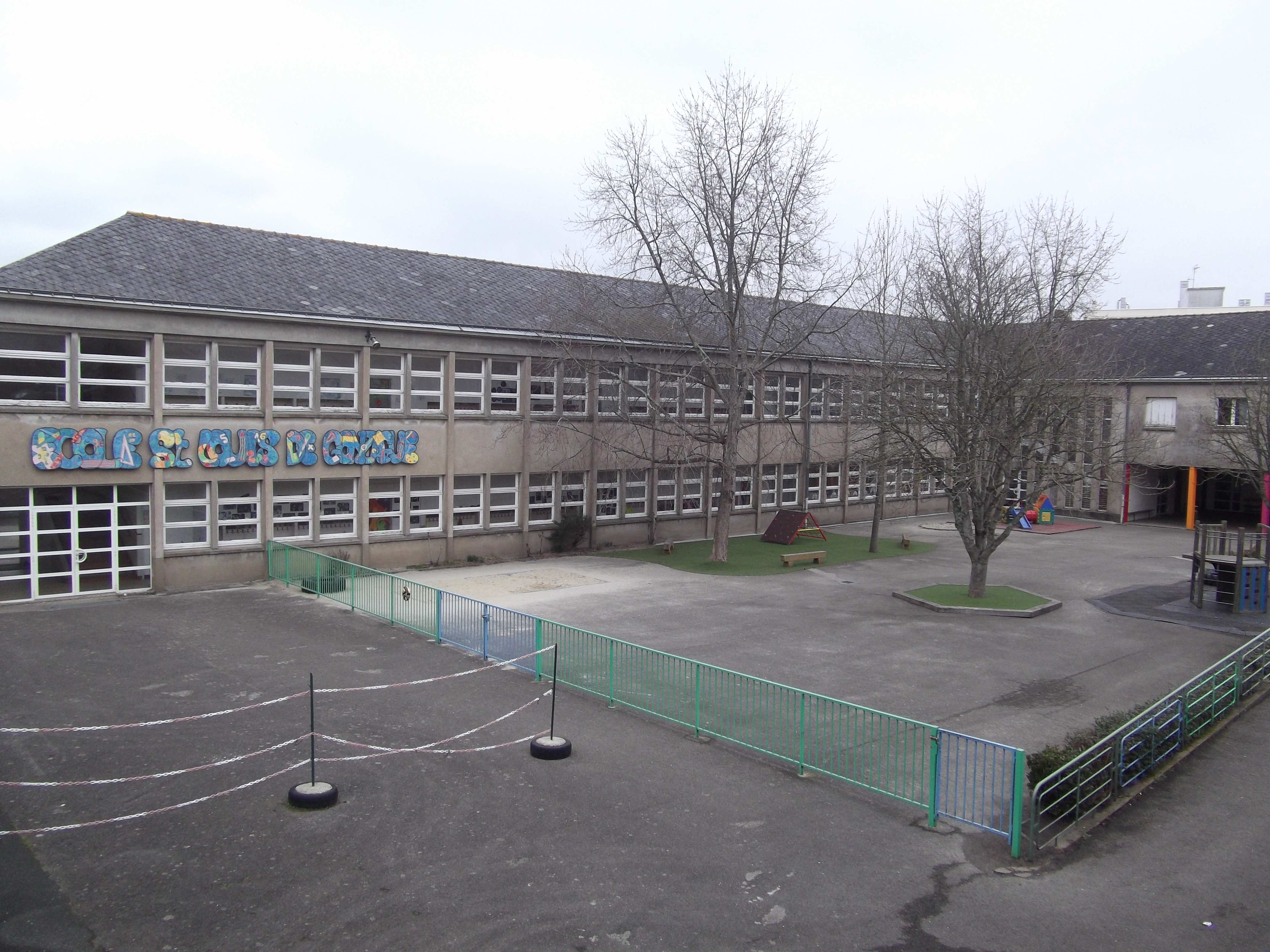
L’école Saint-Louis-de-Gonzague.
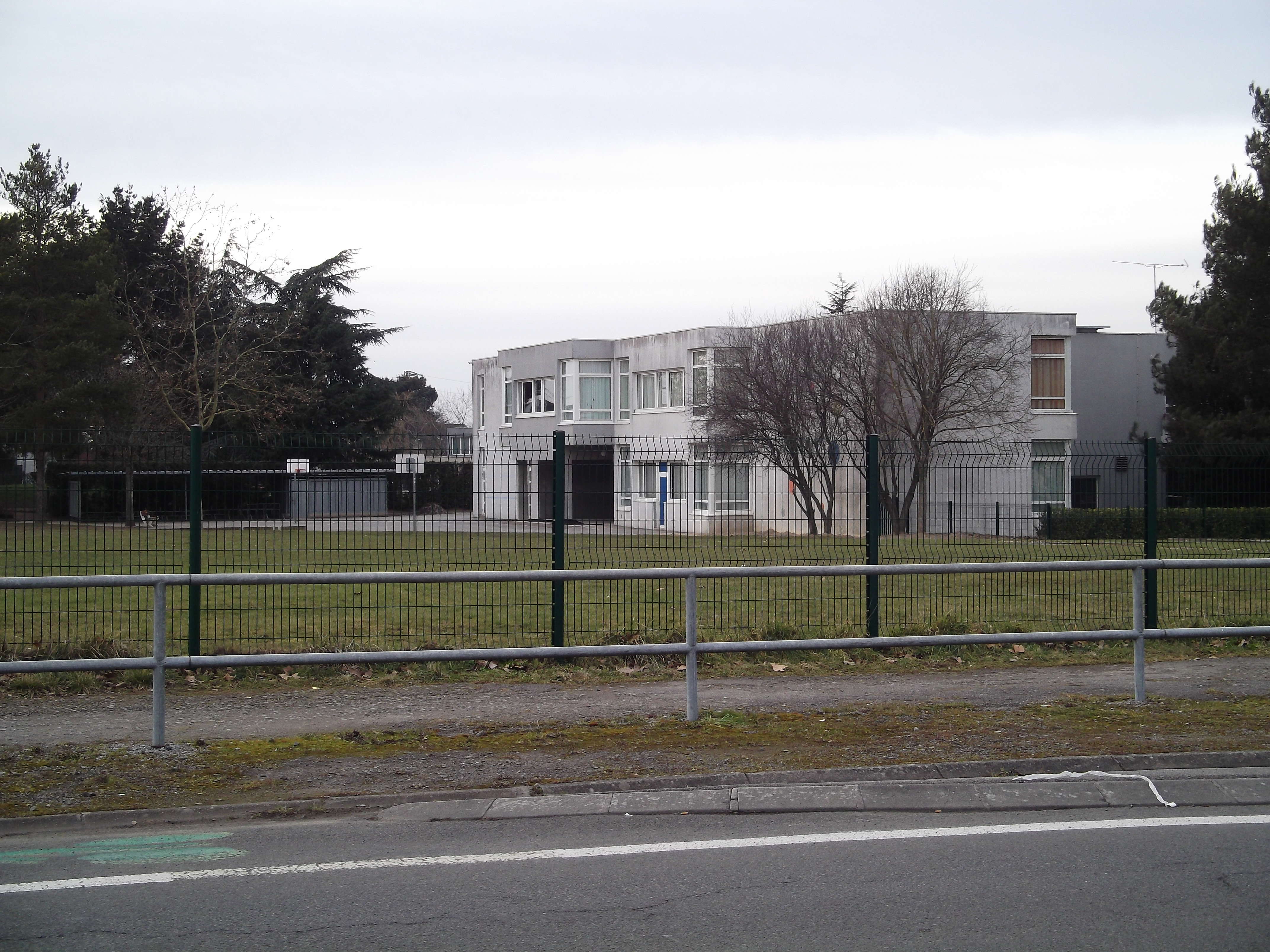
L’école Madame-de-Sévigné.
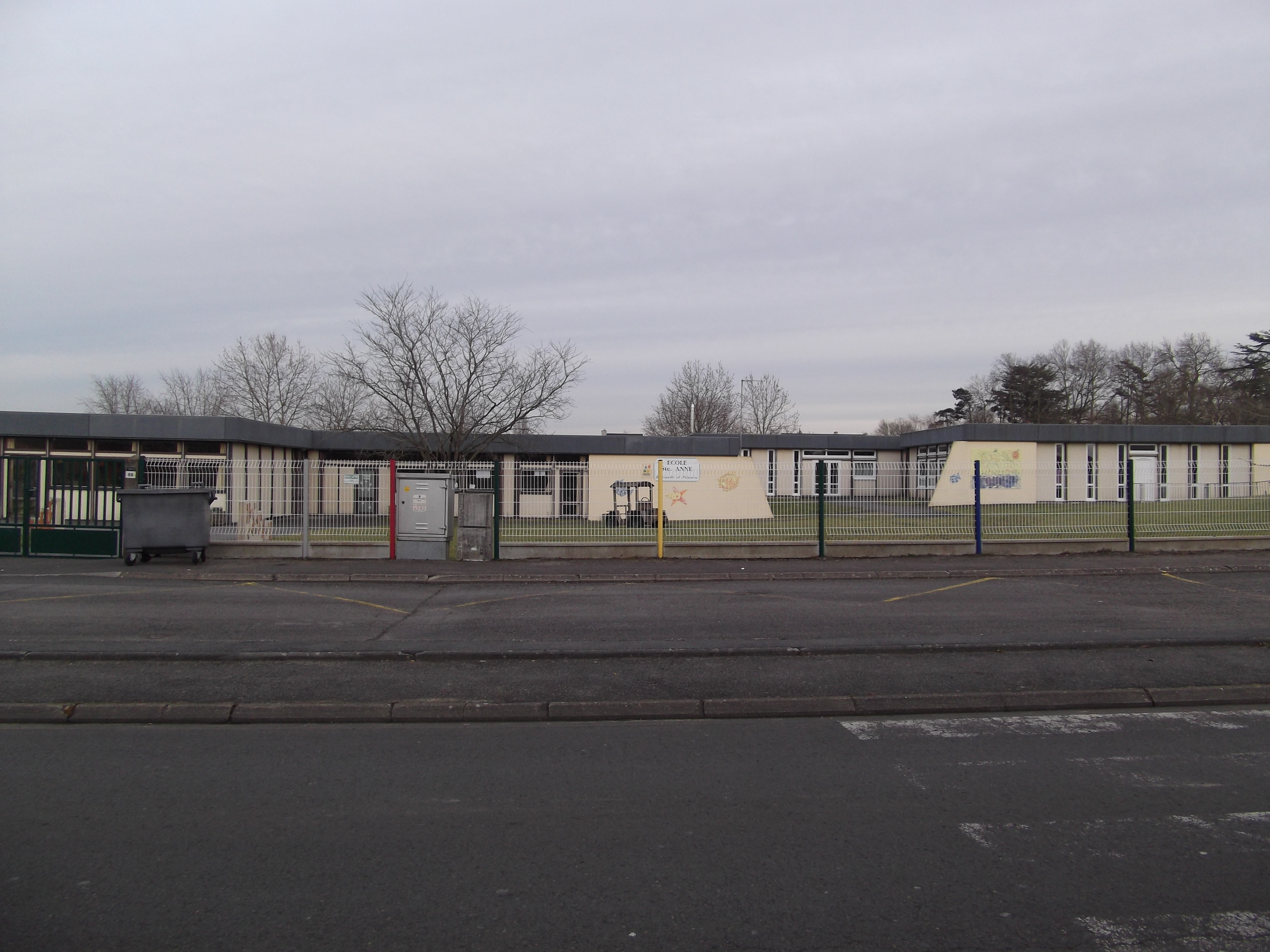
L’école Sainte-Anne.

#### Collèges
La ville accueille deux collèges, un au nord et un au sud, l'un public et l'autre privé.

##### Collège René-Guy-Cadou

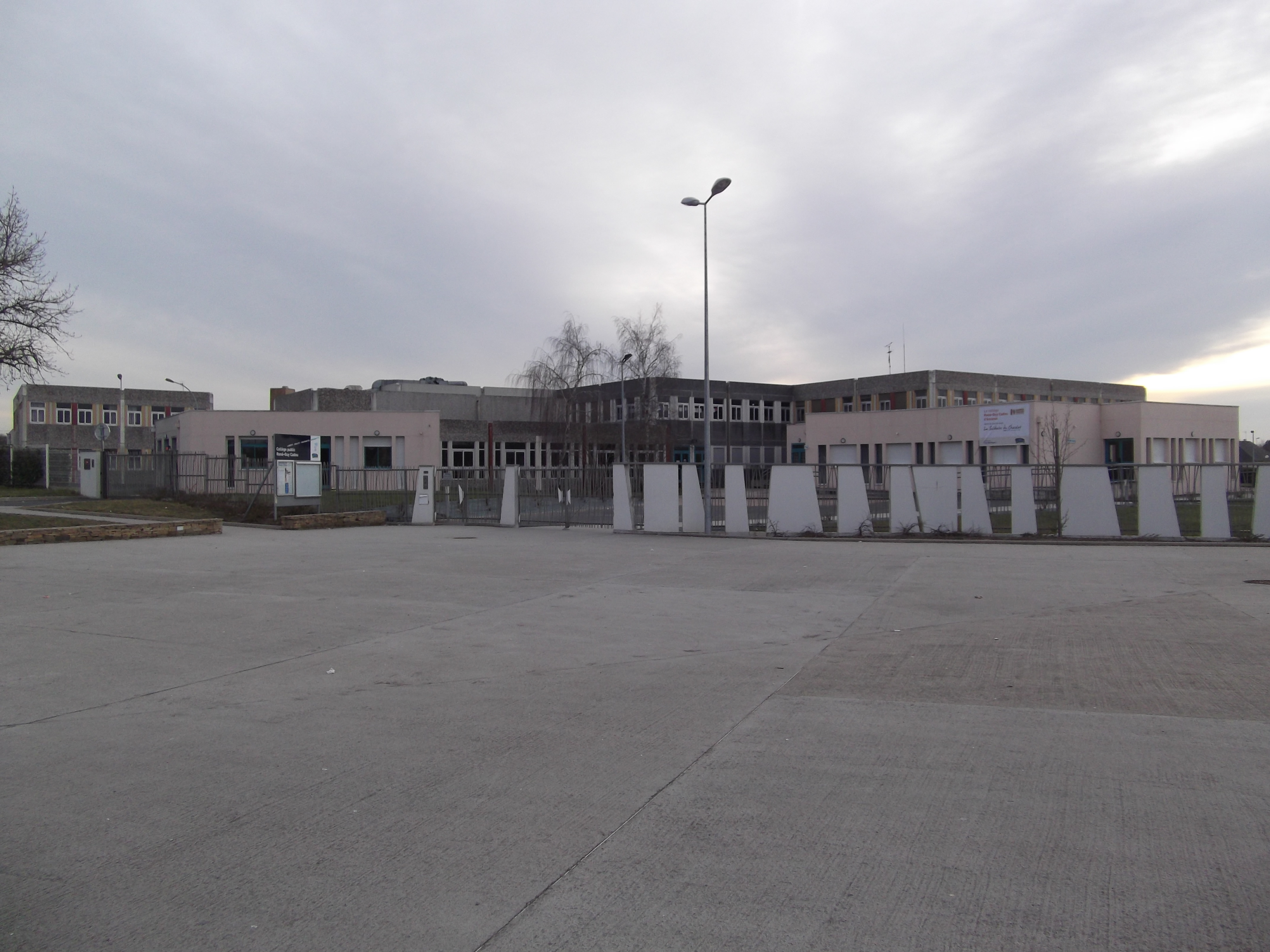
L'entrée du collège René-Guy-Cadou.

Le conseil général de la Loire-Atlantique est responsable du collège René-Guy-Cadou, situé sur le boulevard du même nom. Il est construit en 1979, sur le site actuel, mais existait sur le site du Pressoir Rouge. Il compte 9 classes de 6e, 10 5e, 9 4e et 10 de 3e, comprenant des classes de SEGPA pour les élèves en difficultés. En 2008, le parvis et les parkings (des cars notamment) sont rénovés.

##### Collège Saint-Joseph

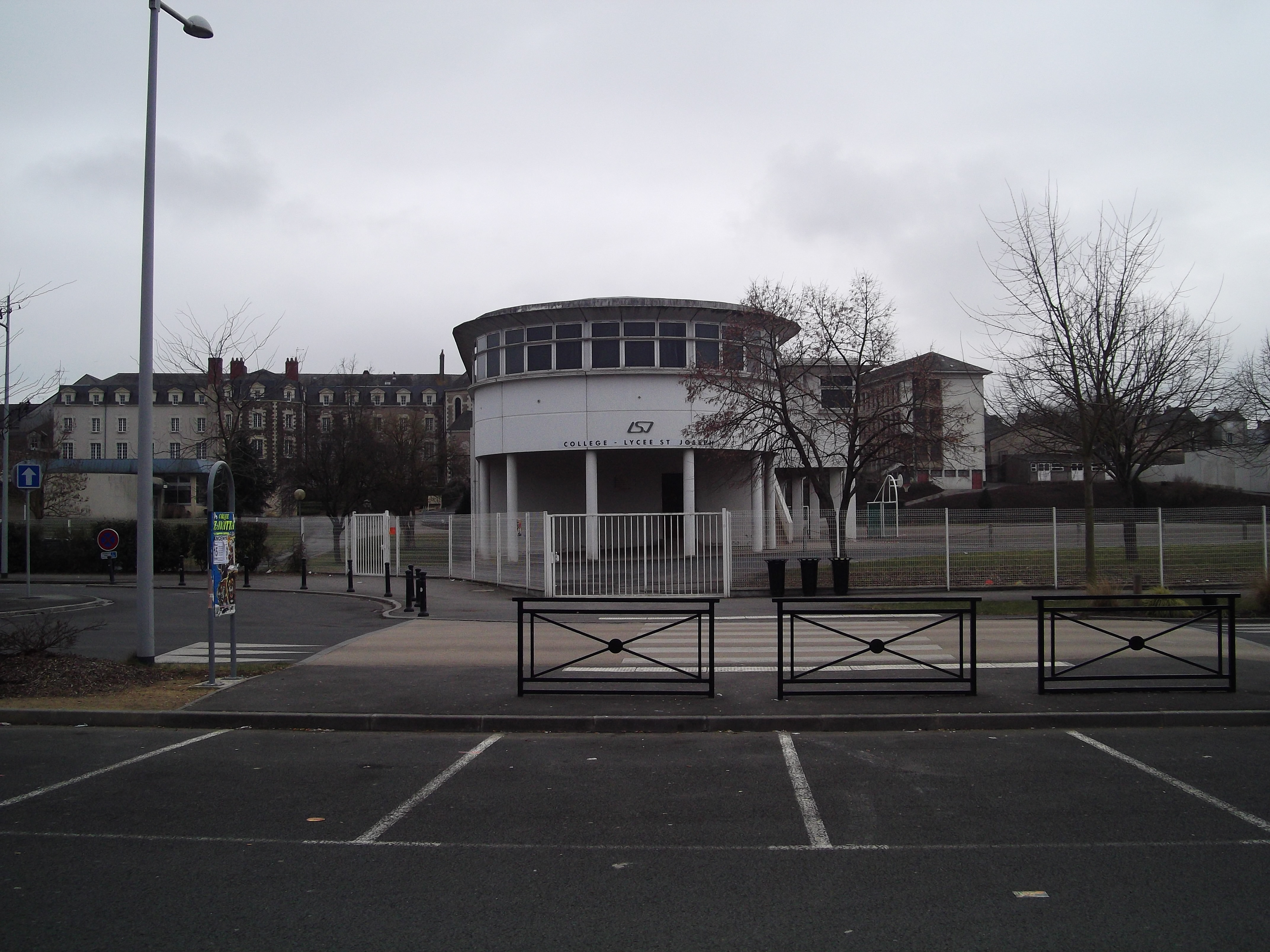
Entrée « Nord » du collège, comprenant le bâtiment blanc et tous les autres en arrière-plan.

Le collège Saint-Joseph, fondé en 1543, est situé au sud de la ville. Il s'agit d'un hospice rénové et transformé. Le collège fait partie de l'enseignement catholique de la Loire-Atlantique. Il comporte sept classes de 6e, dont une bilingue (allemand-anglais) et une de consolidation en deux ans, six classes de 5e, de 4e et de 3e. Le site du collège se partage avec le lycée. En 2009, le site compte 1 140 élèves.

#### Lycées

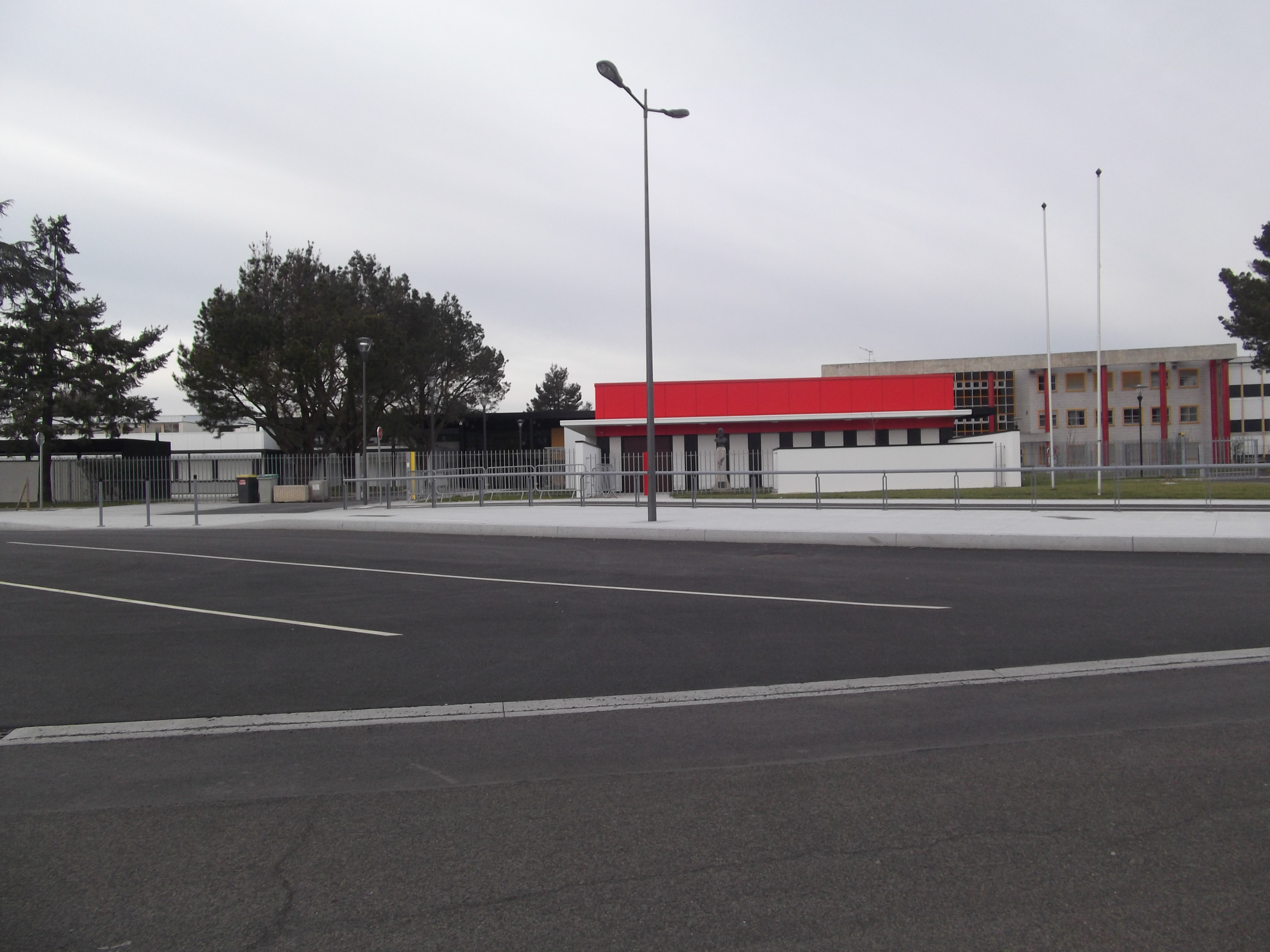
L'entrée du lycée polyvalent Joubert-Emilien Maillard.

Ancenis propose un large choix en matière d'enseignement secondaire puisqu'elle est dotée de cinq lycées : un général-technologique-professionnel, deux professionnels, un professionnel agricole et un général technologique. Ils sont un peu éparpillés dans toute la ville et proposent différentes orientations.

##### Lycée polyvalent public Joubert-Maillard
Le lycée polyvalent Joubert-Maillard est né en 2011, à la suite de la fusion des lycées général et technologique Joubert et professionnel Maillard. Les travaux du fusionnement permettent la réhabilitation de 938 m2, la construction de 1 452 m2 et la démolition de 577 m2. Ils sont menés principalement par la région, pour un budget de 9 millions d'euros. Aujourd'hui, la « cité scolaire » comprend plus de 1 000 élèves.

##### Lycée général et technologique privé Saint-Joseph
Le lycée Saint-Joseph est placé dans la même enceinte que le collège du même nom. Il est situé au sud de la ville, sur le boulevard Joseph-Vincent. Il propose une filière générale, avec plusieurs spécialités au choix à partir de la Première. Il dispense également un enseignement technologique : bac STMG et bac ST2S, ainsi qu'un BTS MCO (Management commercial opérationnel) en post-bac, le tout accompagné d'options. Le lycée est composé de bâtiments administratifs, de salles de classe, d'une chapelle, d'un self, d'une cafétéria et d'une salle de sports.

##### Lycée professionnel privé Saint-Thomas-d'Aquin
Le lycée professionnel Saint-Thomas-d'Aquin, jouxtant le lycée Saint-Joseph, possède quasiment le même organigramme administratif. Il propose des bacs pro suivants : gestion administration, commerce, vente, ASSP. Il dispose des mêmes équipements que Saint-Joseph.

##### Lycée professionnel privé Jean-Baptiste-Ériau
Le lycée professionnel Jean-Baptiste-Eriau est situé dans le quartier Rohan. Il est nommé en hommage à l'abbé Jean-Baptiste Ériau.

##### Lycée professionnel privé Agricole
Le lycée Briacé est un lycée professionnel agricole située au nord de la ville.

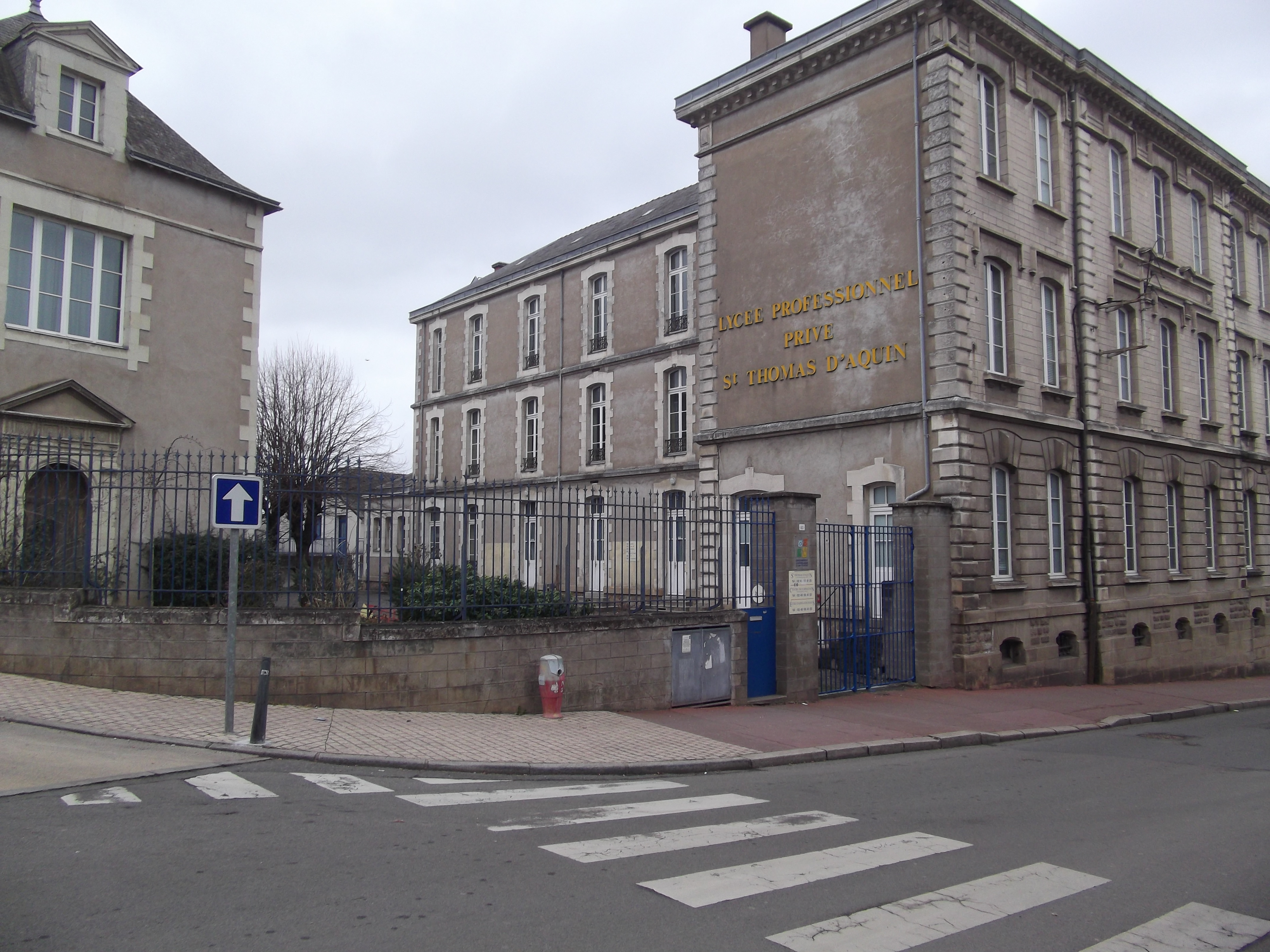
Lycée professionnel Saint-Thomas-d'Aquin.
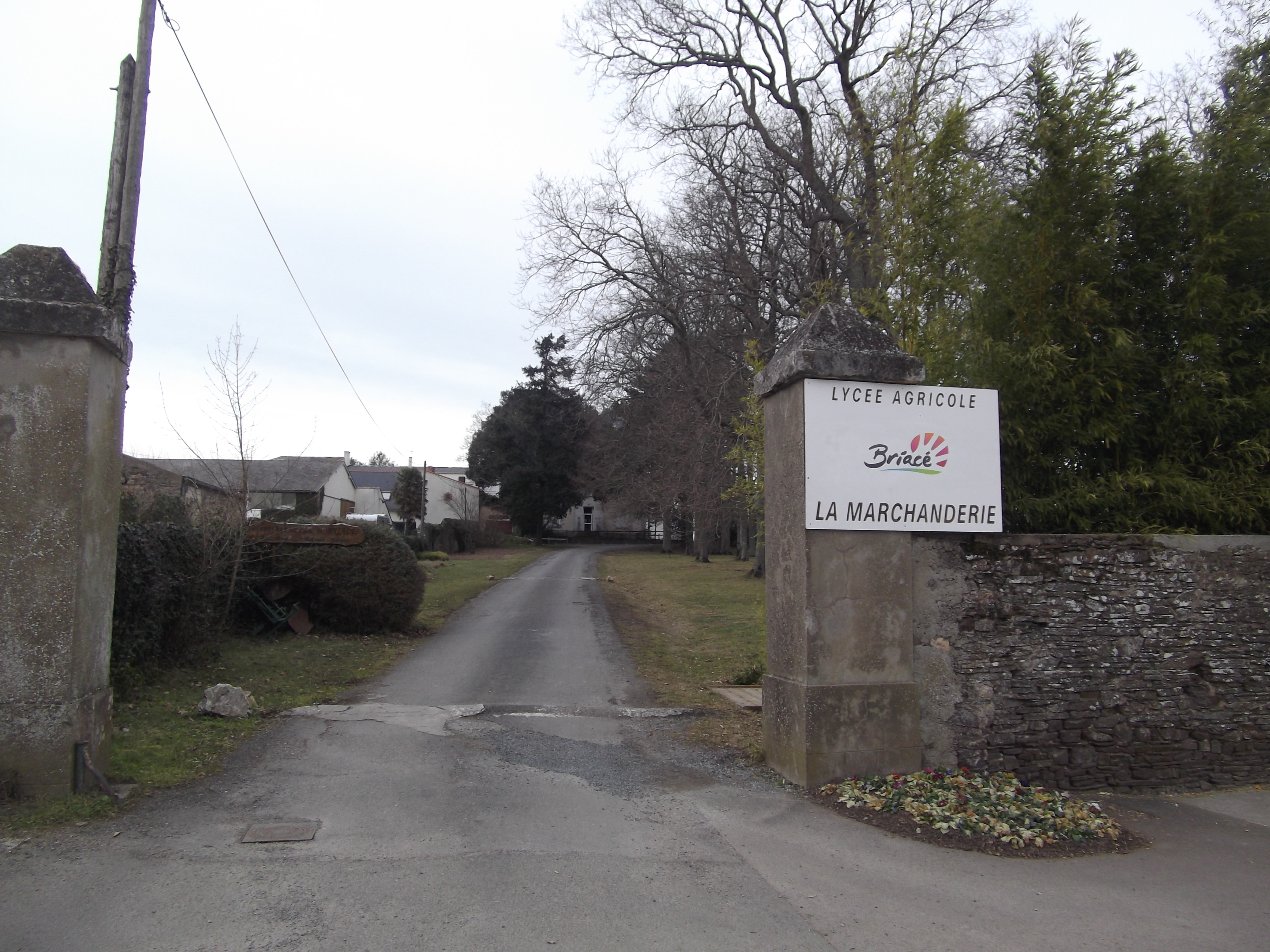
Entrée du lycée Briacé.
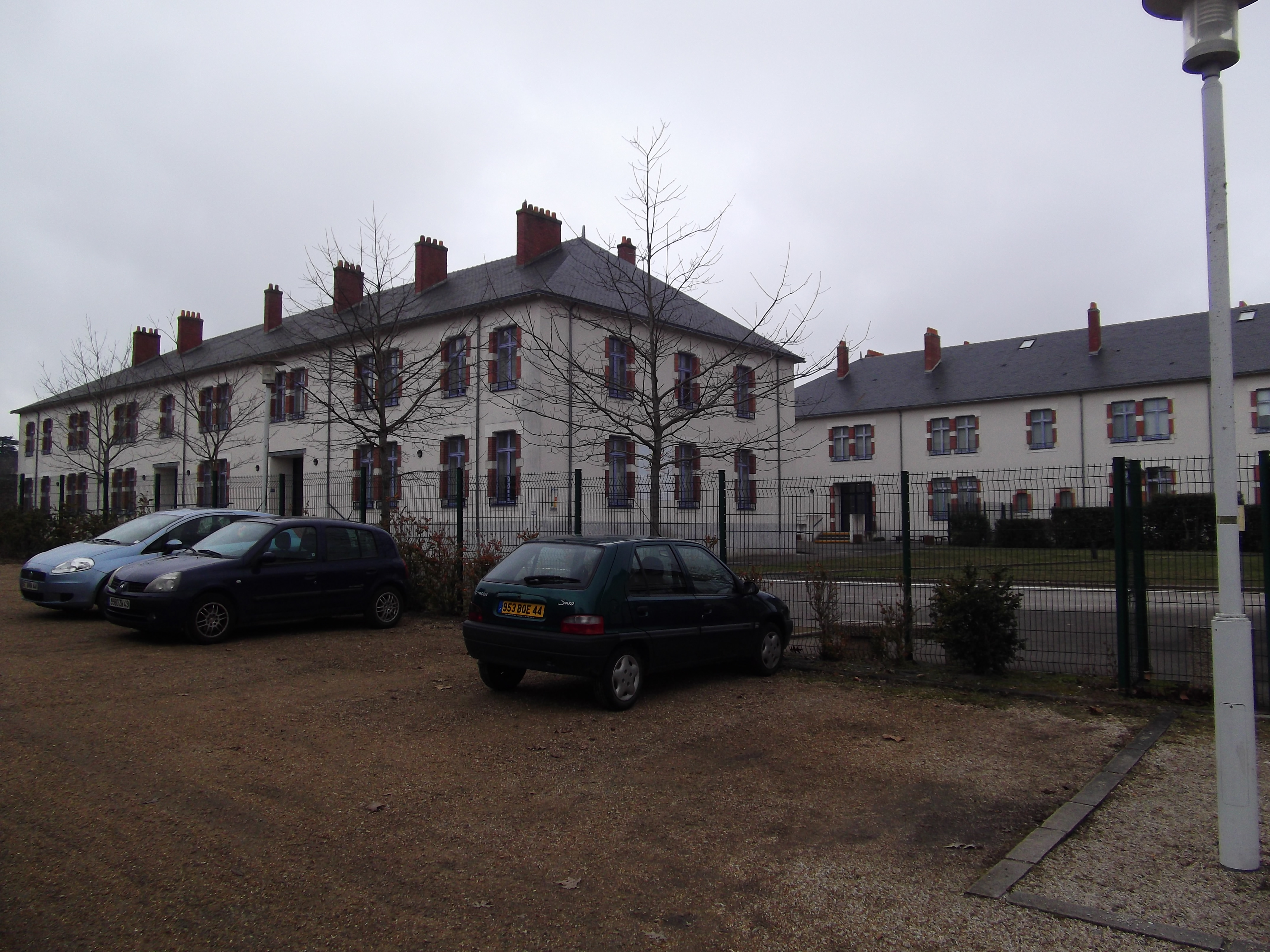
Bâtiments du lycée Jean-Baptiste-Eriau.

### Manifestations culturelles et festivités
Ancenis rend la culture accessible à tous en évitant le stéréotype « La culture, privilège des grandes villes ».
La ville accueille de grands festivals et manifestations, comme le festival Anne de Bretagne, en 2008 et, un spectacle de Royal de luxe, en 1999, le Tour de Bretagne des véhicules anciens et bien d'autres.

#### La fête de la musique
La Fête de la musique a lieu tous les ans, le vendredi précédent le 21 juin, dans le centre-ville, et réunit tous les genres de musique : jazz, reggae, celtique, folk, fanfares, blues, rock, disco, techno… L'édition de 2011 est annulée pour cause de mauvaises conditions météorologiques.

#### Le Salon du dahlia
Le Salon du dahlia est une manifestation florale bisannuelle où sont présentées des compositions florales et des activités autour du dahlia. Il a lieu toutes les années impaires, à l'espace Édouard-Landrain.

#### Marché de l'Ascension
Le marché de l'Ascension, le jeudi de l'Ascension, s'étale du centre-ville au centre commercial des Arcades. Il s'agit d'un des temps forts de la ville attirant, chaque année, plus de 10 000 personnes et 350 commerçants, en plus des boutiques fixes. Un vide-grenier est mis en place par l'Office de tourisme.

#### 14-Juillet
Le feu d'artifice du 14-Juillet est suivi d'un bal. Ancenis bénéficie d'un cadre particulier pour organiser son feu d'artifice : la Loire. Des passerelles flottantes sont mises en place afin d'accueillir le spectacle et les spectateurs peuvent alors se disposer sur chacune des rives du fleuve ainsi que sur le pont.
Le bal a lieu dans le jardin de l’Éperon, où sont alors mis en place une baraque à frites, une piste de danse avec une sonorisation et plusieurs stands.

#### Hall Music
« Hall Music » est une manifestation musicale qui a lieu, le temps d'une soirée, dans le hall du Théâtre du quartier libre. Cela permet aux artistes locaux de se faire connaitre.

#### Clap en Loire
« Clap en Loire » est un festival de cinéma, destiné aux jeunes de 11 à 18 ans. Il se déroule une fois par an au cinéma Éden.

#### Noël et fin d'année
Fin novembre, les services municipaux de la ville ornent les rues de décorations de Noël. Lesguirlandes de 2011 sont des diodes basse consommation. Un marché de Noël est mis en place au niveau du centre commercial des Arcades. Une patinoire est installée dans un des lieux de la ville, suivi de la traditionnelle marche aux lampions. Le programme d'animation pour les Fêtes de fin d'année est très important et propose de nombreuses animations, comme un spectacle de rue sur le thème des « Contes et légendes » médiévaux, en 2011.

### Santé

#### Centre hospitalier

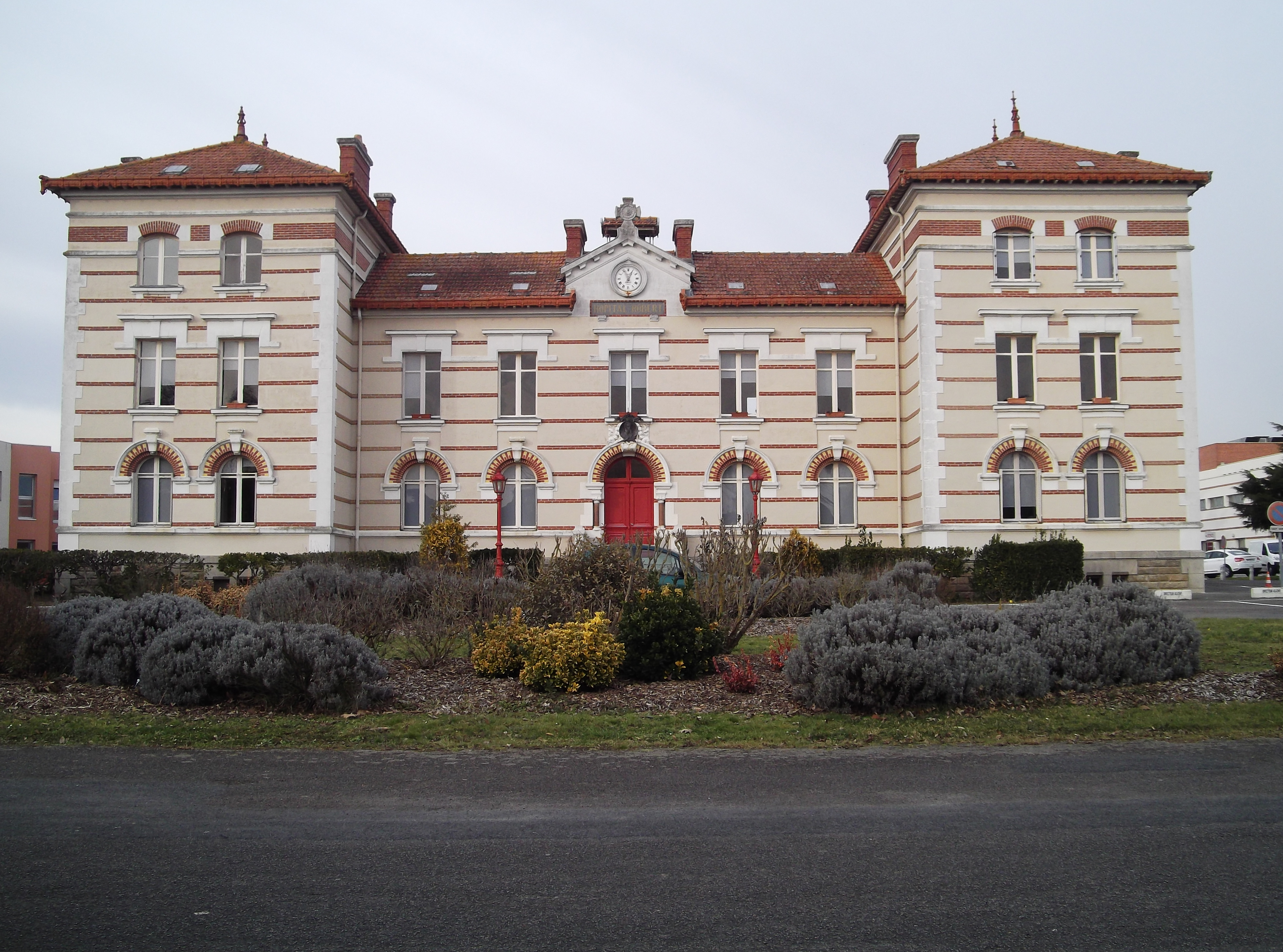
Bâtiment administratif du Centre hospitalier.

Le premier hôpital d'Ancenis est un Hôtel-Dieu, qui devient, en 1680, l'hôpital général. Le centre hospitalier d'aujourd'hui, est construit en 1910, par Francis Robert, un riche bienfaiteur. De 1967 à 1980, plusieurs transformations se succèdent : installation du service de médecine et son extension, addictologie, d'anesthésie/réanimation, chirurgie, CPEF, maison de retraite, maternité, médecine du travail, radiologie médicale, soins de suite, et urgences.
L'hôpital est surtout un service de proximité et gère donc tout le pays d'Ancenis, ainsi qu'une partie du Maine-et-Loire. Il entretient des liaisons avec les CHU d'Angers et de Nantes. L'hôpital gère environ 500 emplois pour 17 000 passages aux urgences, 6 000 admissions en services de Médecine et de Chirurgie, 26 000 consultations et plus de 750 accouchements.

### Sports

#### Complexes sportifs
Actuellement[Quand ?], on peut compter quatre complexes sportifs : deux au nord et deux au sud de la ville. Au nord, on trouve le Bois Jauni et le Pressoir Rouge et, au sud, on trouve l'espace Édouard-Landrain et le Pontreau. Ces complexes sont situés près des écoles, permettant une pratique très variée du sport.

##### Complexe duBois Jauni

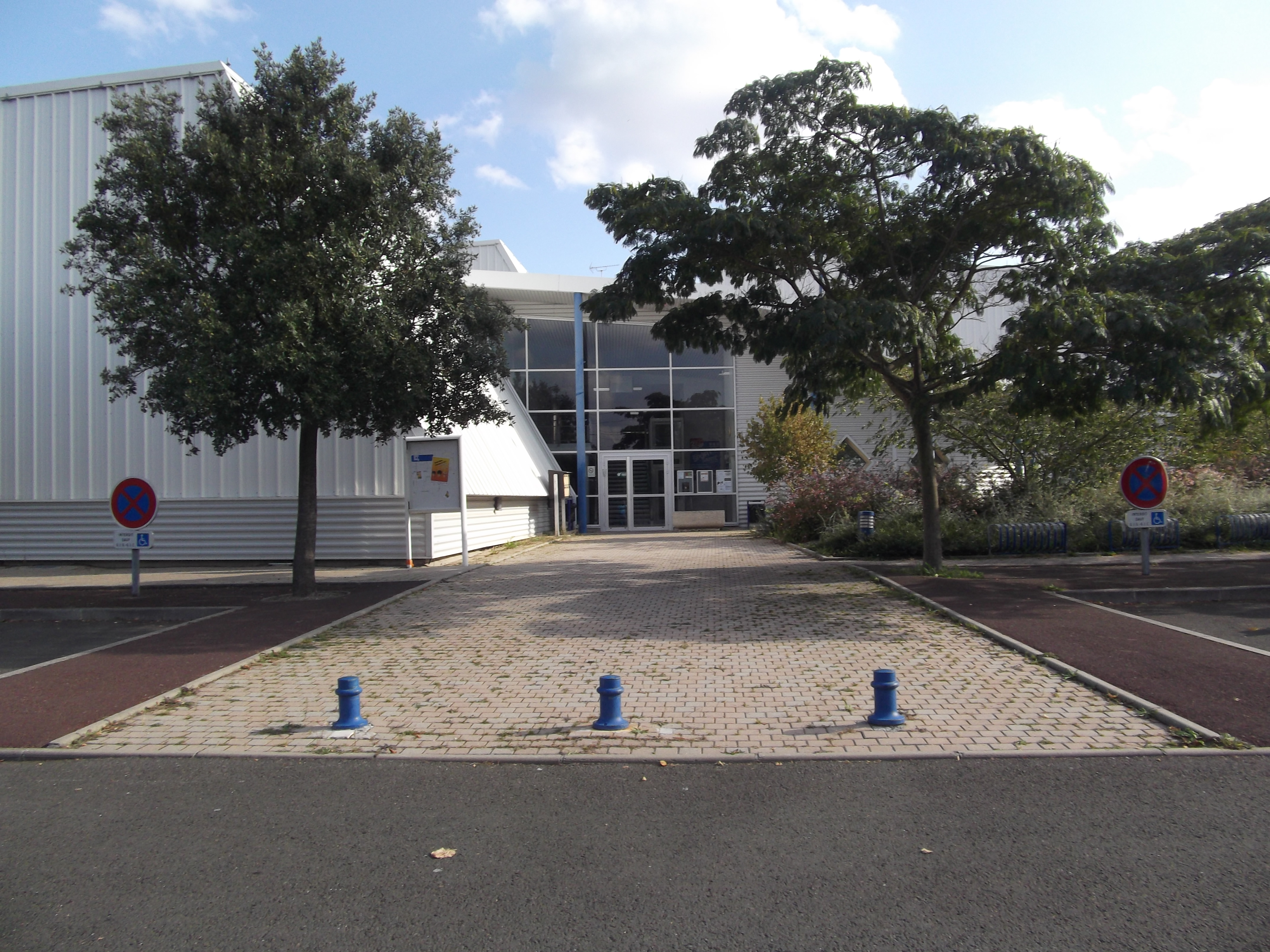
Le complexe sportif du Pontreau.

Celui-ci se situe dans le quartier du même nom, en face de la piscine, rue des Jeux olympiques. C'est le plus grand complexe sportif de la ville, en nombre d'activités praticables. Le site se compose des salles A et B (les plus grandes), une salle de réception, une mezzanine, des vestiaires, et plusieurs terrains extérieurs. La salle A possède un terrain omnisports permettant la pratique du football, du basket-ball, du badminton, du volley-ball, du rugby, du handball, du tennis, etc. La salle B possède la même configuration que la salle A plus des barrières en bois permettant la pratique du roller in line hockey, rink hockey et du roller, et un mur d'escalade.

##### Complexe duPressoir Rouge
Ce complexe se situe dans la rue du même nom, près du nouveau lycée Maillard-Joubert. Il se compose principalement d'une salle à gradins. Les sports pouvant être pratiqués sont quasiment les mêmes que ceux de la salle A du complexe du Bois Jauni, ainsi qu'une piste d'athlétisme, un terrain de football et un de rugby. On peut aussi y pratiquer le lancer javelot, de marteau, le saut en hauteur, en longueur, etc.

##### Complexe duPontreau
Le Pontreau est situé boulevard Joseph-Vincent, près du lycée Saint-Joseph. Il est composé de trois salles, un dojo pour les arts martiaux, une salle de gymnastique, et un court intérieur de tennis. Chaque salle possède ses propres vestiaires. Il est aussi équipé d'un bar et de salles de réunions.

##### Complexe sportif de l'Espace Édouard-Landrain
L'Espace Édouard-Landrain, situé sur les bords de Loire, est composé de trois salles : la Sablière, la Loire et la Charbonnière. La salle de la Charbonnière est dotée de la même configuration que le Pressoir Rouge, plus un mur d'escalade. En extérieur, on y trouve un boulodrome, et trois courts de tennis.

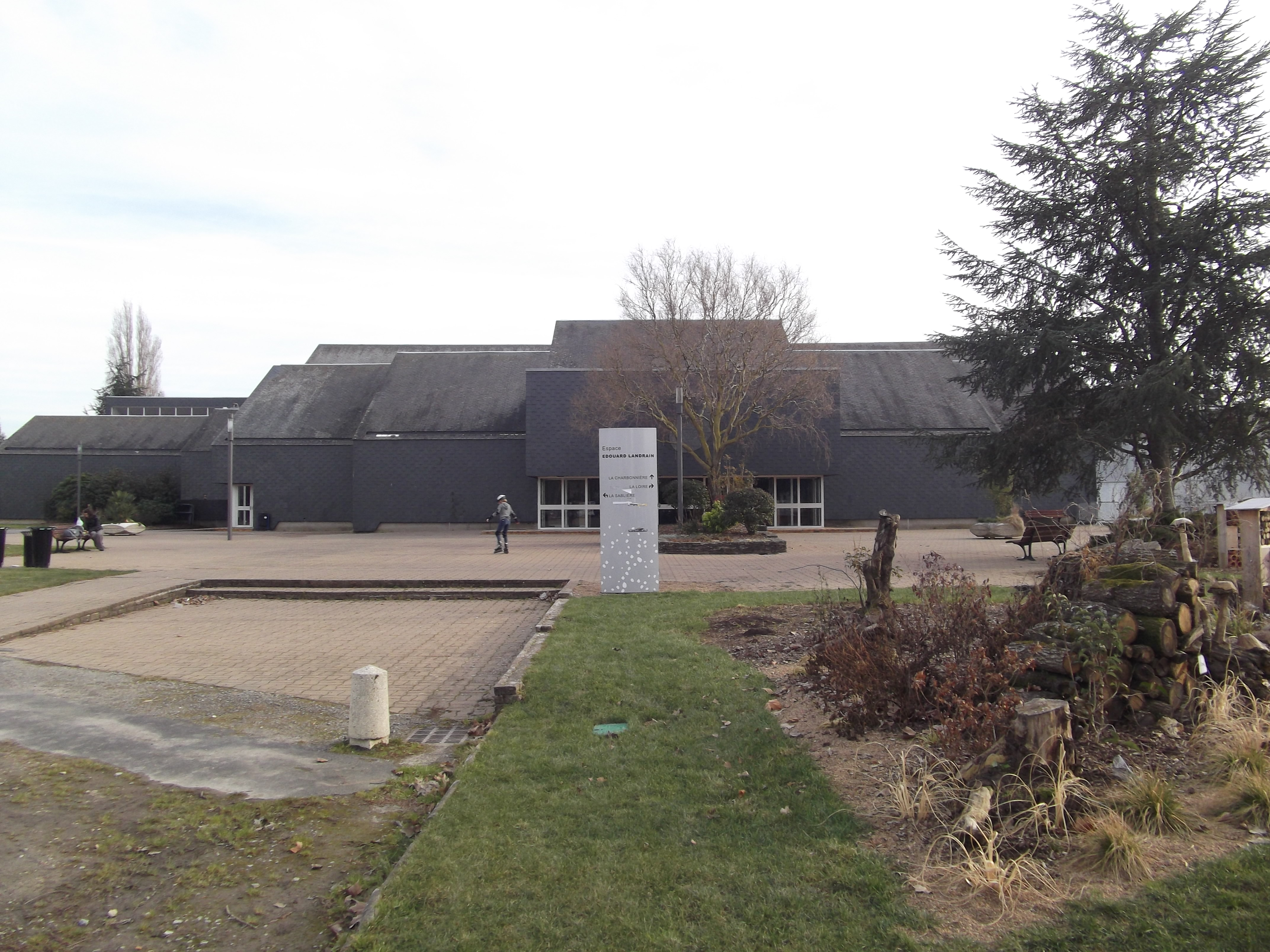
Espace Édouard-Landrain.
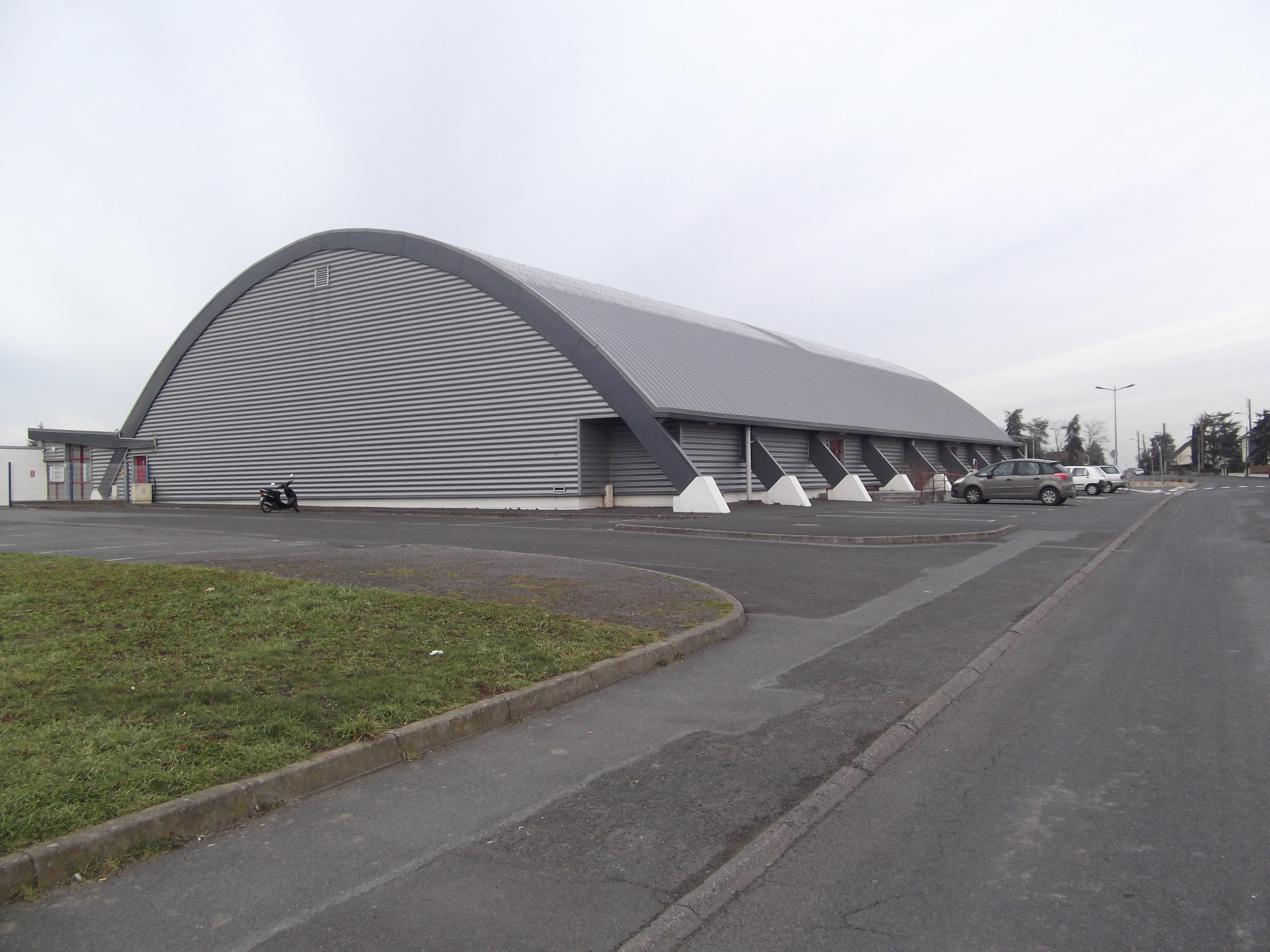
Complexe du Pressoir Rouge.

#### Stade et terrains extérieur

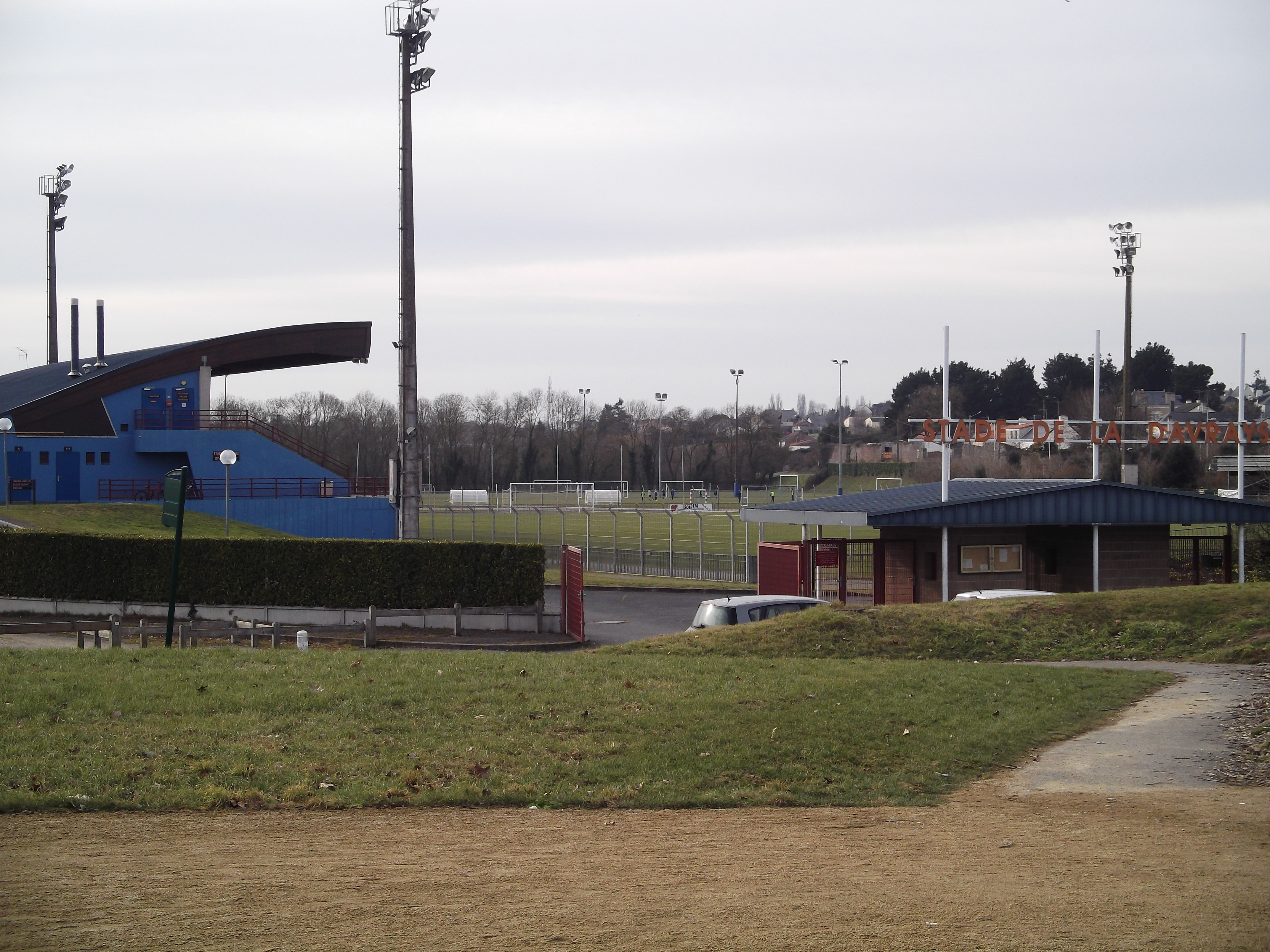
Stade de la Davrays.

##### Stade de la Davrays
Grâce au Racing Club d'Ancenis (qui a joué jusqu'en L2), la ville d'Ancenis possède un stade : le stade de la Davrays, d'une capacité d'accueil de 4 000 places. Il possède quatre terrains de football adjacents, ainsi que buvettes, vestiaires guichets d'entrée.

##### Karting
La piste se situe au nord de la ville, à l'Aubinière. Il s'agit d'un site de 6 000 m2, avec un local réservé au club, avec une piste de 1 170 m, homologuée (piste Roger-Gaillard). Ceci lui permet d'accueillir des compétitions de niveau national : trophée de Bretagne, championnat de France de cadet/minime et féminin.

##### Espace de glisse
C'est un skatepark, situé boulevard Joseph-Vincent, en face de la gare routière. Il est composé de trois éléments pour la pratique du skateboard, du roller et du BMX.

#### Salles spécialisées

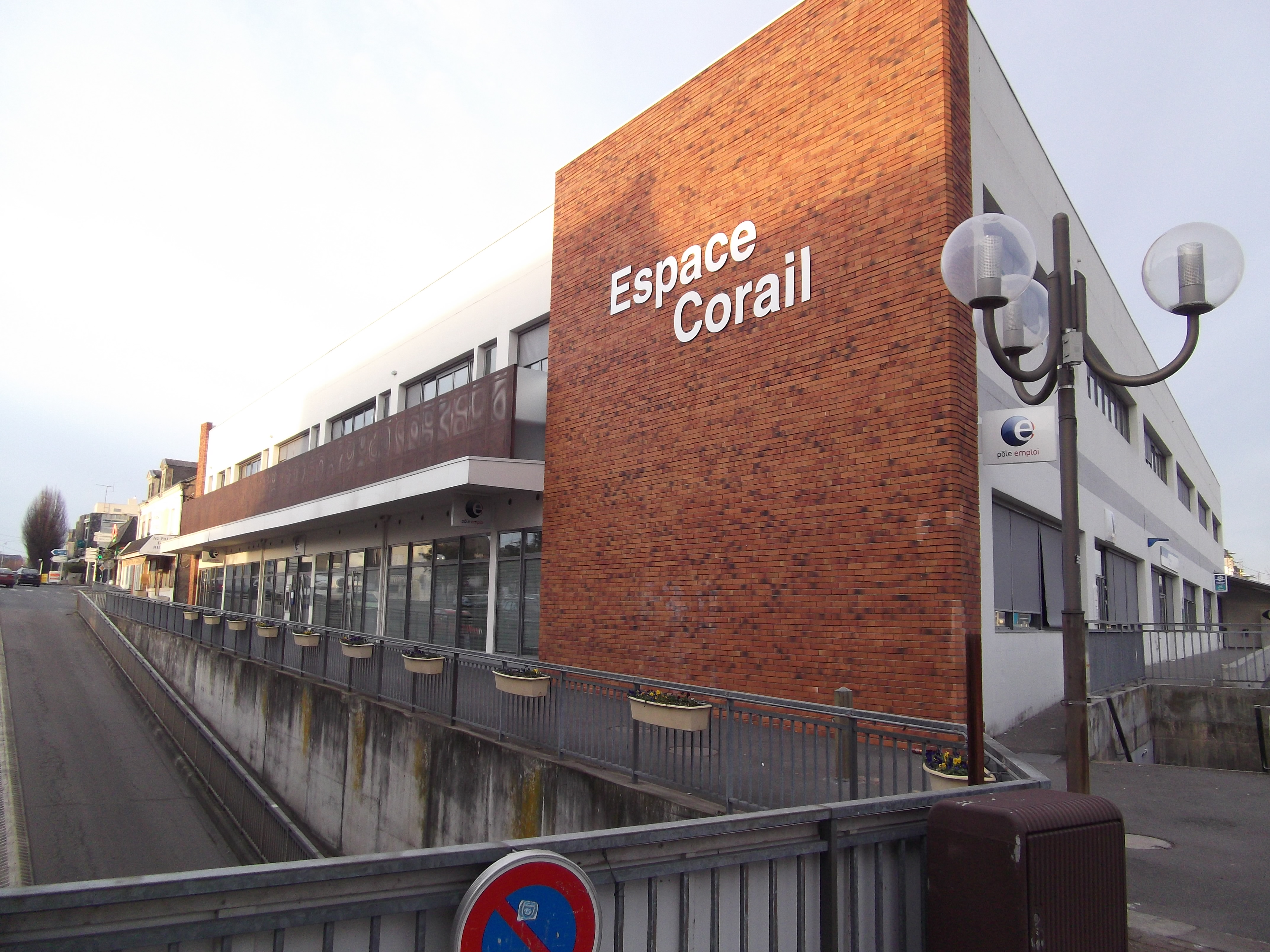
Espace Corail.

Le stand Lamoricière est situé dans la périphérie du centre-ville, dans la rue du même nom. Il s'agit d'une salle ou l'on peut pratiquer la boule de fort, la pétanque, et le billard.
Le stand de tir de l'Aubinière est situé dans la même enceinte que le karting. Il accueille le club des Arquebusiers du Pays d'Ancenis (APA). Tirs possibles avec armes anciennes à poudre noire et modernes, de 10  à   200 mètres.
L'Espace Corail est un ancien magasin réaménagé par la ville, contenant plusieurs bureaux, mais surtout une grande salle de tennis de table et une salle « Poing-Pied » réservée aux sports de combat.

#### Espaces aquatiques
Le centre aquatique Jean Blanchet la plus grande piscine du pays d'Ancenis. Il est géré par le SIVOM et est équipée d'un grand et un petit bassin, d'un sauna, d'un hammam, d'un jacuzzi, d'un plongeoir et d'un parc extérieur avec transats.
La piscine de la Charbonnière est située au sud de la ville, il s'agit d'une piscine de plein air qui est gérée par le même organisme que le centre aquatique Jean-Blanchet. Elle est équipée d'un plongeoir de 1 m et un autre de 3 m.

## Économie

### Grandes entreprises
La ville possède une antenne de la Chambre de commerce et d'industrie de Nantes et de Saint-Nazaire, ainsi qu'une antenne de la Chambre de l'agriculture de la Loire-Atlantique.
La ville comprend beaucoup de commerces, services, et industries, les plus connus étant : Manitou, Toyota, Terrena, Bouhyer et Monnier SARL.

#### Terrena

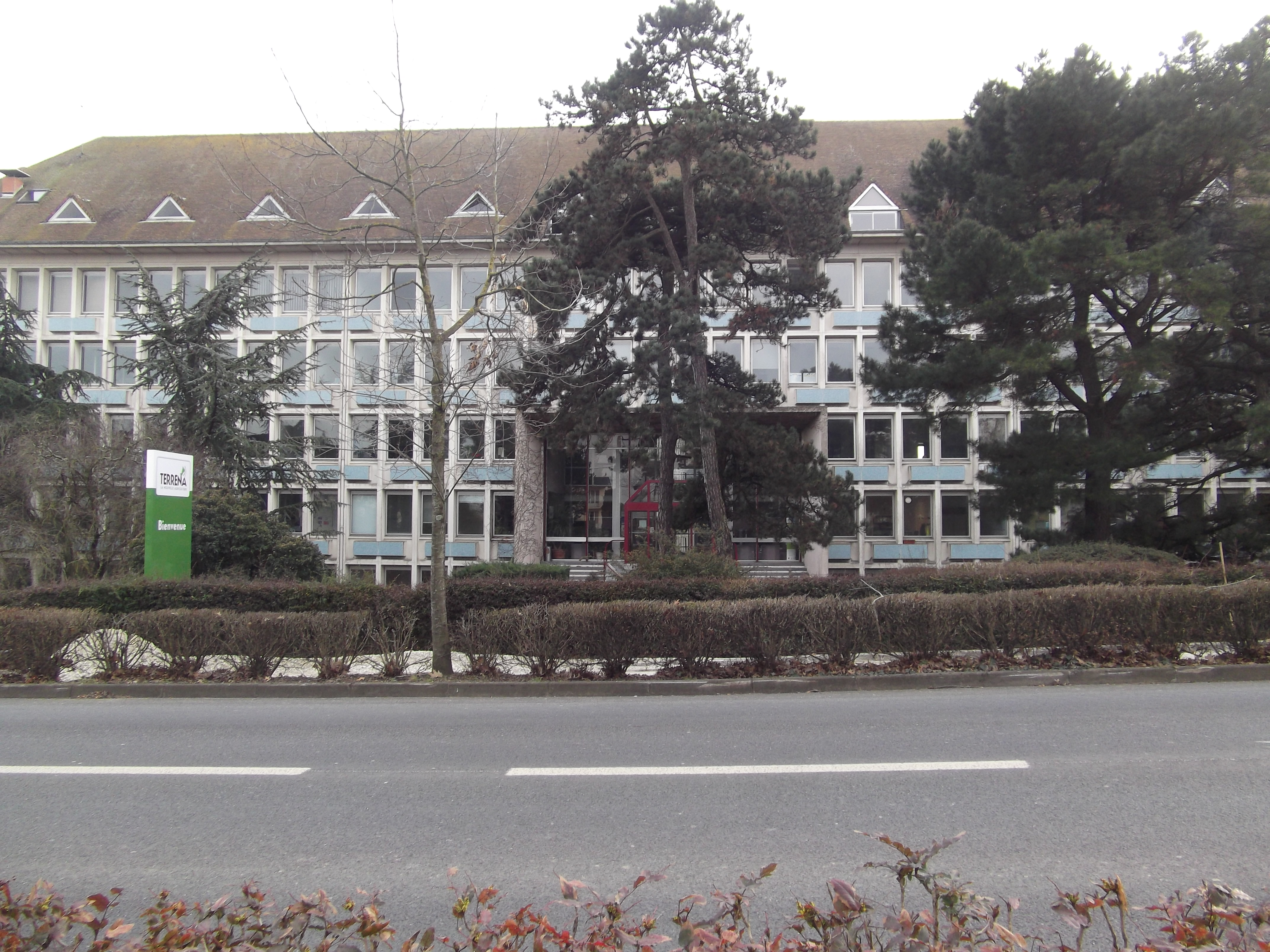
Siège de Terrena, à l'est de la ville.

L'entreprise Terrena naît en 2004, grâce à la fusion de la CANA, installée à Ancenis en 1952, avec Caval et CGA. Elle est spécialisée dans l'agro-alimentaire, l'agro-fourniture, la distribution, les productions animales et végétales, tout en développant une agriculture écologiquement intensive (AEI). Elle regroupe 25 000 agriculteurs et 10 843 salariés. Son chiffre d'affaires est de 3,9 milliards d'euros (2008).

#### Manitou

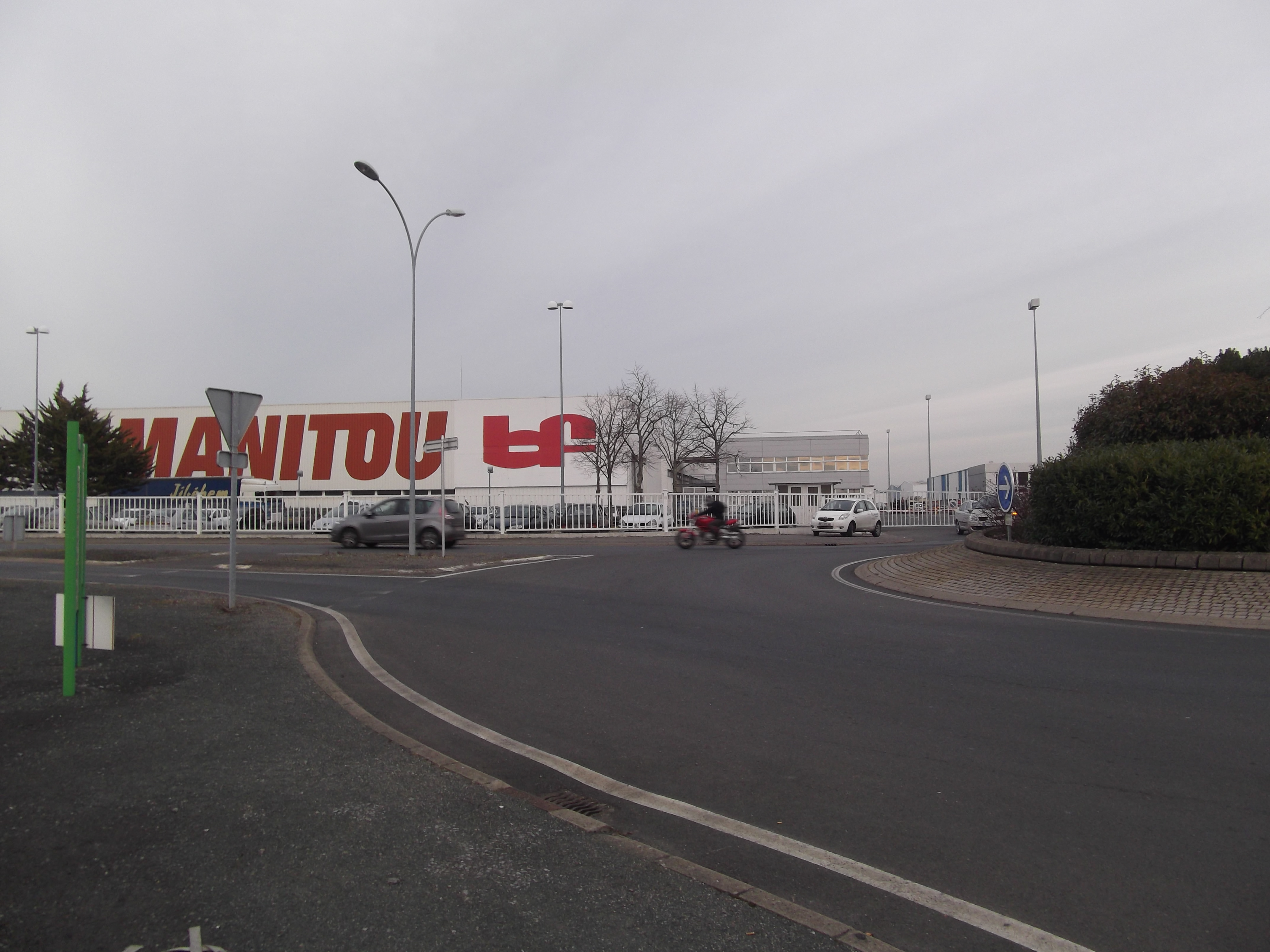
Siège social et usine Manitou.

L'entreprise Manitou, créée en 1953 sous le nom de Braud & Faucheux, construit principalement des tracteurs agricoles et des moissonneuses. En 1973, les locaux près de la gare étant trop petits, l'entreprise déménage au nord de la ville dans la zone de la Fouquetière. C'est qu'en 1981 que l'entreprise prend le nom de Manitou et, en 1984, la société entre au CAC Mid 100. Aujourd'hui, l'entreprise possède 23 filiales dans le monde, avec presque 600 points de vente. Son chiffre d'affaires s'élève à 2,9 milliards d'Euros en 2023.

### Viticulture

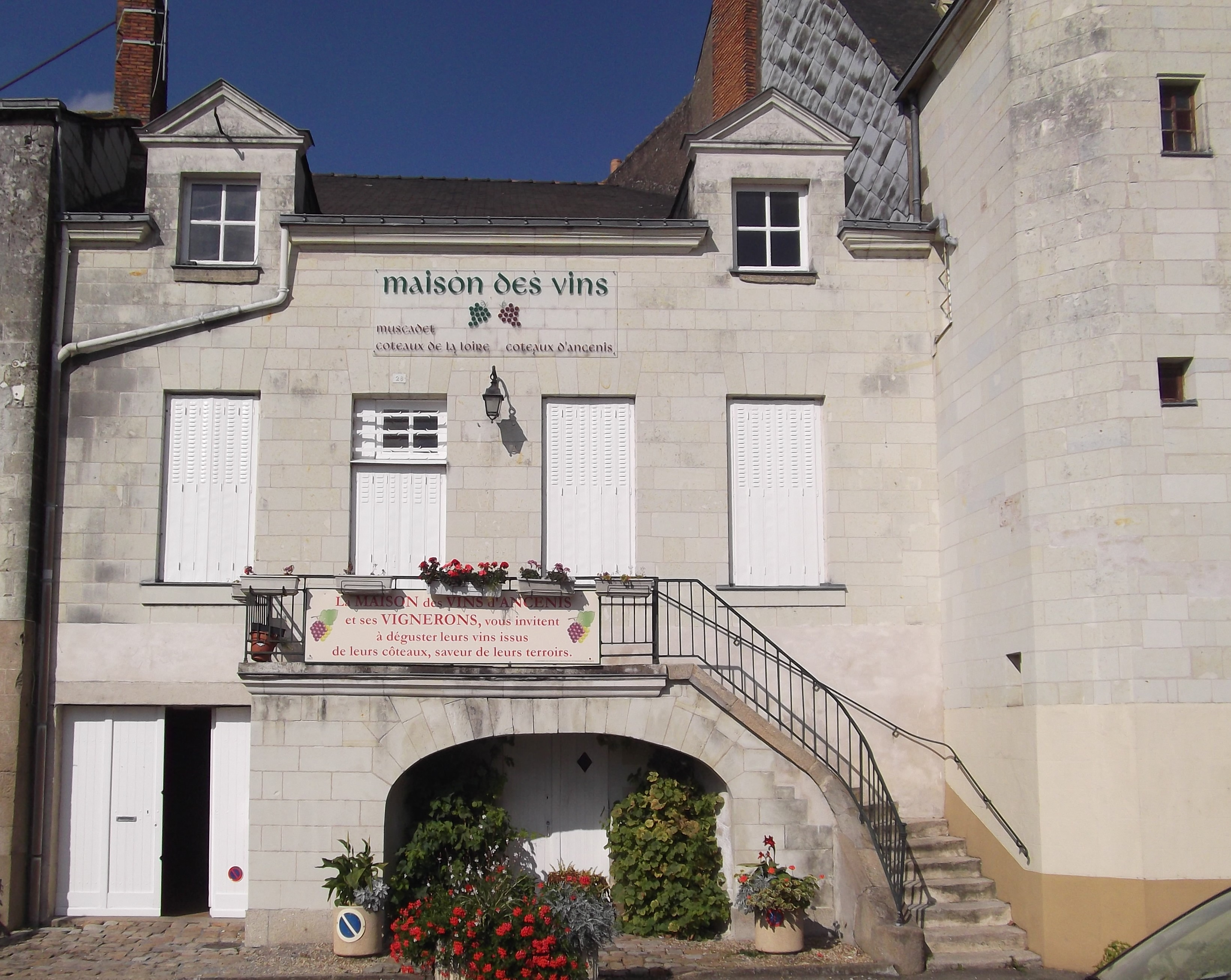
La Maison des vins.

La ville est reconnue pour ses divers vins, cultivés sur les coteaux de la Loire : gamay, cabernet[Lequel ?], malvoisie, muscadet, pinot et pinot gris. Le territoire s'étend de chaque côté de la Loire, de Thouaré à Varades.

### Centre commerciaux
La ville est équipée de commerces, services et boutiques en tout genre. On peut voir quatre « espaces commerciaux » : les Arcades, le Centre Ville, les Grands-Champs, et l'Espace 23 (Saint-Géréon) qui tient son nom de l'ex-nationale 23.

#### LesArcades

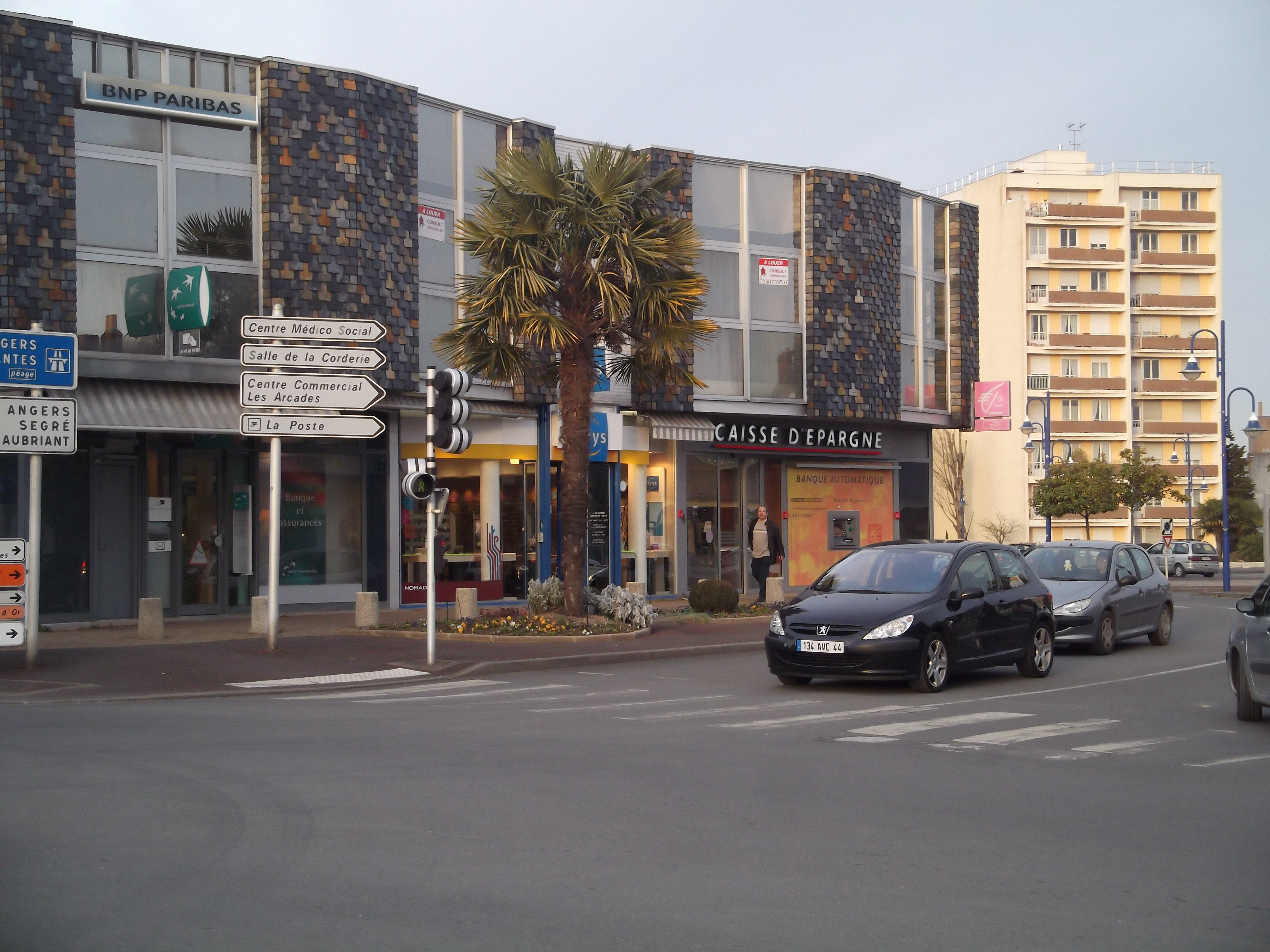
Centre Commercial des Arcades : banques.

Situé aux abords du centre-ville, ce centre commercial regroupe principalement des commerces de proximité (Poste, boulangerie-pâtisserie, banques…), des magasins indépendants, l'hôtel Akwaba et son restaurant, un café, une agence de voyages, une agence immobilière…

#### LesGrands-Champs
Un peu plus excentré, mais toujours à proximité du centre-ville, le centre commercial des Grands-Champs, le plus grand centre commercial d'Ancenis intra-muros, comprend un Super U et son drive, un Roady, un Kiabi, un Bricomarché, un Crédit mutuel, des agences d’intérim (Adecco, Adia, ou encore StartPeople), un cabinet de dentiste, etc.

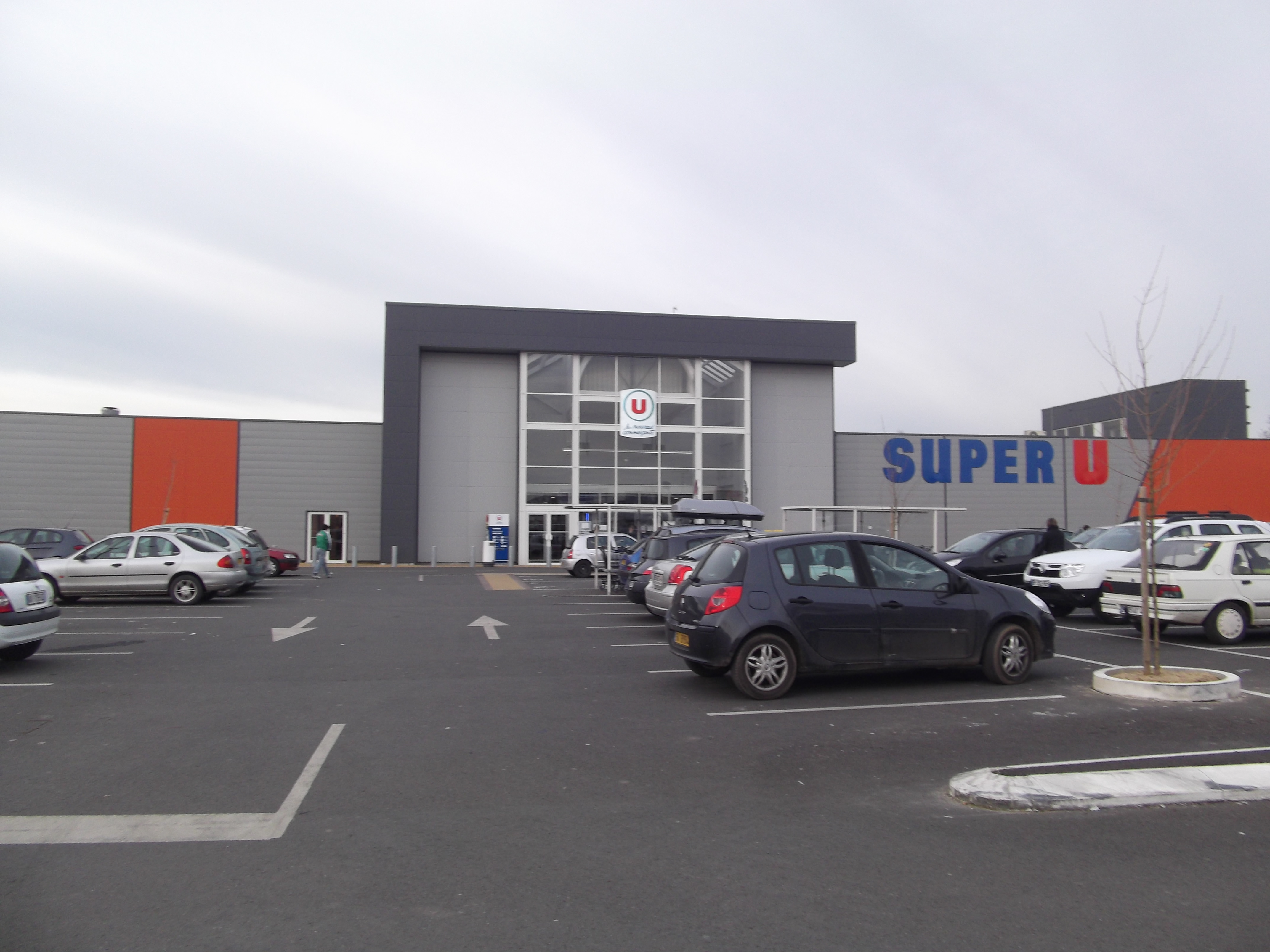
Super U d'Ancenis.
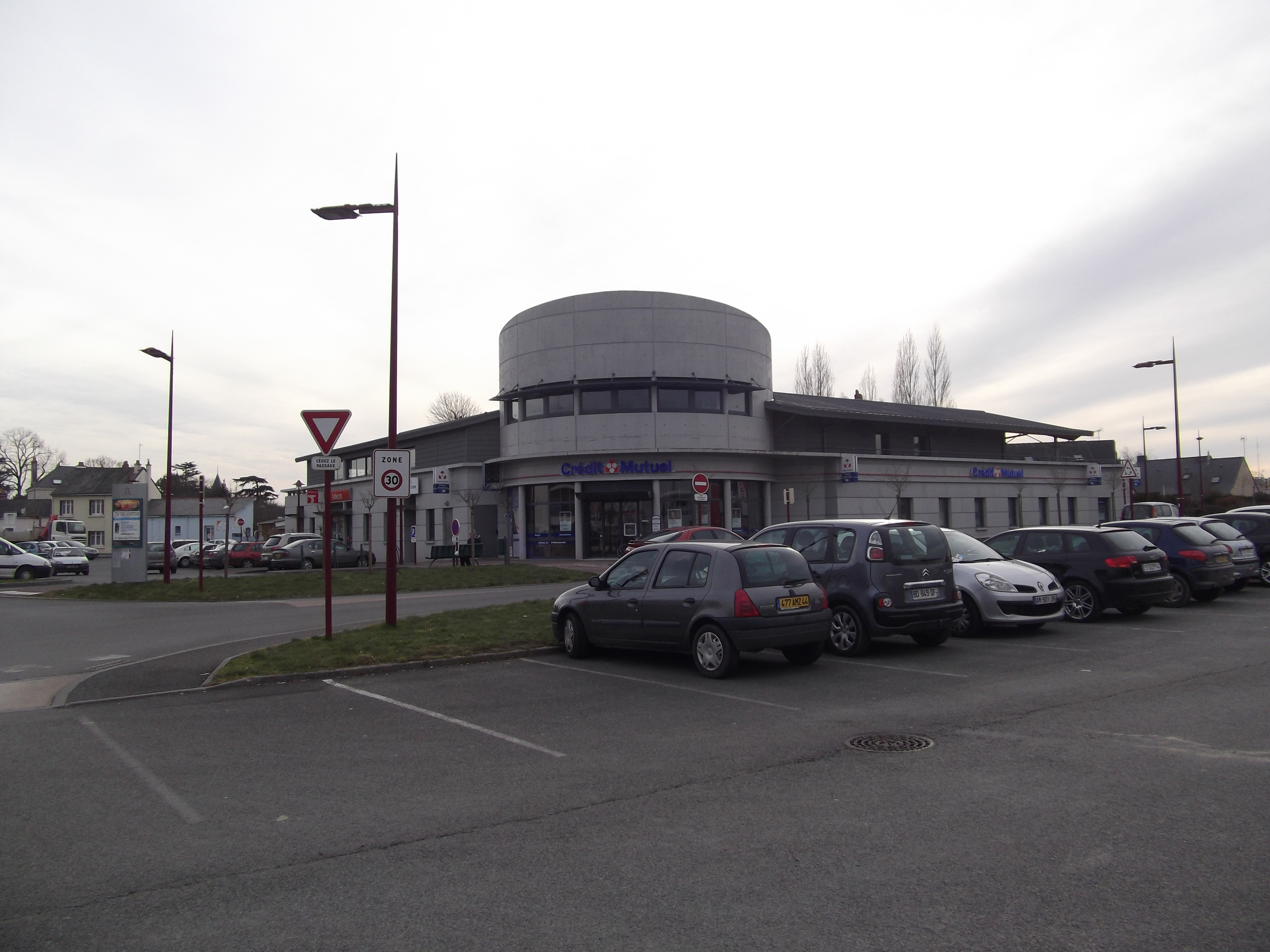
Crédit Mutuel.
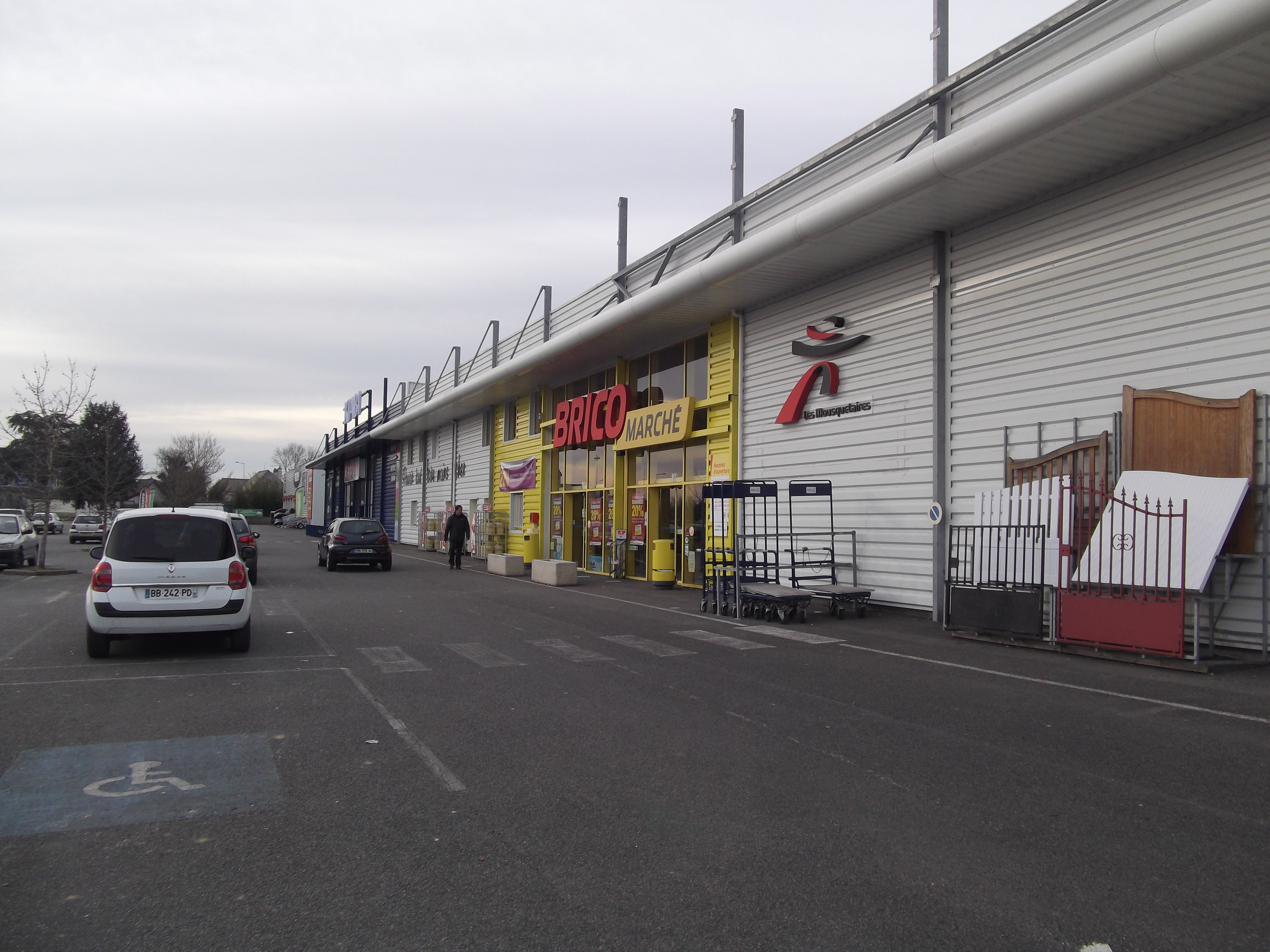
Grand-champs-Est.

#### Espace 23

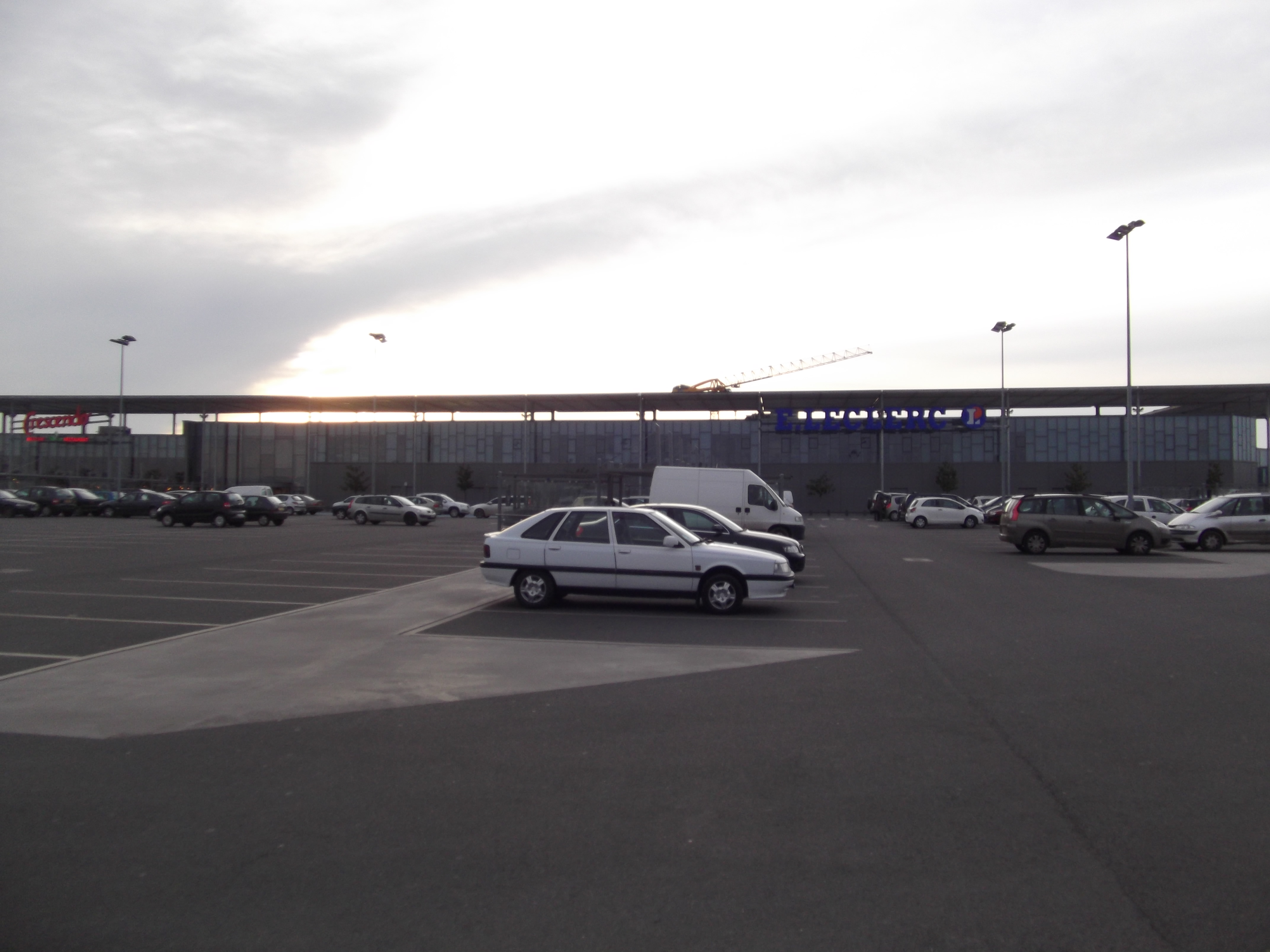
Leclerc d'Ancenis.

Situé à l'opposé de la ville, sur le territoire de Saint-Géréon, c'est le plus grand espace commercial de la ville et de tout le pays d'Ancenis. Il se divise en deux parties : les Espace 23 Nord et Sud, séparées par l'ex-nationale 23. Il est actuellement en pleine expansion et comprend le Leclerc et son drive, Celio, Armand Thiery, Devred, Tape à l'œil, Gémo, Vertbaudet, Distri Center, McDonald's, Crescendo, Buffalo Grill, Subway, Espace SFR, Orange, Bouygues Telecom, Gamm Vert, Mr.Bricolage, Gifi, La Foir'Fouille, Intersport, Décathlon et des boutiques indépendantes.

### Zones d'activités
Au nord de la ville il y a cinq zones industrielles à la charge de la ville et de la COMPA : l'Hermitage, l'Aufresne, la Fouquetière, l'Aubinière et l'Aéropôle. La ville et la COMPA en assurent l'entretien, l'aménagement, ainsi que la gestion. Leur attractivité, notamment liée à l'aérodrome, à la gare et à l'échangeur permettant un accès à l'A11, ont permis l’implantation d'entreprises variées. Aujourd'hui[Quand ?] la ville compte environ 330 entreprises et anime un bassin d'emploi de 80 000 habitants.

#### Zone industrielle de l'Hermitage
La Zone Industrielle de l'Hermitage se situe au Nord-Est de la ville et est gérée par la ville. Elle regroupe plusieurs industries notamment la laiterie Laïta, des magasins de bricolage comme Point.P, Lebert, un VM Matériaux, une Direction départementale de l'Équipement, plusieurs PME…

#### Zone industrielle de la Fouquetière
La Zone Industrielle de la Fouquetière est situé dans le nord-ouest de la ville, séparée de l'Hermitage par la route de Laval. Elle est gérée par la COMPA. Actuellement[Quand ?] elle est en pleine expansion et a pour but d'accueillir des PME et des services. Elle possède une superficie de 6,4 ha, dont 5 ha réservé à la commercialisation. Aujourd'hui, quasiment tous les terrains sont vendus.

#### Parc d'activités de l'Aéropôle
La zone industrielle de l'Aéropôle est située en partie à l'extrême nord de la commune et sur la commune de Mésanger. Avec 150 ha, c'est de la plus grande zone industrielle de la ville. Elle est gérée par la COMPA. Elle est la mieux équipée, avec l'aérodrome, l'échangeur autoroutier (direction de Paris ou Nantes. Actuellement[Quand ?] le P.A. dispose d'un Hôtel d'entreprise, de l'usine Toyota de chariots élévateurs, d'un Étap Hôtel, d'une Chambre d'agriculture, d'une antenne de la CCI Nantes-Saint-Nazaire, et de nombreux bureaux.

#### Z.A.C. de l'Aubinière
La Z.A.C. de l'Aubinière est un parc d'activité située au nord d'Ancenis, au bord de l'A11. Elle comporte 25 entreprises, et fait l'objet d'une extension. La zone est répartie sur 70 ha et comporte des entreprises comme Ligartis (ex PLS), le service de pièces détachées de Manitou. C'est aussi ici que se situe la piste de karting.

#### Galerie

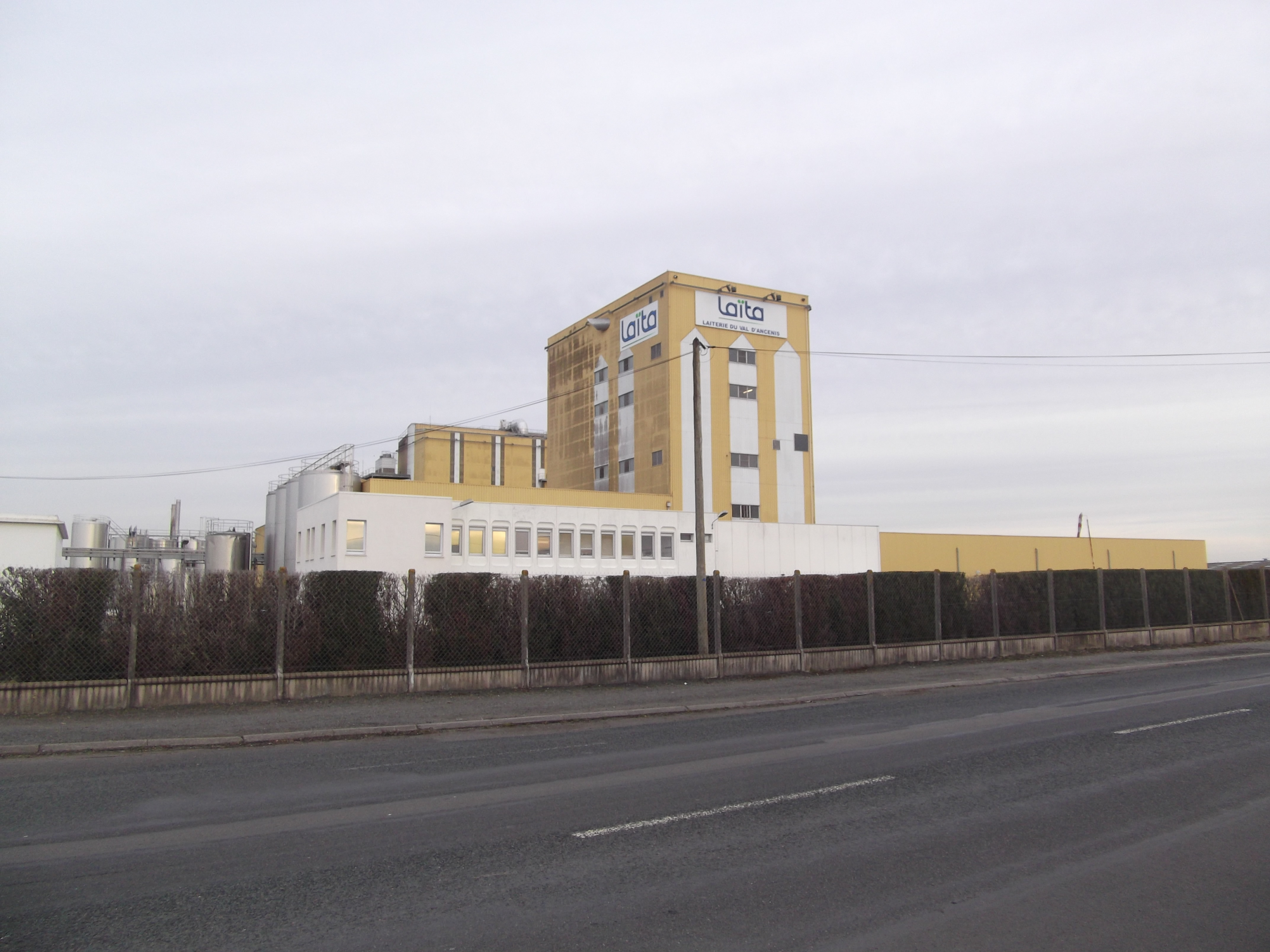
La laiterie, zone de l'Hermitage.
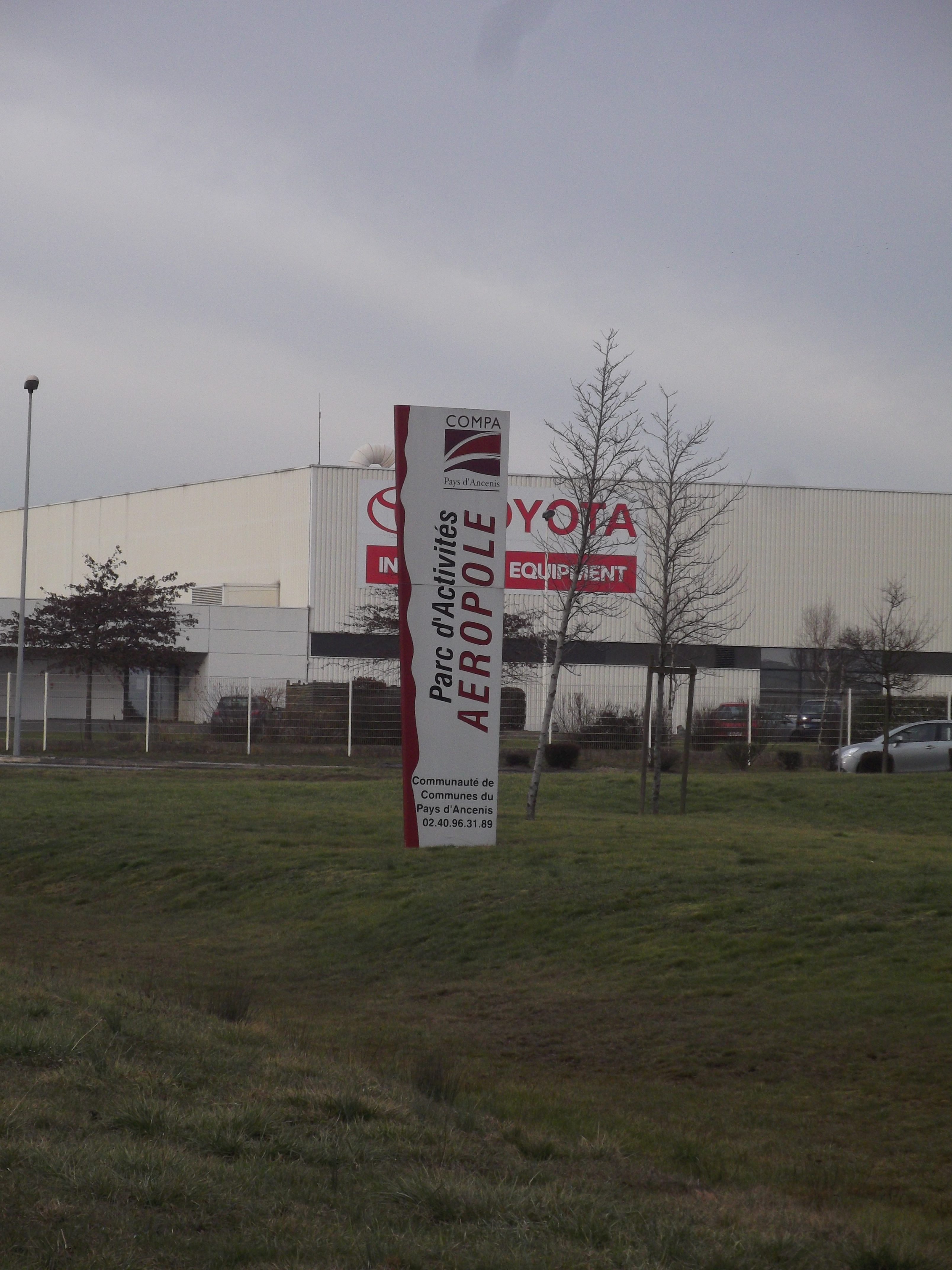
Panneau d'entrée de la zone.
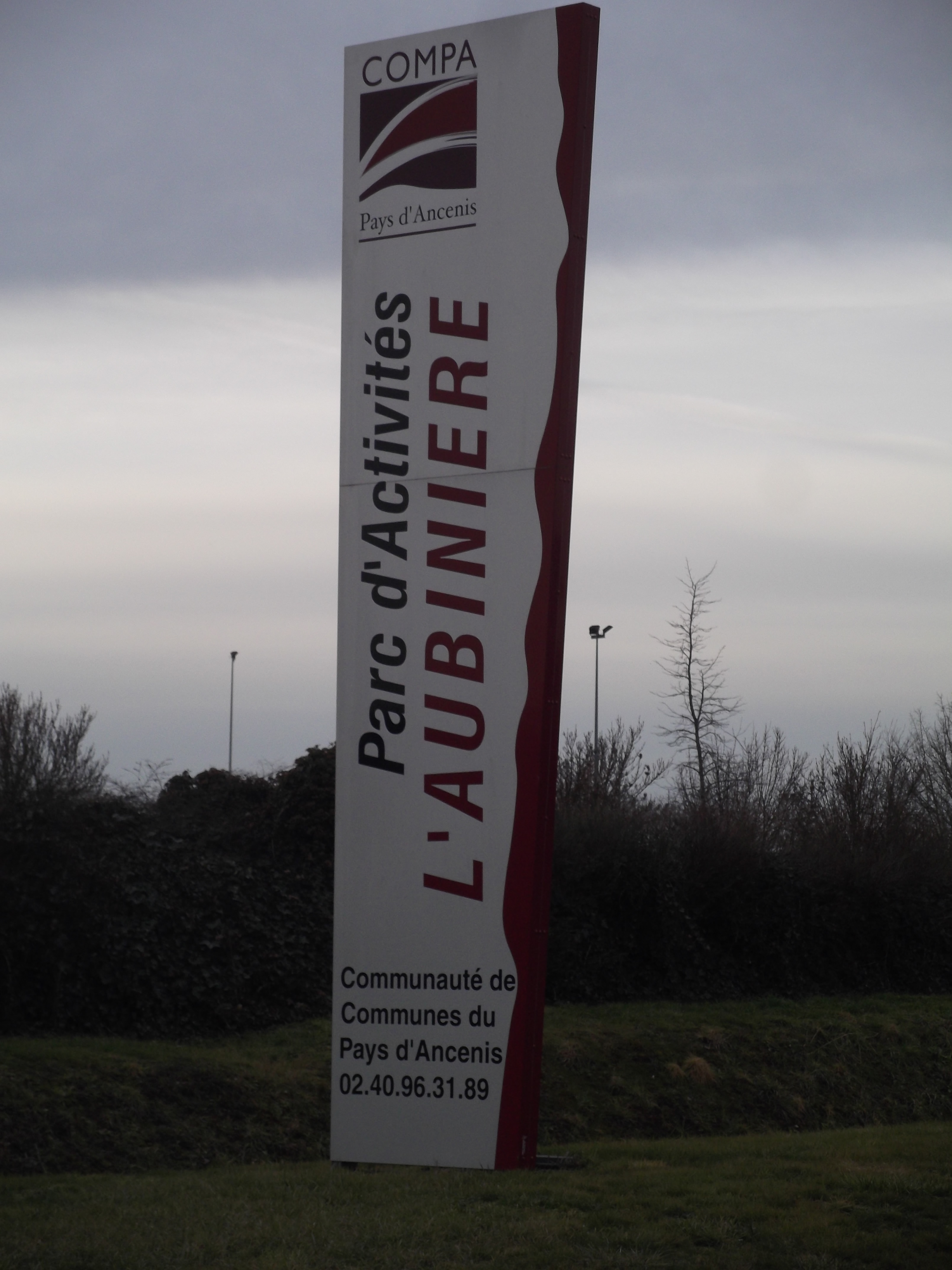
Indication du parc d'activités.

## Culture locale et patrimoine

### Lieux et monuments
Ancenis possède un riche patrimoine, qu'il soit naturel, religieux, ou civil. Ainsi, trois sites sont classés et deux autres sont inscrits aux monuments historiques. L'on trouve aussi d'autres monuments, tels que le château, le couvent des Ursulines, l'église Saint-Pierre.
On y trouve un patrimoine naturel comme le marais de Grée, connu pour la pratique de l’ornithologie, les îles de Loire, de nombreux parcs à travers la ville, comme le jardin de l'éperon, en bord de Loire.

#### Patrimoine religieux

##### Église Saint-Pierre
L'église Saint-Pierre, est construite aux XVe et XVIe siècles, sur la place Saint-Pierre, en plein centre-ville, à proximité de la Loire. Elle est de style gothique et connue pour sa tour-clocher et sa sacristie voûtée du XVe siècle. On retrouve l'aspect breton sur les côtés du narthex, témoins de l'appartenance d'Ancenis à la Bretagne. Elle contient de nombreuses œuvres d'art, classées pour certaines. On peut citer la chaire ou les vitraux.

##### Couvent des Ursulines
Le couvent des Ursulines, plus connu sous le nom de quartier Rohan, est un ancien couvent créé par les Ursulines, vers 1642 sur l'ancien fief de la Davrays. Les bâtiments sont d'architecture classique. C'est grâce aux dons des Ursulines de Nantes, de Louis XIV, et de divers donateurs, qu'un cloître, une chapelle, et un parloir ont vu le jour.
Ce couvent accueille aussi bien des jeunes filles issues de familles aisées, qui y viennent en pension, que des jeunes filles pauvres qui y reçoivent une instruction religieuse. Quant aux Ursulines, elles donnent des soins gratuits aux malades.
Cependant, en 1792, les Ursulines doivent quitter Ancenis, laissant derrière elle le site qui deviendra un hôpital militaire. À partir de 1808, la caserne reçoit de nombreux régiments d'infanterie, notamment le 64e. Le grand nombre de militaires impose donc la construction de nouveaux bâtiments afin de les loger, ils sont construits à l'est du site.
De 1930 à 1982, il accueille un escadron de la gendarmerie mobile. En 1985, la ville rachète le site de la Davrays en entier et y a fait des travaux, principalement la destruction d'un bâtiment de 1875 afin d'y laisser place à un lycée professionnel privé. L'aile du bâtiment est rénovée, laissant place aux bureaux de la COMPA. Le restant est rénové de 2011 à 2012 par une entreprise privée, afin d'y accueillir des logements et des bureaux.
Le couvent témoigne du passé militaire et religieux de la ville. La chapelle est inscrite aux monuments historiques depuis 1929, puis le couvent en entier, en 1990.

##### Chapelle des Ursulines
La chapelle des Ursulines est construite au même moment que le couvent du même nom. Elle se situe Boulevard de la Davrays, elle est construite en 1642. Elle se compose de deux bâtiments : la chapelle et le chœur des moniales.
Après la rénovation totale du site, le bâtiment a pour fonction d'être une galerie d'art.

##### Chapelle Notre-Dame-de-la-Délivrance
La chapelle Notre-Dame-de-la-Délivrance est une petite chapelle située à droite de l'église, place Saint-Pierre. Cette petite chapelle est très importante car c’est ici, en 1943, qu'un sarcophage mérovingien est découvert. Cela permet de témoigner de la présence chrétienne aux VIIe et VIIIe siècles. Actuellement[Quand ?], la vigne vierge masque des détails de la sculpture due à Jean Mazuet (1908-1984), en façade. À l'intérieur le vitrail du chevet est d'Henri Uzureau.

##### La chapelle Gauvin
Cette petite chapelle est située dans le village éponyme, au nord de la ville.

##### Galerie

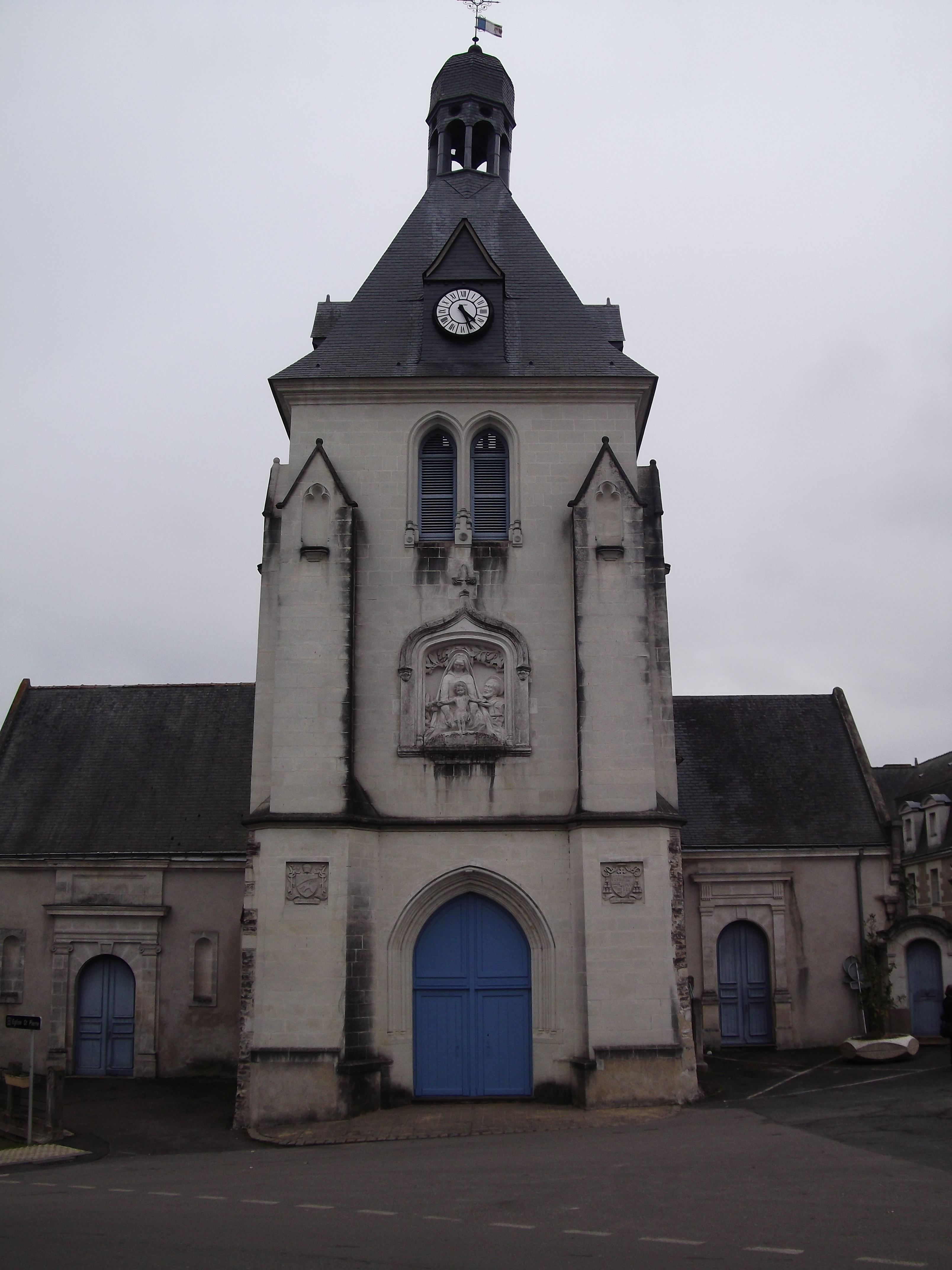
Entrée de l'église Saint-Pierre.
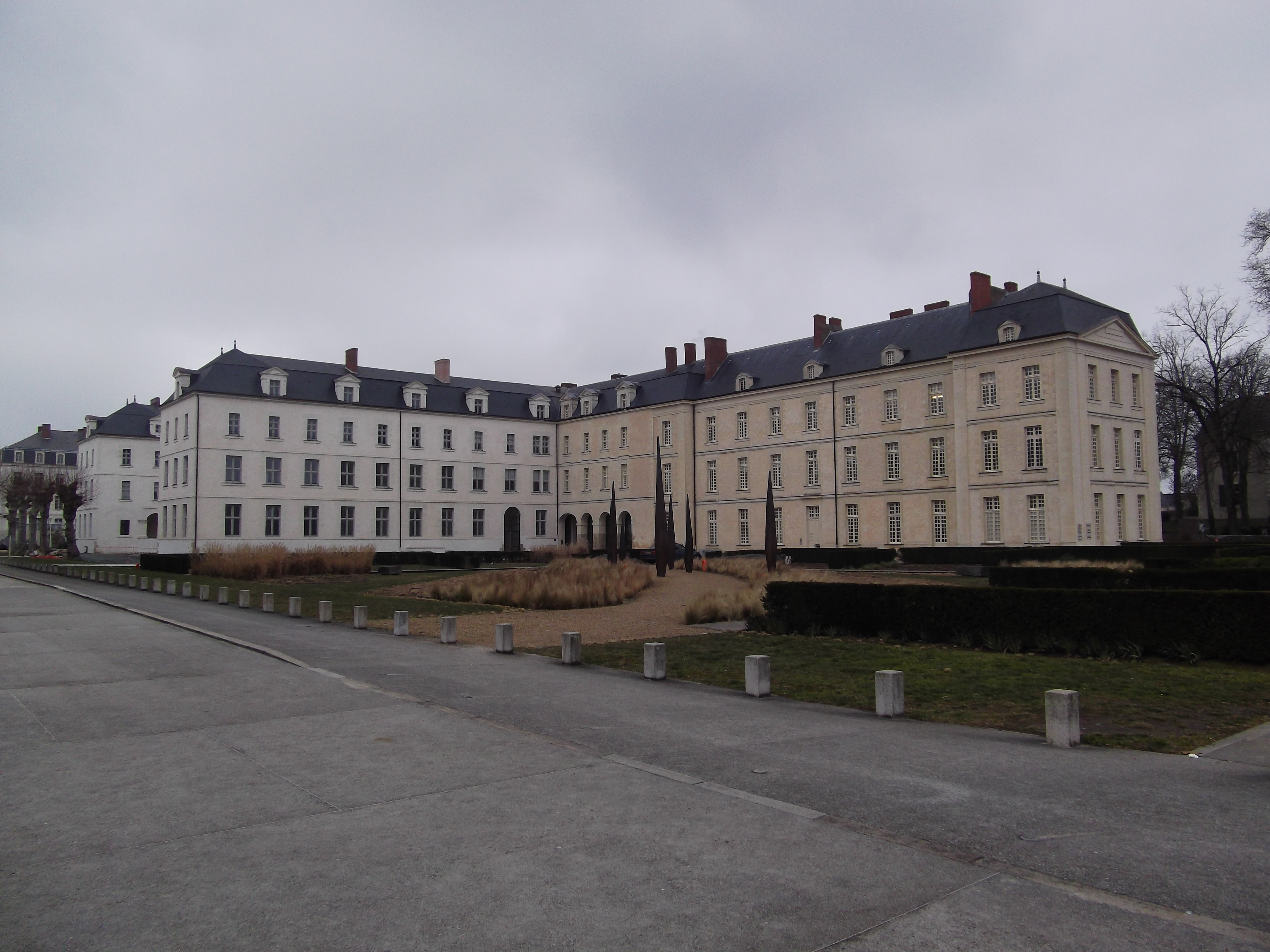
Les locaux de la COMPA.
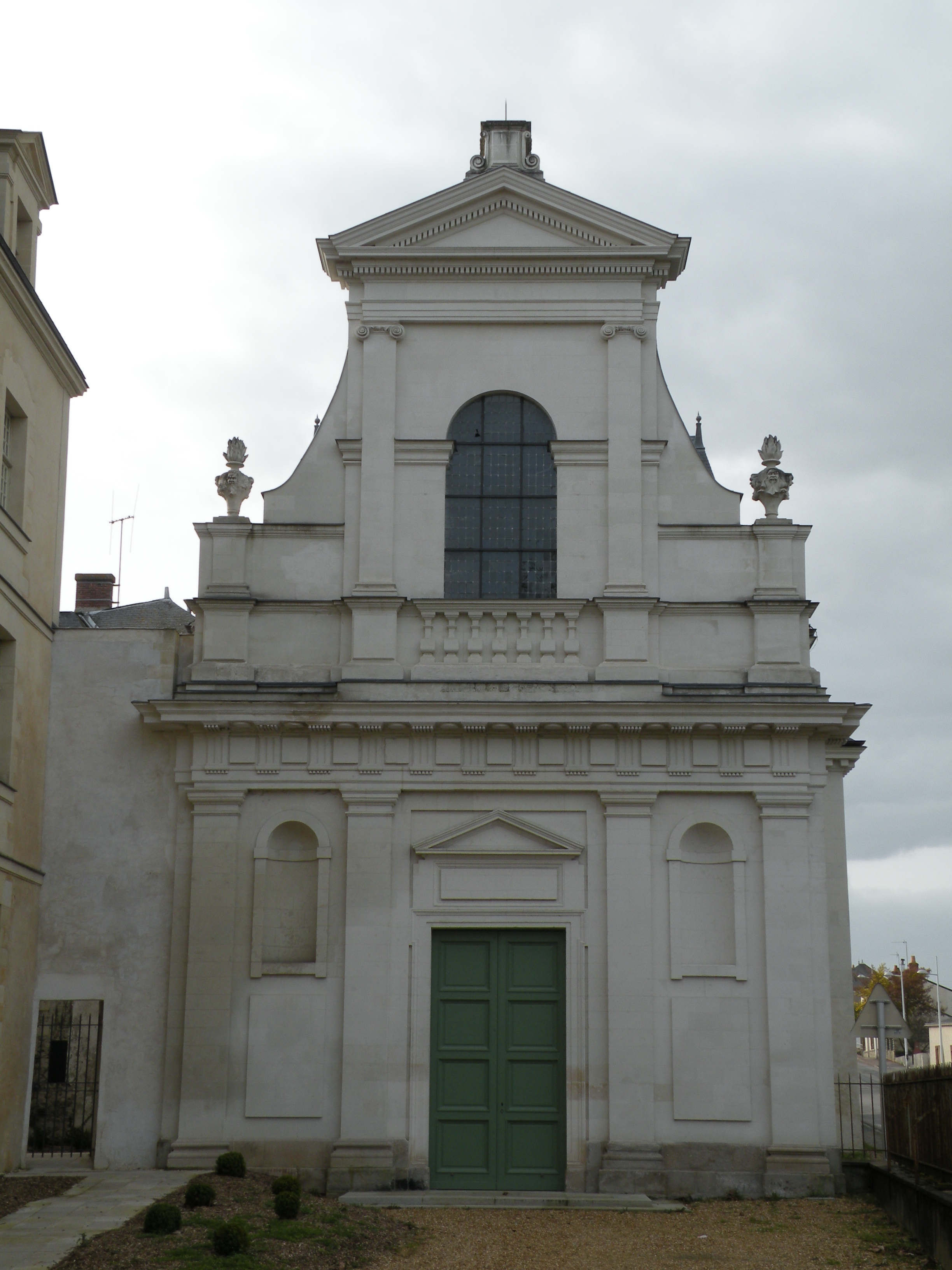
Façade de la chapelle des Ursulines.
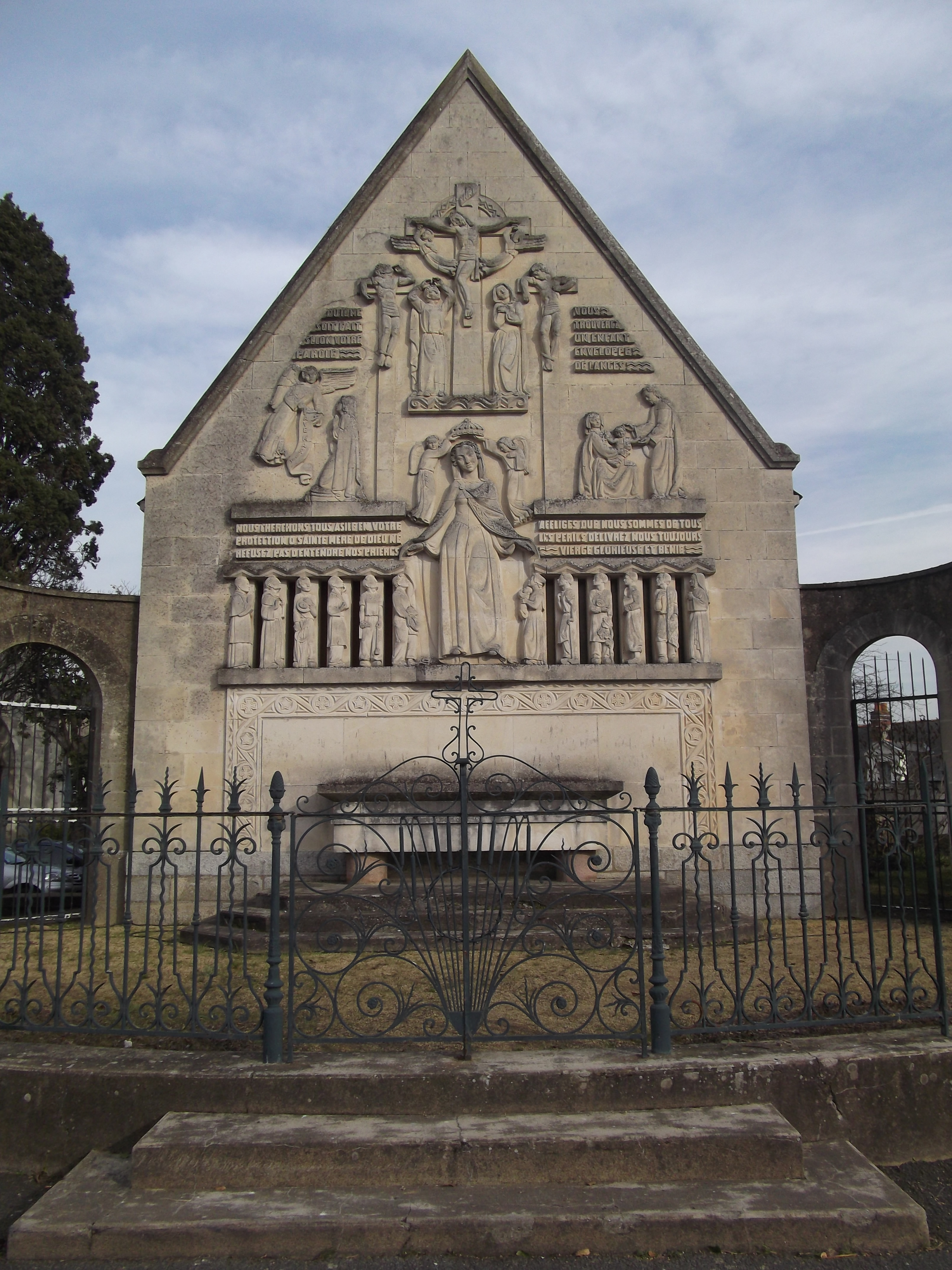
Façade de la chapelle Notre-Dame-de-la-Délivrance.
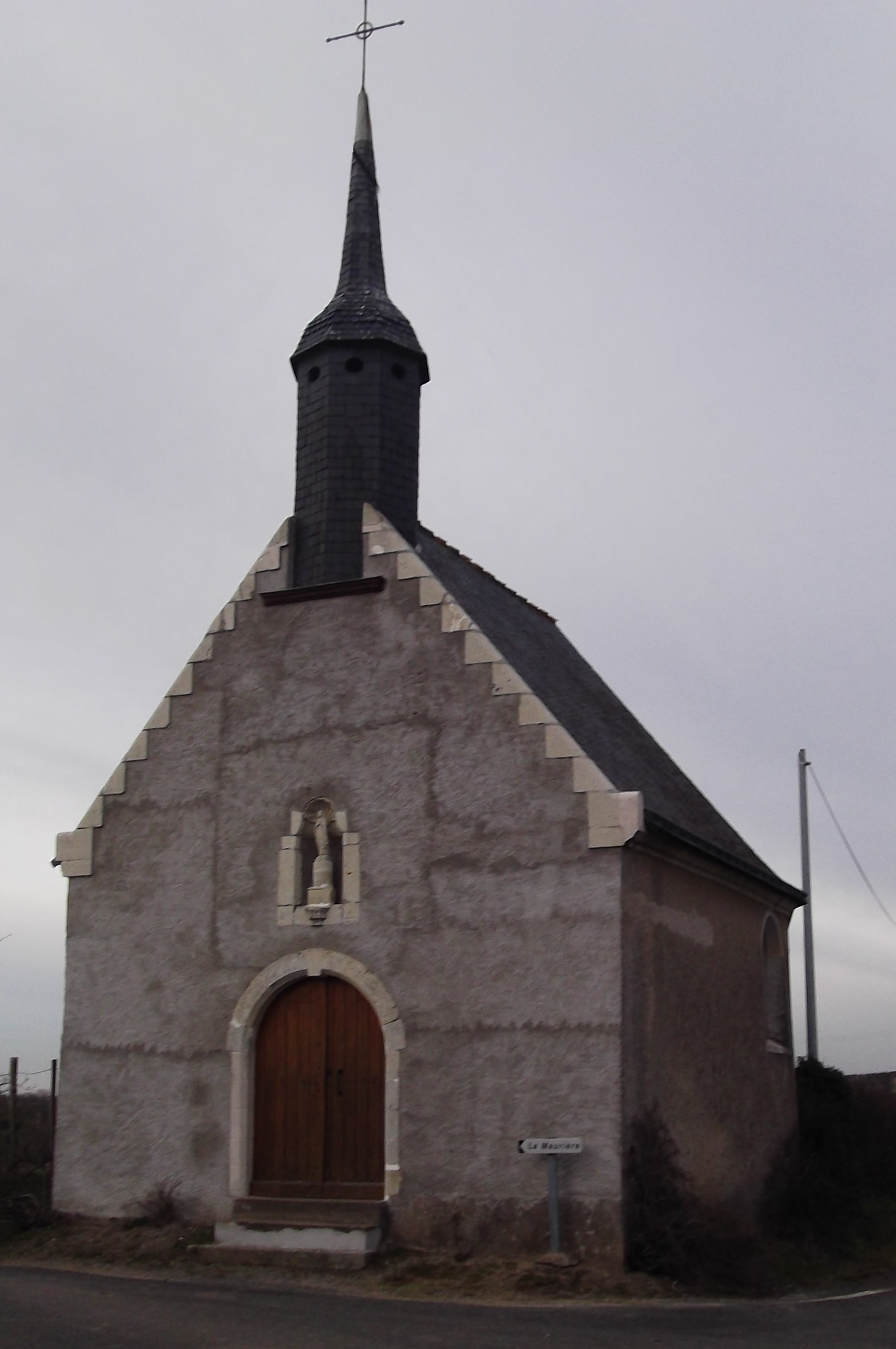
La chapelle Gauvin.

#### Patrimoine civil

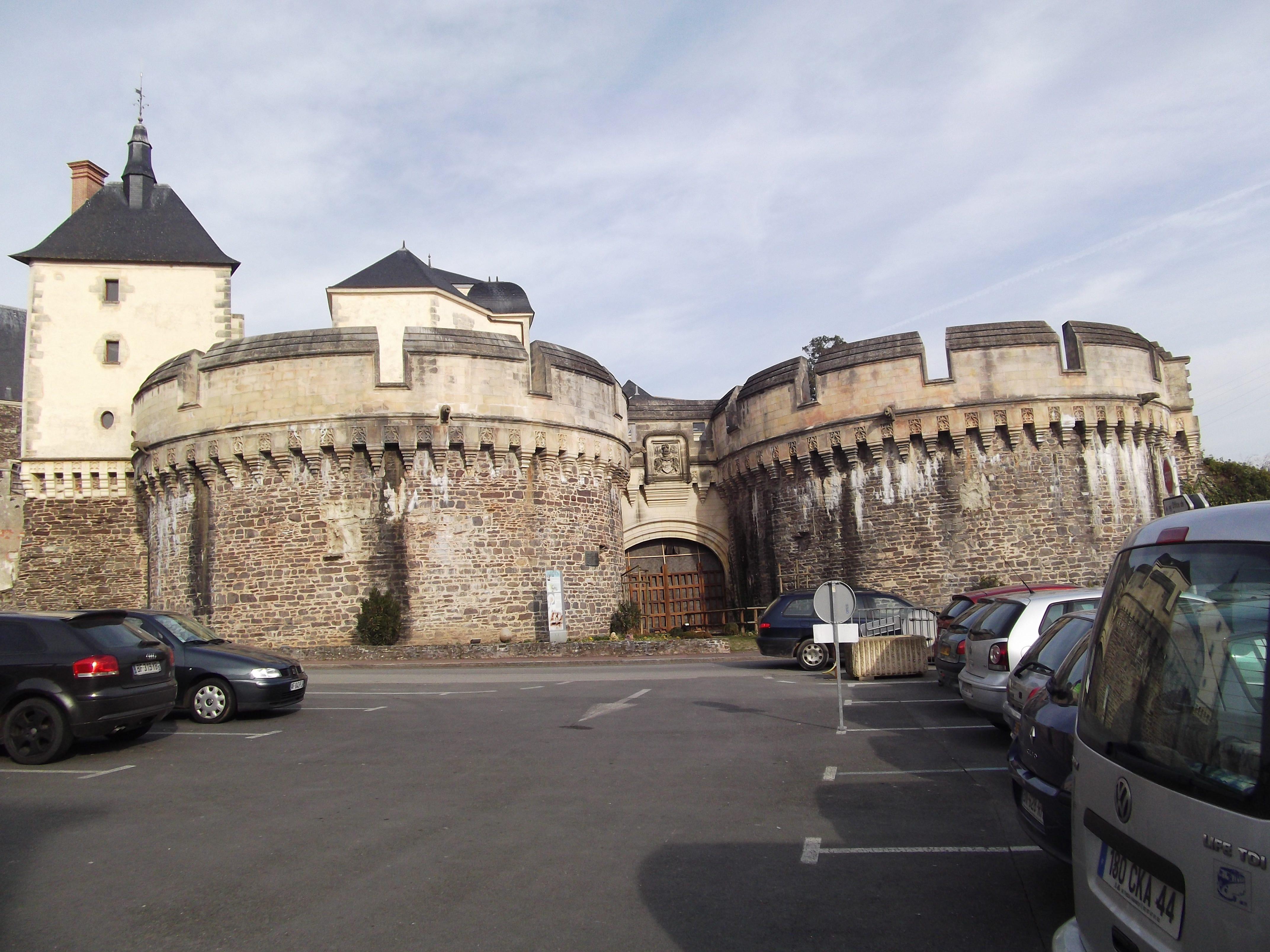
Entrée du château.

##### Château d'Ancenis
Le château est construit à la suite de la destruction d'une motte castrale, en 984, par Aremberge, épouse du comte Gérech de Nantes, duc de Bretagne. Sa situation, en bordure de Loire, est très stratégique, surtout pour défendre l'arrivée des ennemis par le fleuve. Cependant, dans la deuxième partie du XVe siècle, le château est en partie détruit et, sur ordre d'Anne de Bretagne, en conflit avec le seigneur d'Ancenis, les fossés sont comblés pendant la Guerre folle. À la suite de la réconciliation, le château est alors rendu au seigneur.
À partir du XVIIe siècle, le rôle du château diminue fortement, jusqu'en 1626 où, sur ordre de Richelieu, il est démantelé. Le château se dégrade au fil du temps : des pans de murs entiers disparaissent. Les douves sont comblées pour la création des quais, en 1840.
Ce n'est qu'en 1977 qu'il est inscrit aux monuments historiques et il devient propriété de la ville, en 1987 ; celle-ci restaure le châtelet d'entrée, démolit la chapelle du XIXe siècle, et le lycée des années 1960. En 2010, une opération controversée consiste à installer une partie des services du conseil général de la Loire-Atlantique dans l'enceinte du château.

##### Pont Bretagne-Anjou

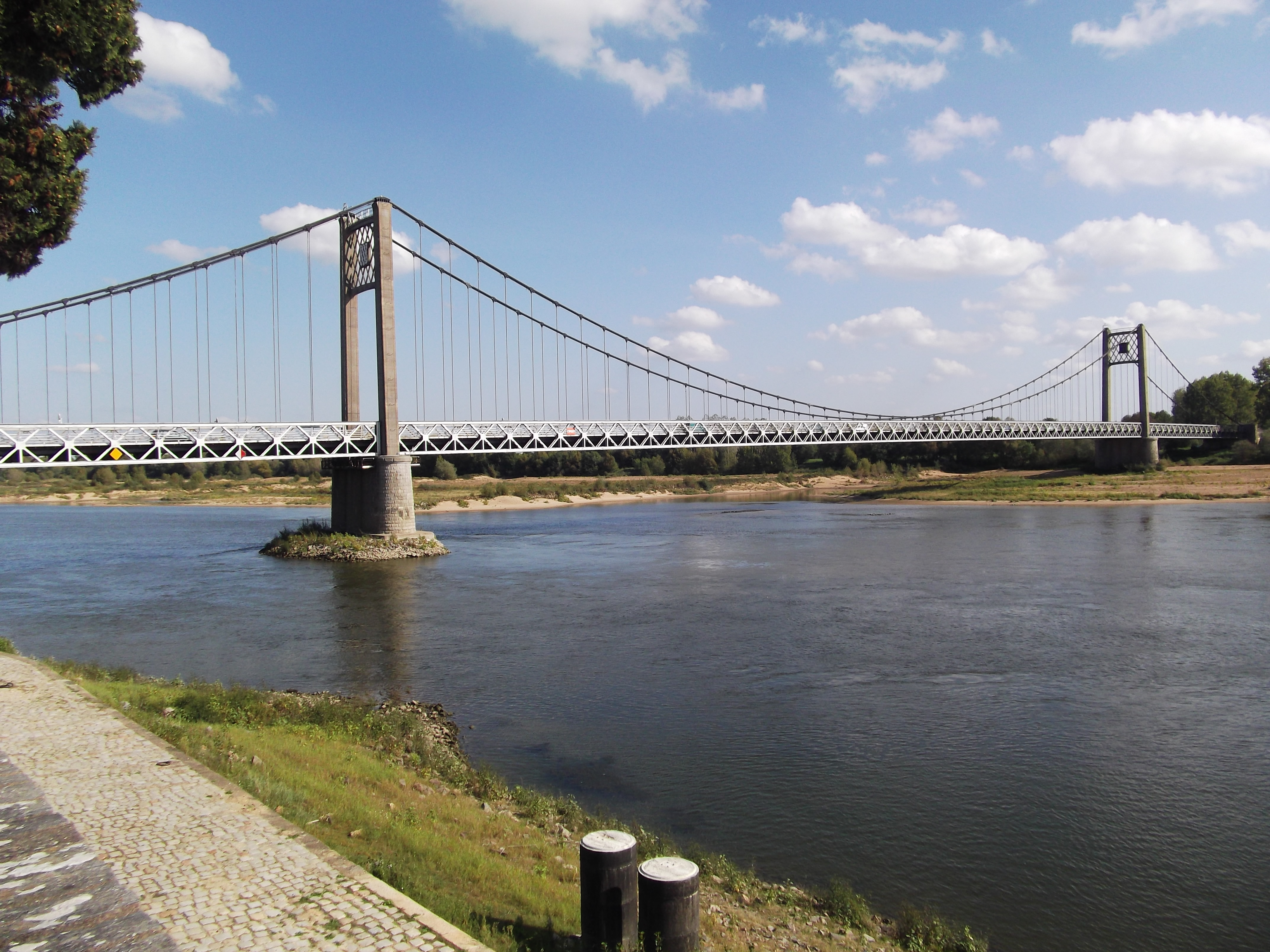
Pont d'Ancenis.

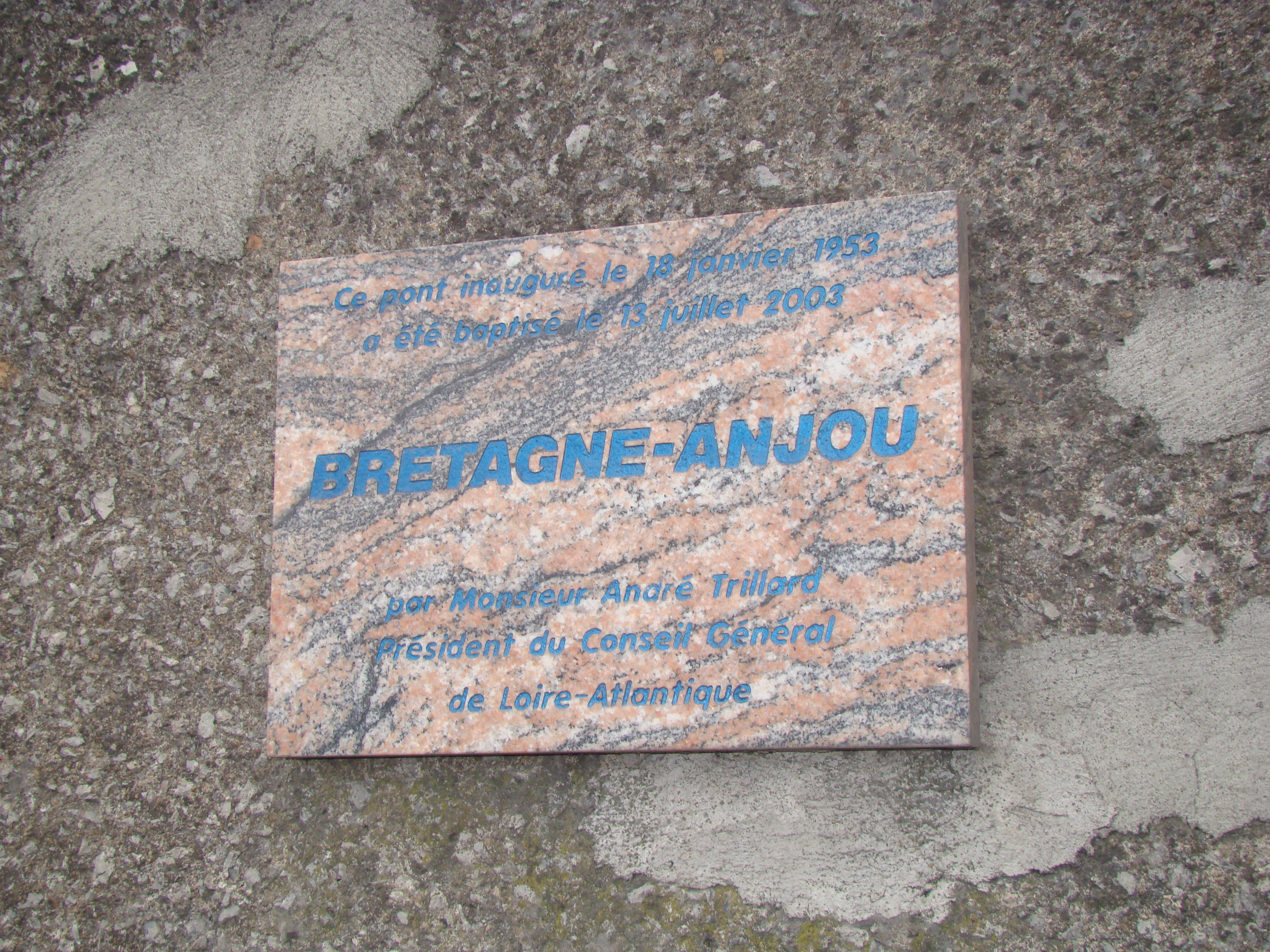
Plaque du baptême, posée en 2003.

Le pont d'Ancenis, ou pont Bretagne-Anjou, ou pont Anjou-Bretagne, est un pont suspendu, au-dessus de la Loire. Il est bâti en 1952, pour être inauguré le 18 janvier 1953. Il remplace trois autres ponts dont le dernier, en bois, date de 1839, qui eux-mêmes remplaçaient un bac. Il est baptisé Pont Bretagne-Anjou, le 13 juillet 2003, par M. André Trillard, président du conseil général de la Loire-Atlantique, comme l'atteste la plaque en granite rose, apposée sur le parapet droit, rive droite.
Actuellement[Quand ?] le pont mesure 412 m de long, pour une portée centrale de 238 m, et 28,7 m de hauteur, soit 1 500 tonnes d'acier.
Le pont lie le bas du centre-ville d'Ancenis au village du Fourneau, sur la commune de Liré (Maine-et-Loire). Fin 2012, débutent la rénovation la plus importante qu'il ait eue, avec le changement complet des câbles porteurs et des travaux de peinture pour éviter la corrosion de la charpente. Les travaux doivent durer jusqu'en août 2015. Un pont provisoire, latéral, est mis en place afin d'assurer la liaison sud-nord, tandis que les liaisons nord-sud continuent, en alternance, sur les voies habituelles. Ce pont provisoire a été démonté en juin 2015, la circulation à double sens pouvant à nouveau s'effectuer sur le pont malgré les travaux pas encore complètement terminés.

##### Dolmen de la Pierre Couvretière

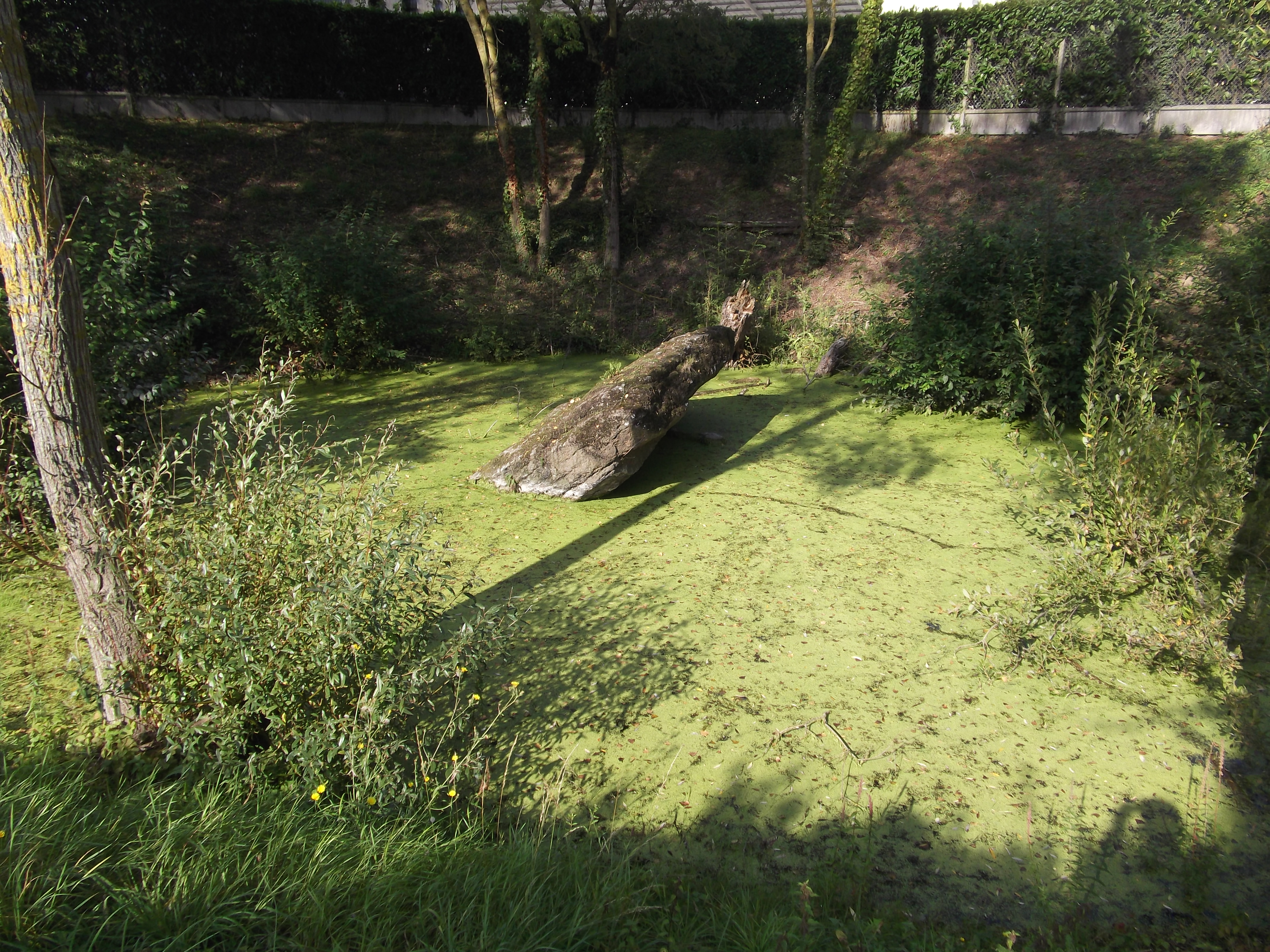
La Pierre-Couvretière ou Pierre-au-Diable.

La Pierre Couvretière est située boulevard des Alliés, dans la prairie Saint-Joseph, près de l'ancienne zone industrielle de la gare. C'est un mégalithe qui a été élevé au IVe millénaire av. J.-C. Il s'agit d'un monument funéraire qui est fouillé en 1972-1973 et d'où d'importants matériaux archéologiques sont découverts.
Le dolmen est inscrit aux monuments historiques en 1926.

##### Villa de la Douvelière

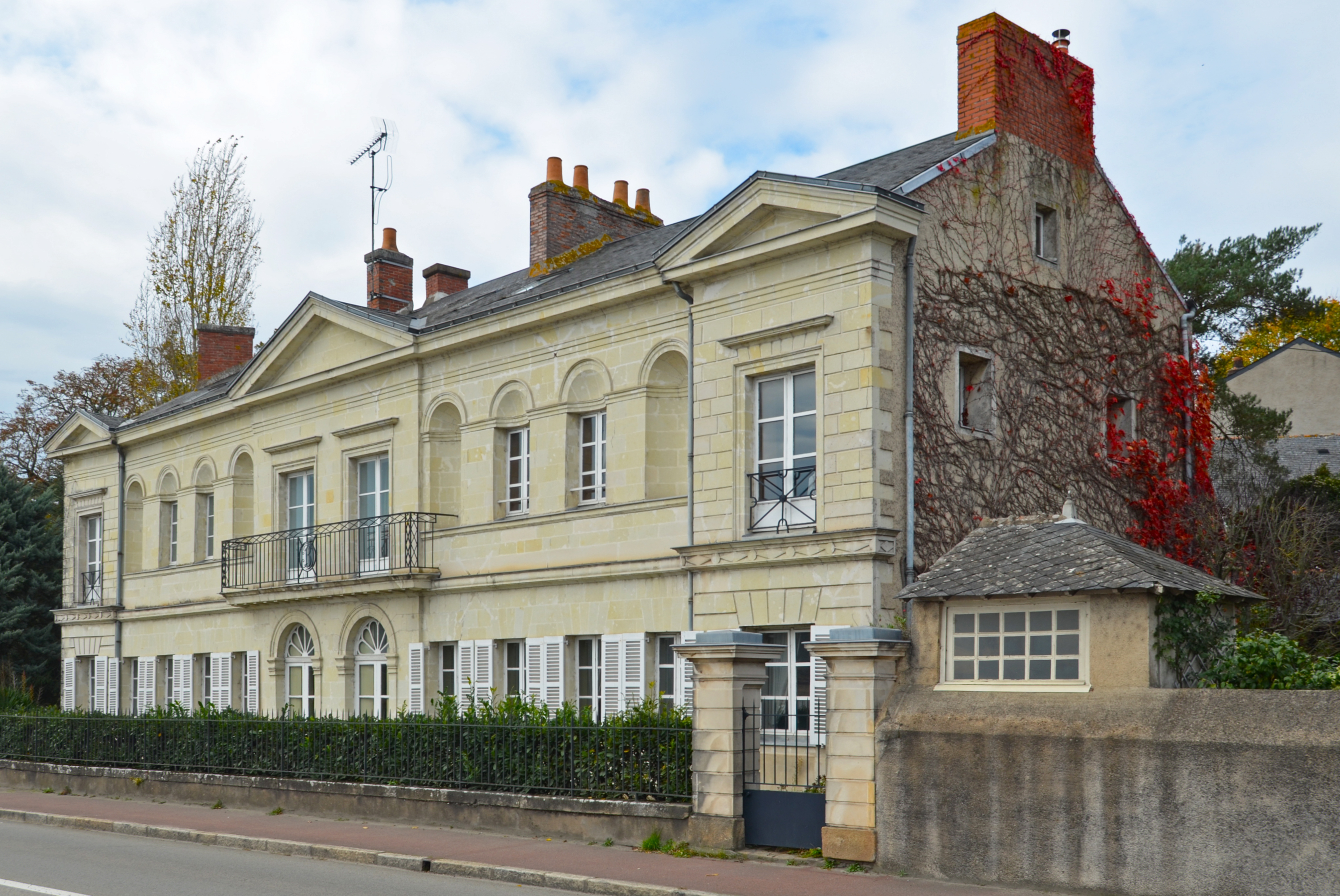
Villa en bord de Loire.

La villa de la Douvelière est une demeure située en bord de Loire, sur le quai de la Marine. Elle a une architecture néoclassique, et est construite dans la première moitié du XIXe siècle.

##### Les Halles

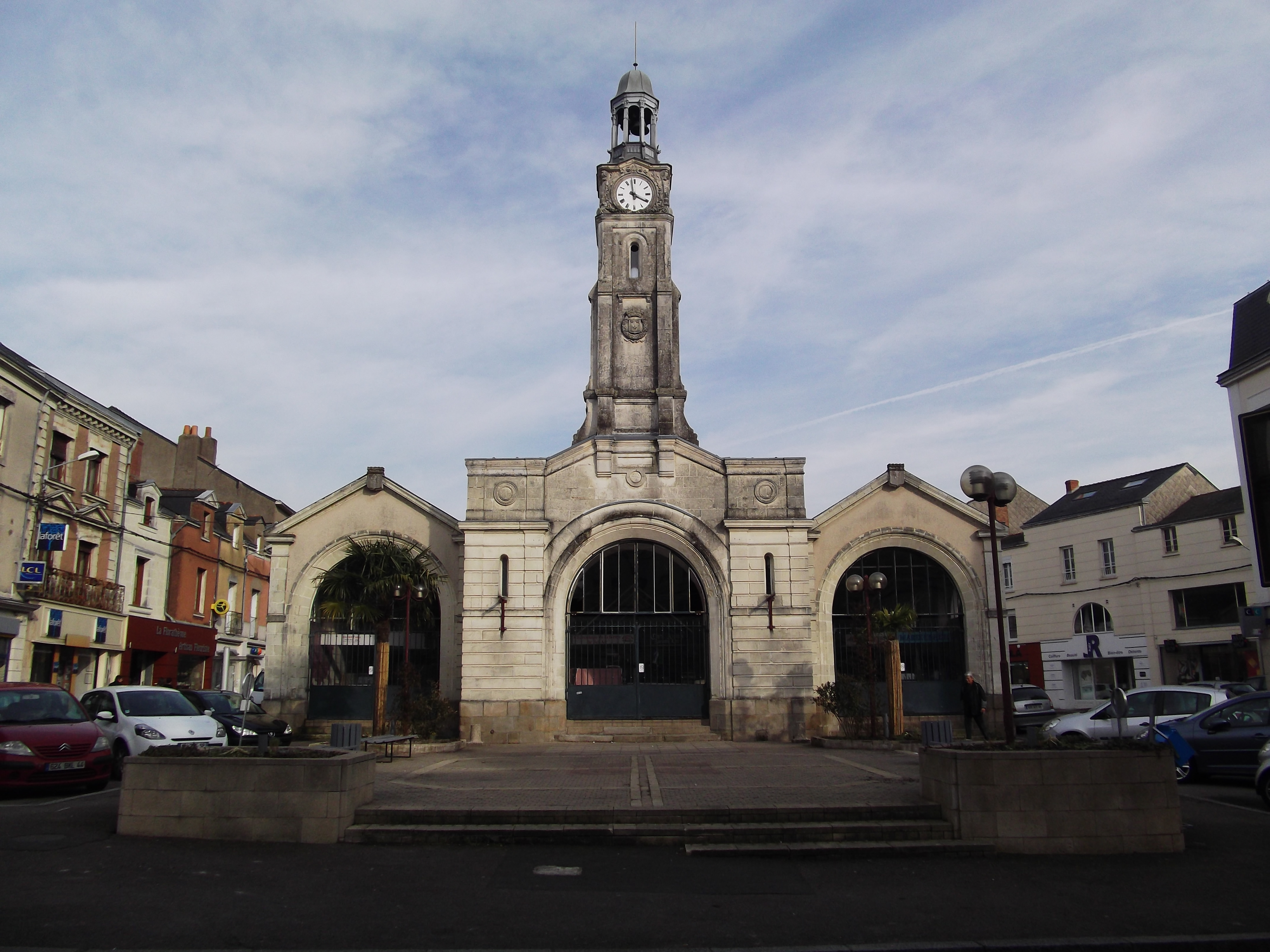
Les halles.

Les halles sont le cœur du centre-ville, autour duquel tous les commerces de la ville sont installés. Elles sont construites sur l'emplacement des anciennes halles qui dataient du XVe siècle, rasées en 1859. C'est en 1862 qu'elles sont inaugurées. Elles comprennent le marché couvert, surmonté d'un beffroi, le tout est d'architecture Napoléon III, caractéristique de l'architecture haussmannienne.
Depuis 1924, c'est ici que se tient la foire aux vins. Elle cesse en 1971.

##### Mairie

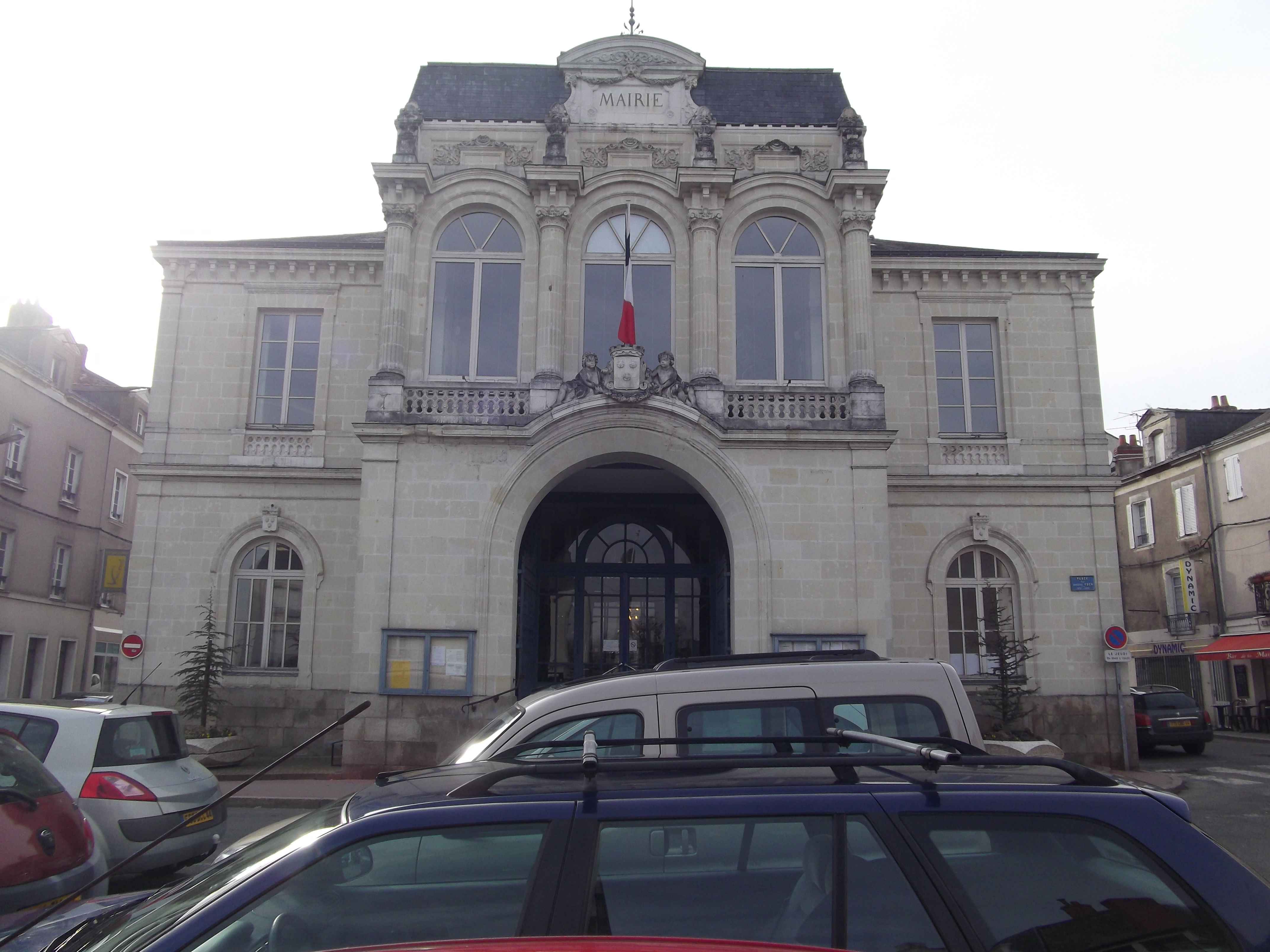
L'hôtel de ville.

L'hôtel de ville est construit en même temps que les halles et y est accolé. Il est inauguré en 1863, dans le même style Napoléon III que les halles.

##### Autres monuments
- Statue du poète Joachim du Bellay, par Adolphe Léonfanti, face à la Loire, dans le jardin de l'Éperon près du pont Bretagne-Anjou ;
- Statue de Francis Robert, créateur de l'hôpital ;
- Statue de Léon Séché, historien du Romantisme (1848-1914), proche de l'actuelle gare ;
- Ancienne sous-préfecture, près de la gare ;
- L'ancien relais de poste, situé boulevard de Général-Leclerc ;
- Les quais, construits en 1842, témoins du passé commercial de la ville avant l'arrivée du chemin de fer ;
- Les bâtiments administratifs de l'hôpital ;
- Le château d'eau.

### Patrimoine naturel

#### Îles de Loire
Ancenis est une ville qui possède un riche patrimoine naturel, grâce notamment à la Loire et à ses îles qui offrent une biodiversité importante.
Six de ces îles (Kerguelen, Bernardeau-Boire-Rousse, Delage, Coton, île aux Moines, et l'ancienne île Mouchet) sont sur le territoire de la commune. Les îles Mouchet et Delage sont aménagées de sentiers de randonnées et de balades.
L'île Mouchet est la première à être aménagée, avec quatre kilomètres de sentiers accessibles aux personnes à mobilité réduite : les prairies sont reconstituées, des panneaux d'information sont implantés ainsi qu'un parcours ludique et des aires de jeux. Ces travaux sont réalisés dans le cadre de Natura 2000, le projet ayant été approuvé par le Conservatoire des Rives de Loire.
L'île Delage est propriété de Terrena. Cependant, la ville réalise des travaux d'aménagement similaires à ceux réalisés sur l'île Mouchet. Ces terres étaient exploitées pour l'agriculture, par les familles occupant le manoir situé sur la rive nord du bras de l'île.

#### Marais de Grée
Le marais de Grée est un marais situé à l'est de la ville, en limite de la commune de Saint-Herblon. Il s'étend sur 450 ha et, à l'aide de canaux, se jette au sud, dans la Loire. Il compte une biodiversité exceptionnelle, tant en flore, qu'en faune. On y trouve de nombreuses espèces de batraciens, insectes, poissons, mais surtout d'oiseaux, avec plus de 150 espèces observées. Le site contient aussi un point d'observation, une petite hutte situé en bordure du marais, ainsi que la Maison du marais de Grée, située un peu plus haut, dominant le marais. Le site est très prisé par les ornithologues.
Grâce à sa grande richesse florale et animale, le site est classé « Espace naturel et sensible départemental ».

#### Parcs et jardins
La ville d'Ancenis détient trois fleurs au Concours des villes et villages fleuris et elle possède beaucoup de parcs, jardins, squares, aires de jeux. Les plus grands sont :
- Le jardin de l’Éperon a la particularité de se situer tout le long de la Loire, du pont jusqu'à la piscine découverte. On y trouve une aire de jeux, des jeux d'eau, et un mini-golf. Il offre une vue imprenable sur la Loire et sur le pont ;
- Le Clos Géréon est un parc que les villes d'Ancenis et de Saint-Géréon se partagent. Il se compose d'un étang artificiel, de tables et bancs, et d'un bloc sanitaire. C'est un des parcs les plus fréquentés de la ville car il se situe en plein milieu de lotissements très peuplés et à proximité de plusieurs lycées. On peut y pratiquer la pêche, le vélo, la pétanque, le jogging, et bien d'autres activités ;
- Le Jardin des Enfants de l'An 2000, situé près de l'hôpital, ce jardin est créé en 2001. Un arbre par enfant né en 2000 y est planté ;
- La cour du château, où se trouvent les arbres les plus vieux de la ville ;

Tous ces parcs et jardins sont gérés par le service des espaces verts de la mairie.

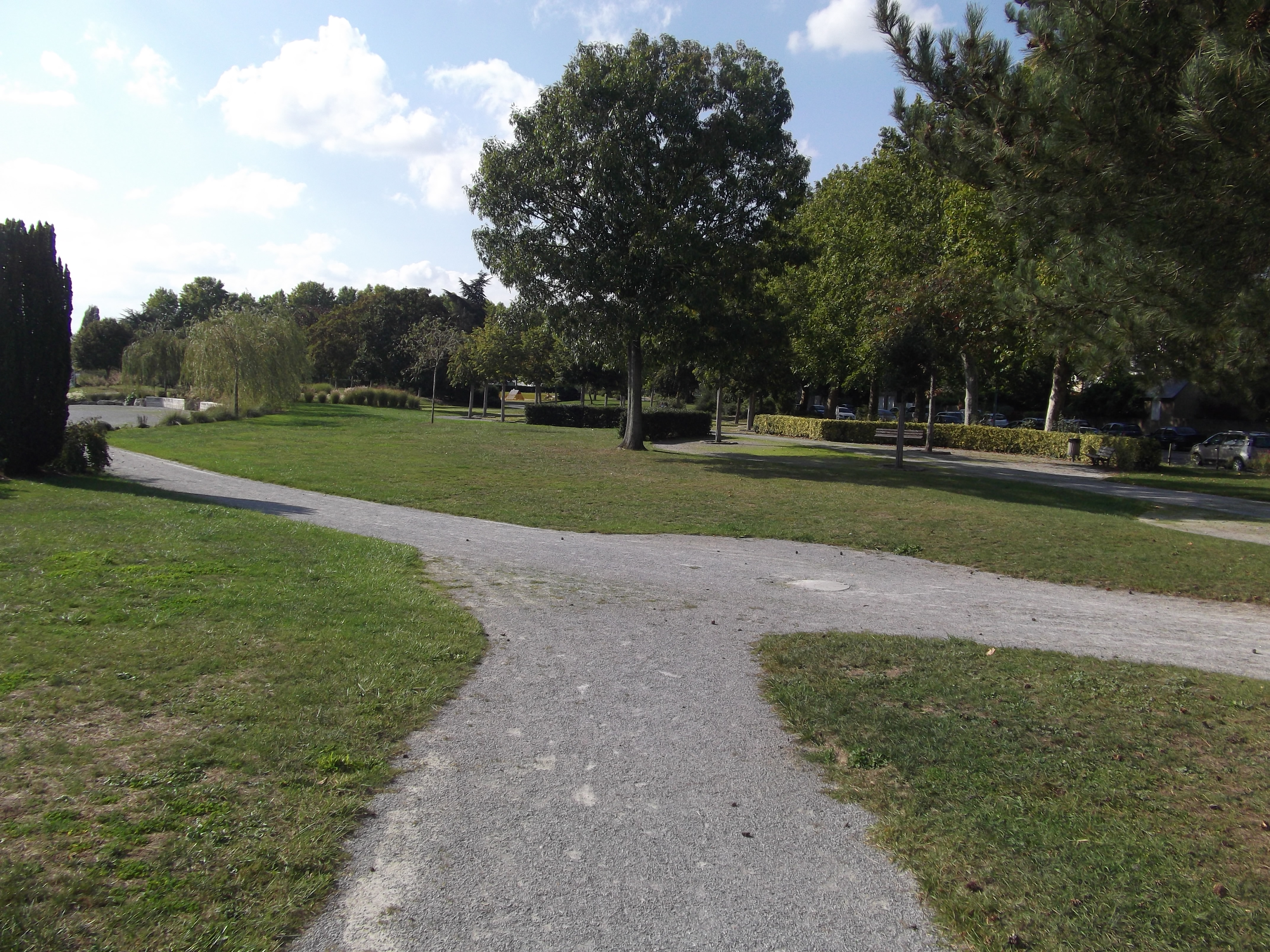
Chemins du Jardin de l’Éperon.
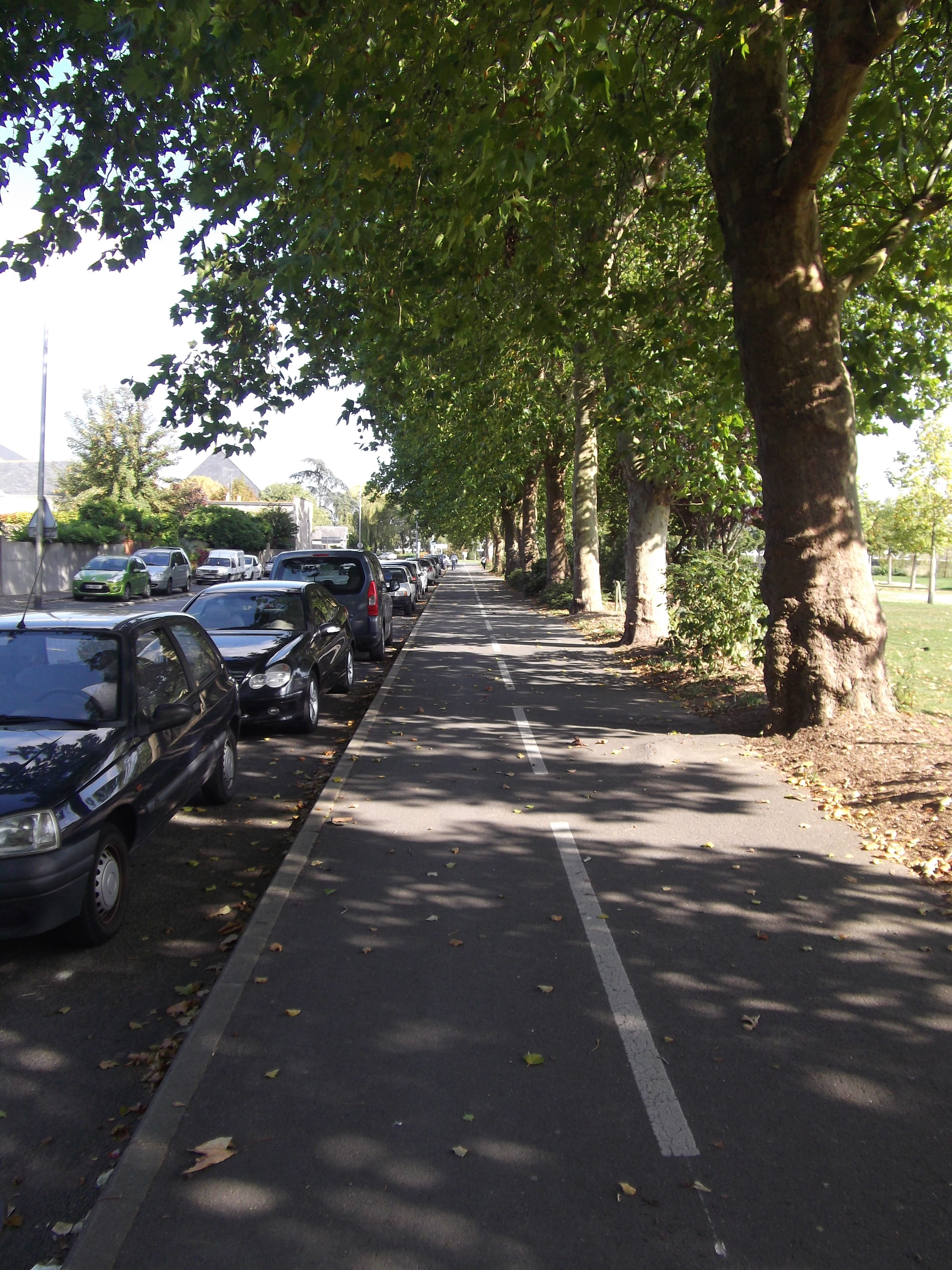
Pistes cyclables au Jardin de l’Éperon.
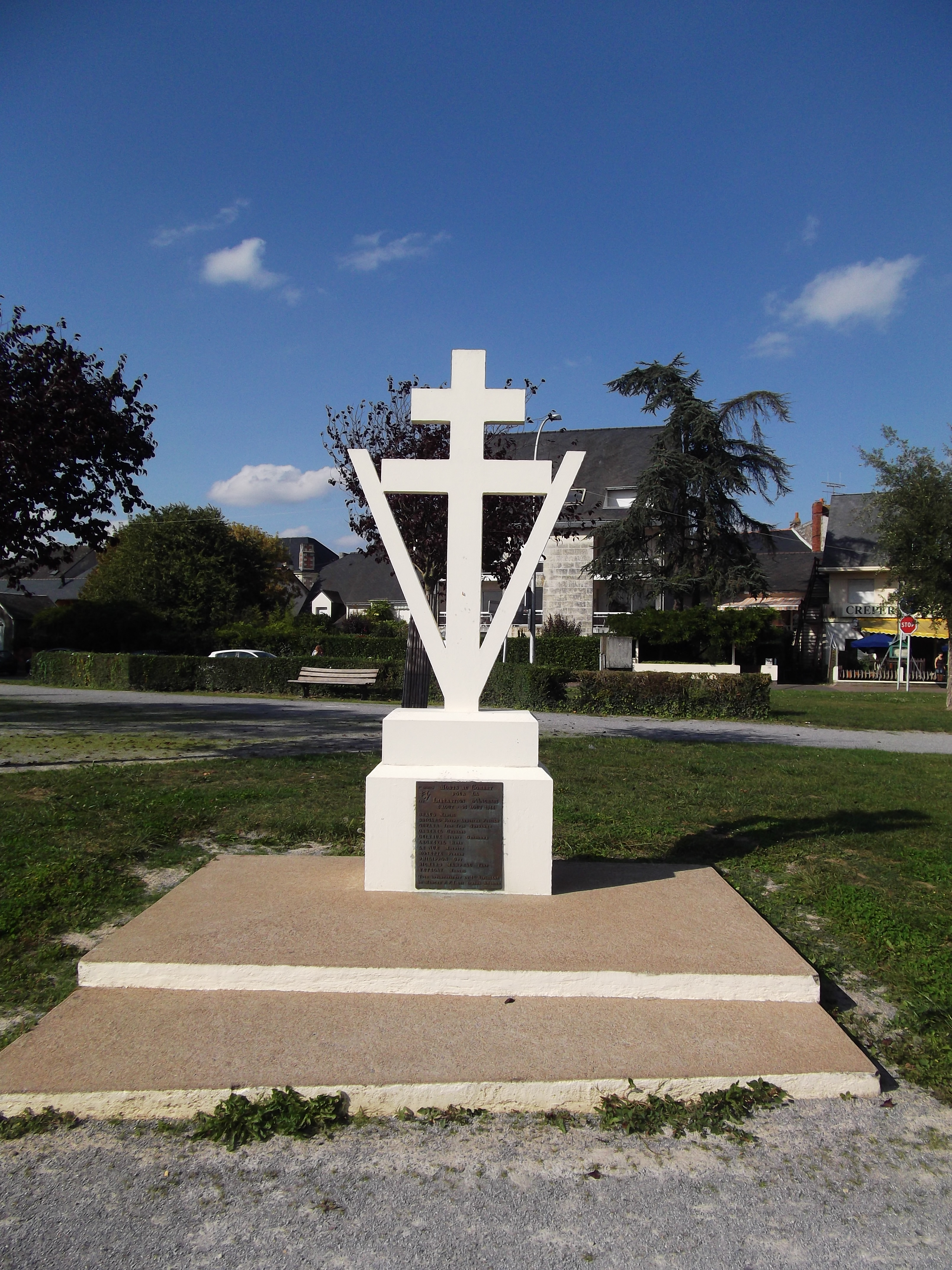
Croix de Lorraine en bordure de Loire.
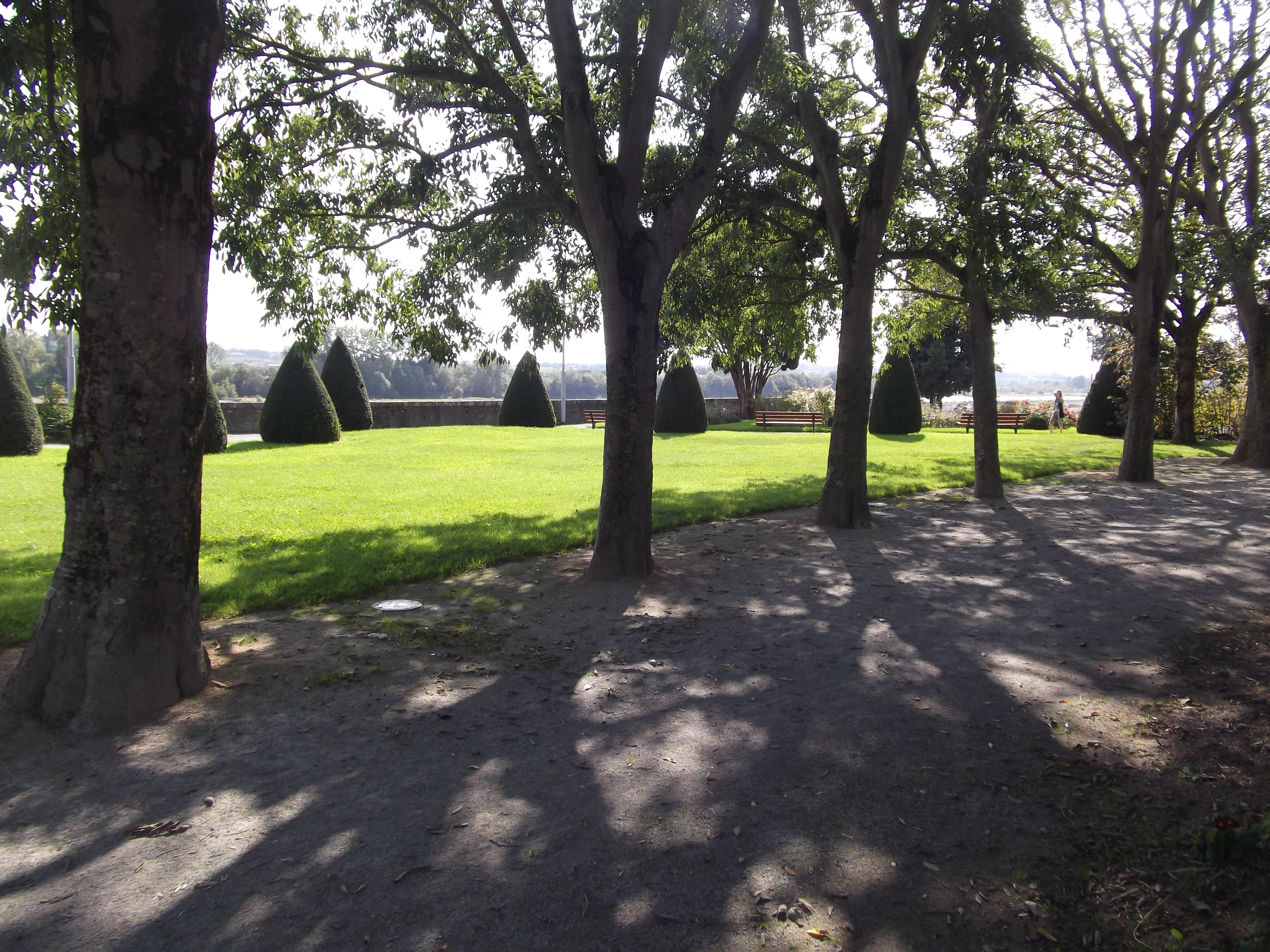
Autre vue du Jardin de l’Éperon.
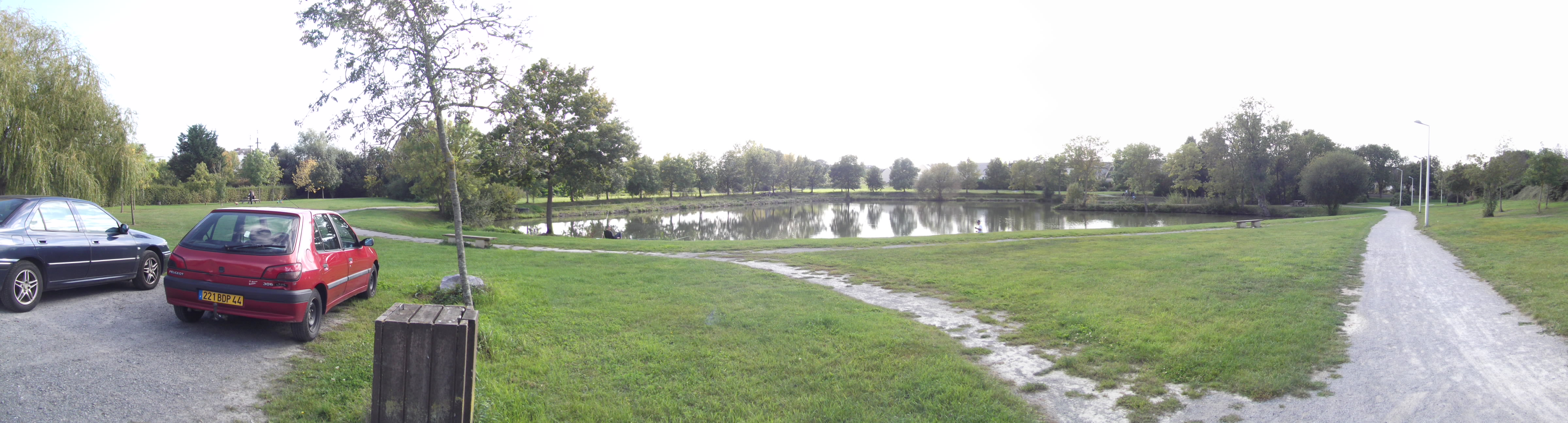
Panorama du Clos Géréon.
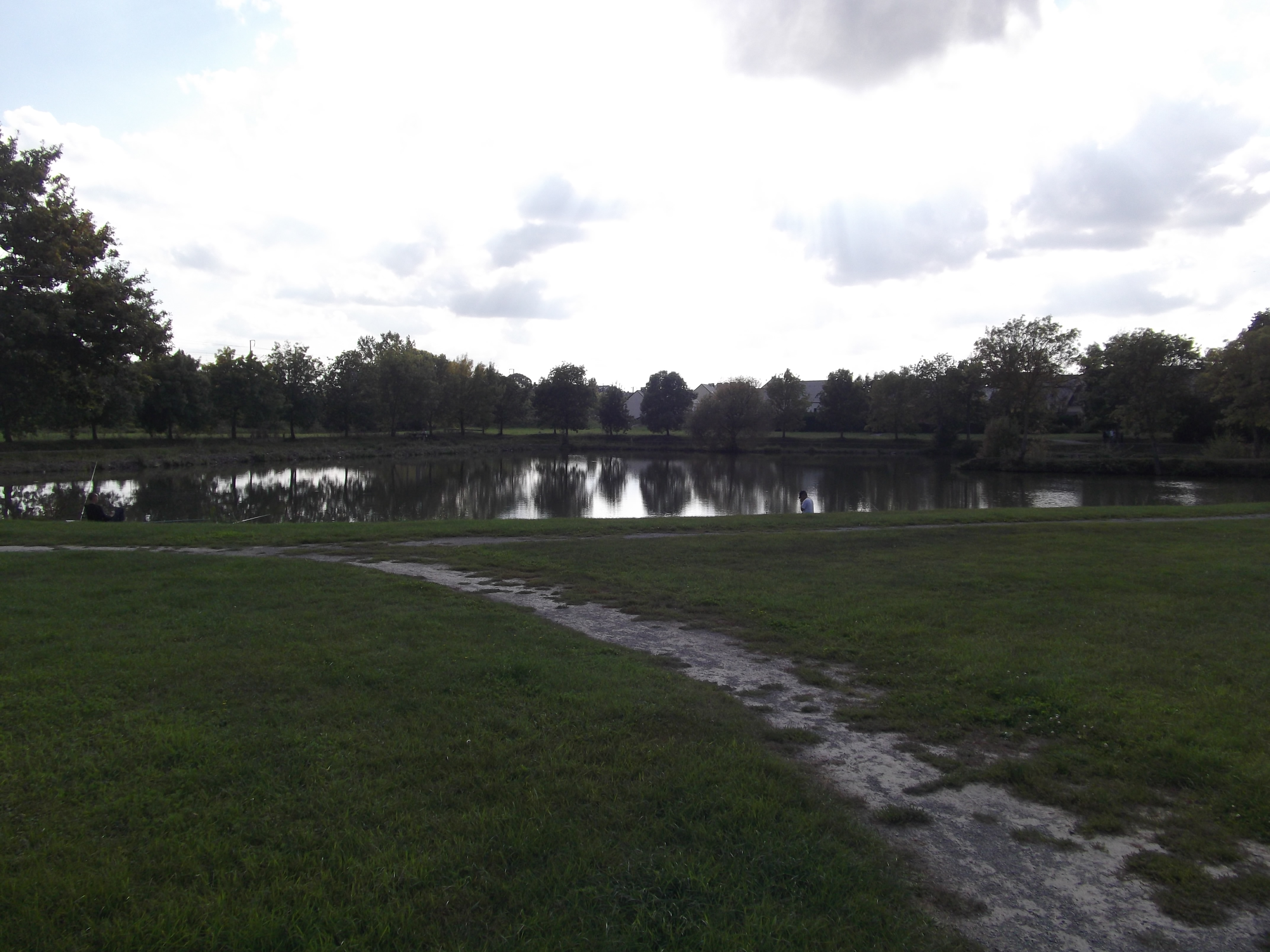
Étang du Clos Géréon.

### Patrimoine culturel et sportif

#### Culture

##### Infrastructure
La ville possède d'importantes infrastructures culturelles telles que :
- La chapelle des Ursulines, transformée en galerie d'exposition, rénovée par la ville, inscrite aux monuments historiques en 1929 ;
- La galerie d'art « Rives de Loire », située place du Millénaire, que la ville met gratuitement à disposition d'artistes afin d’accueillir des expositions de petites tailles ;
- Une autre galerie d'art, plus grande, est située à l'espace Édouard-Landrain, anciennement la Charbonnière ;
- La médiathèque de la Pléiade, située en centre-ville, permet l'accès tant à la littérature qu'au monde musical et à l'Histoire. Chaque mercredi après-midi une lecture est proposée aux enfants ;
- Le théâtre du Quartier Libre, principal centre culturel de la ville, qui propose un programme varié en spectacles théâtraux, humoristiques, musicaux, danse, renouvelé tous les ans. Ce théâtre, bénéficiant de la décentralisation du Grand T de Nantes, voit passer de grands artistes et manifestations, comme Anne Roumanoff, Jacques Weber, Les harpes Camac, Ibrahim Maalouf, Vincent Dedienne, Antoine Duléry, le Bibliothéâtre… C'est ici que se sont tenues les assises de prévention contre les addictions, ce qui a valu à la ville la Marianne d'Or 2011 ;
- Un théâtre de verdure propose 120 m2 de scène, pour 340 places, situé en bord de Loire. En période estivale, il propose de multiples spectacles, dont un gratuit, tous les mercredis soir, dans le cadre des « Couleurs Parasols » ;
- Le cinéma Éden, situé à proximité de la médiathèque, est équipé d'un projecteur 3D[93]. Avec une capacité de 256 places, dont 4 PMR, il permet d'accueillir aussi bien du public classique que scolaire ;
- L'ancien relais de poste accueille l'école de musique de la ville, ainsi que l'école d'art ;
- Les anciens abattoirs accueillent l'école de danse, ainsi que plusieurs salles de réunions, servant aux multiples associations de la ville. Des cours de langue bretonne y ont lieu depuis 2013.

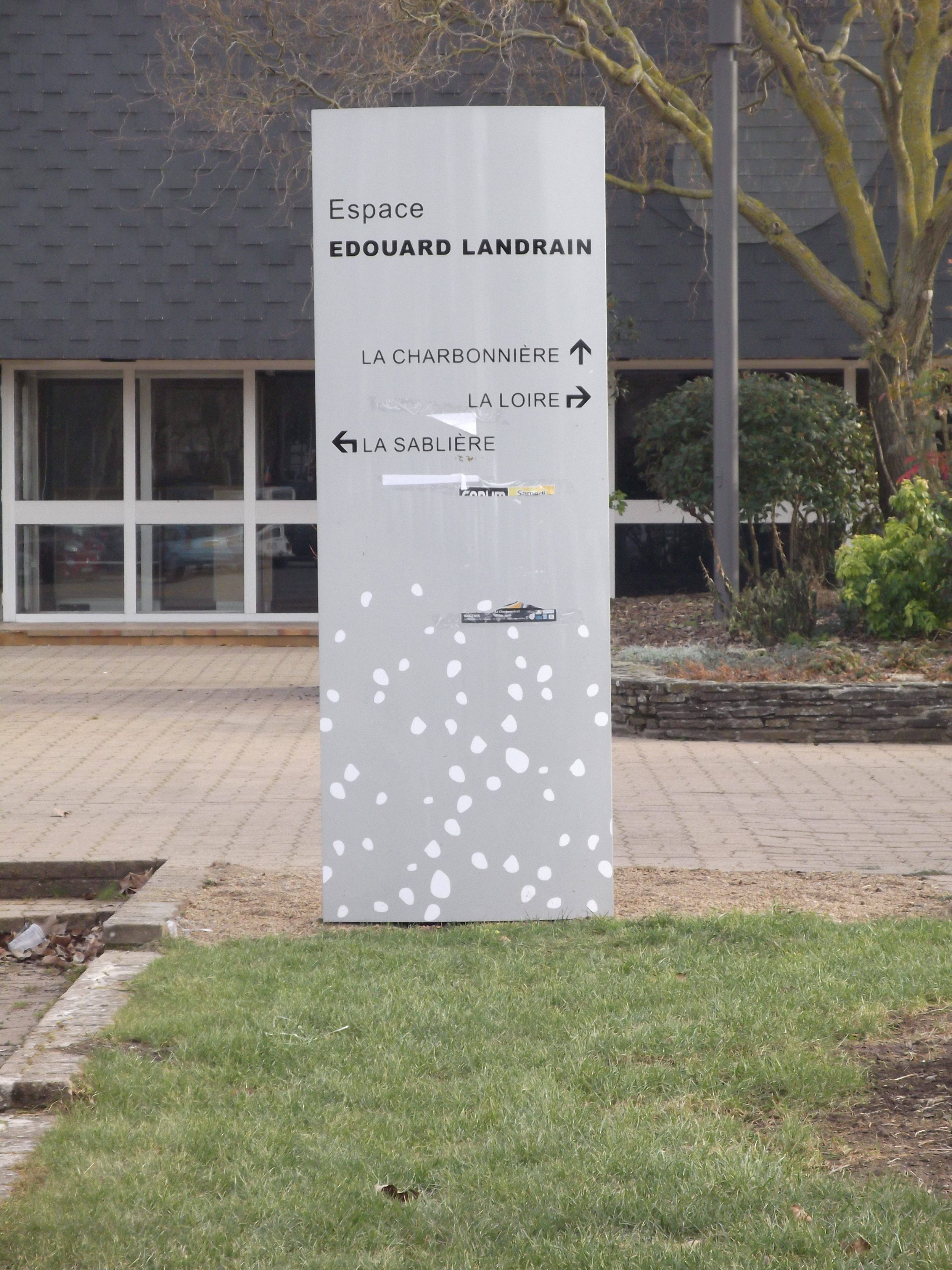
Espace Édouard-Landrain.
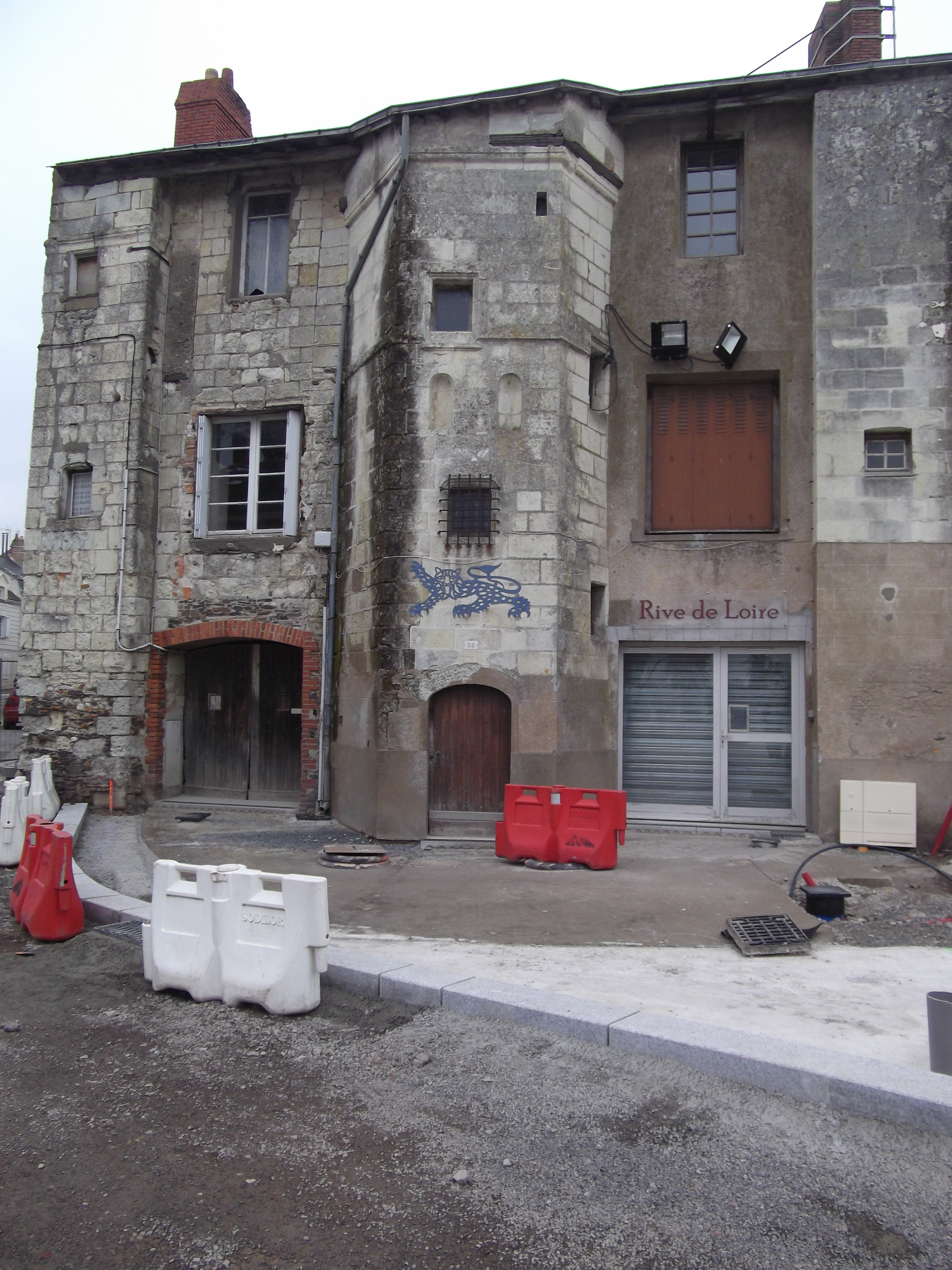
Galerie « Rives de Loire ».
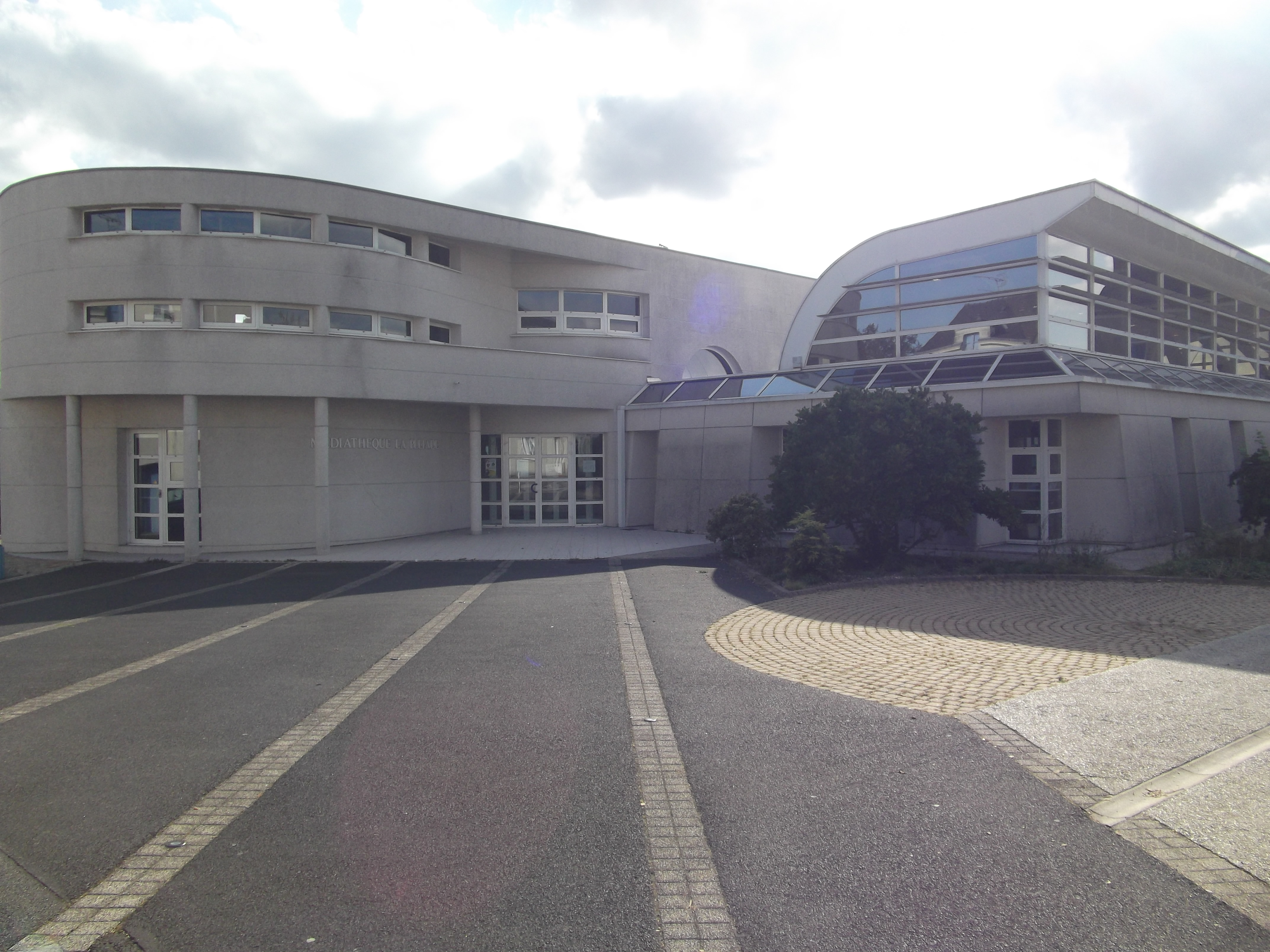
Entrée de la médiathèque.
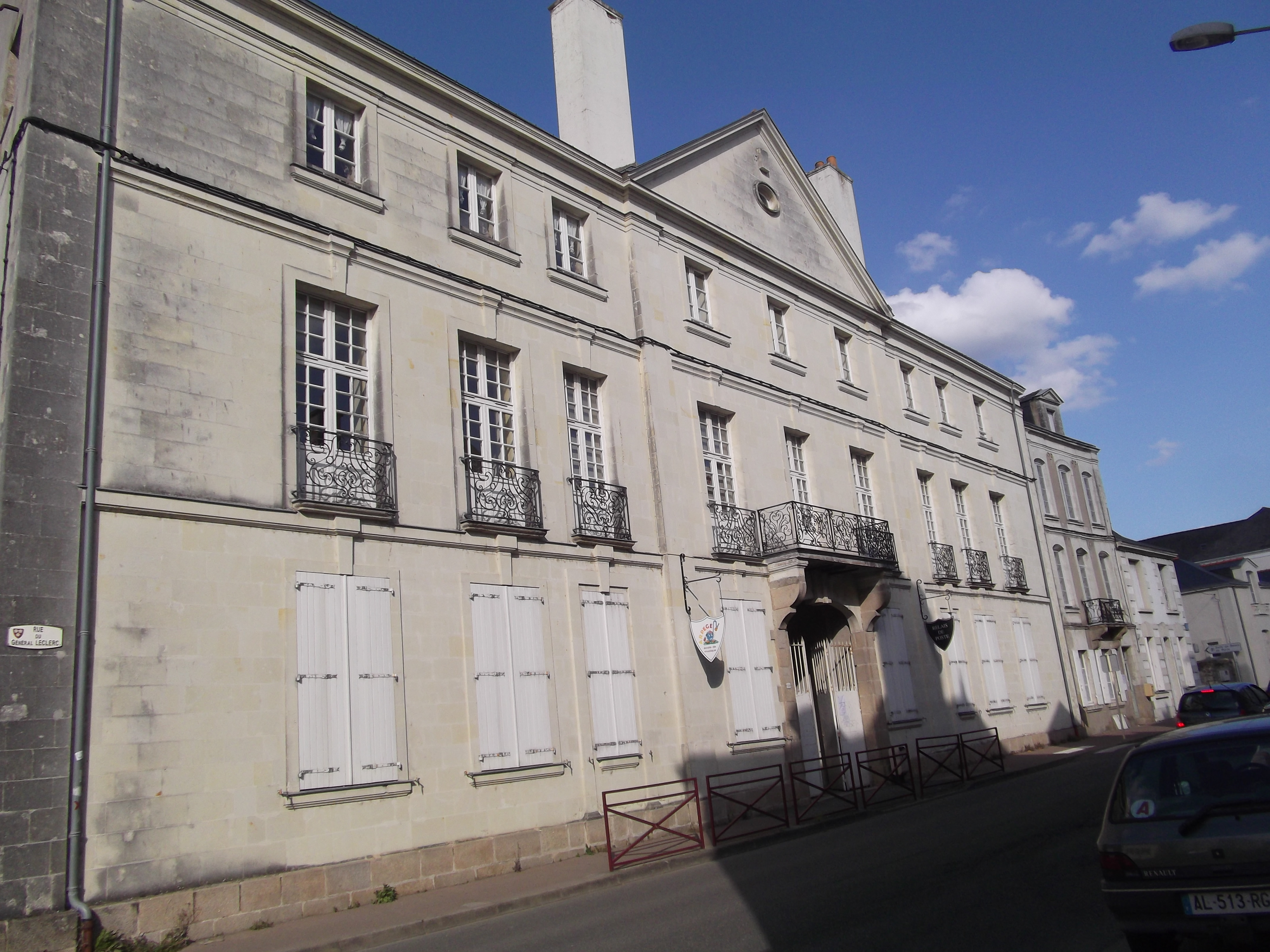
L'ancien relais de poste.
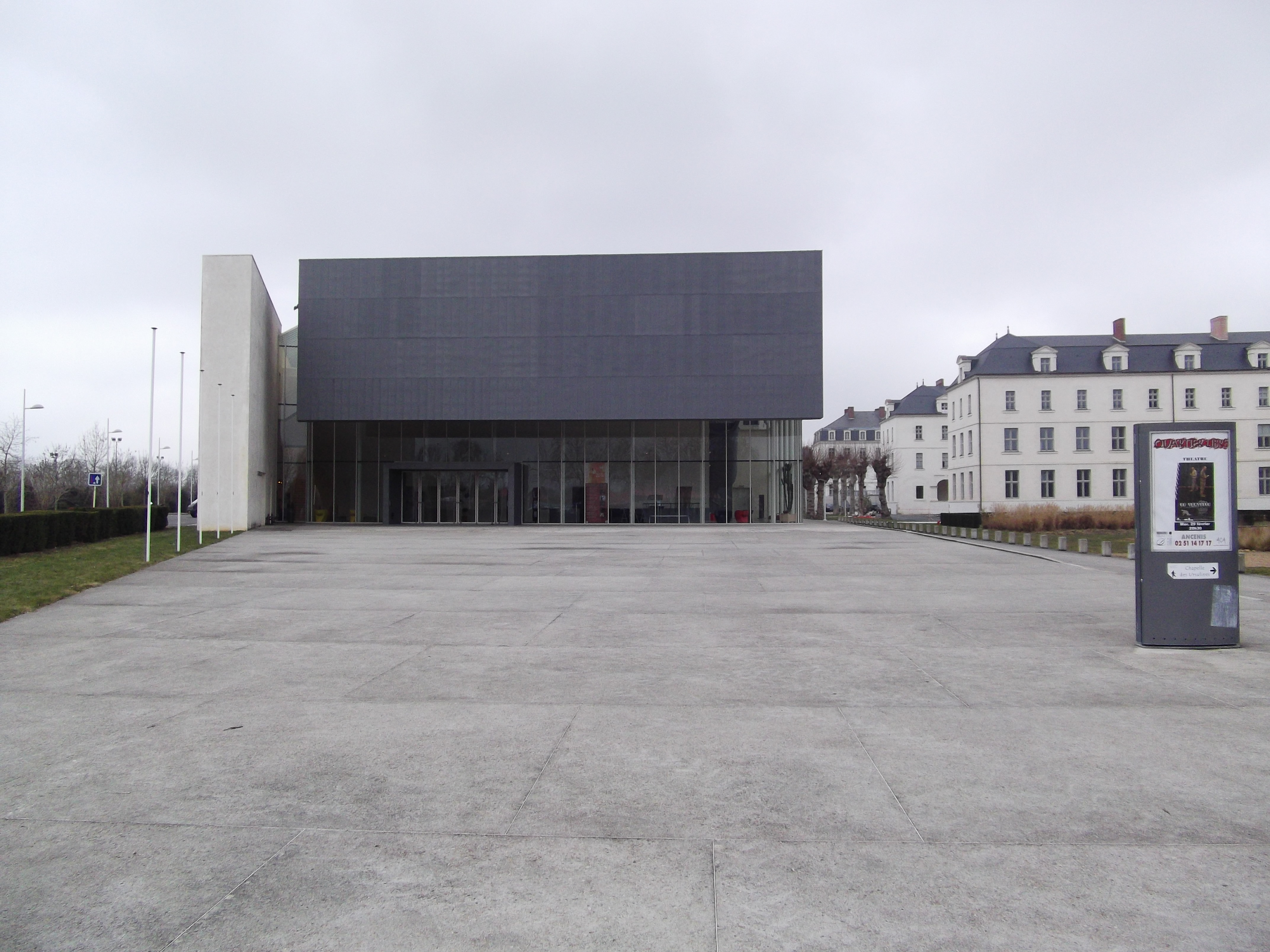
Théâtre du Quartier Libre et son parvis.
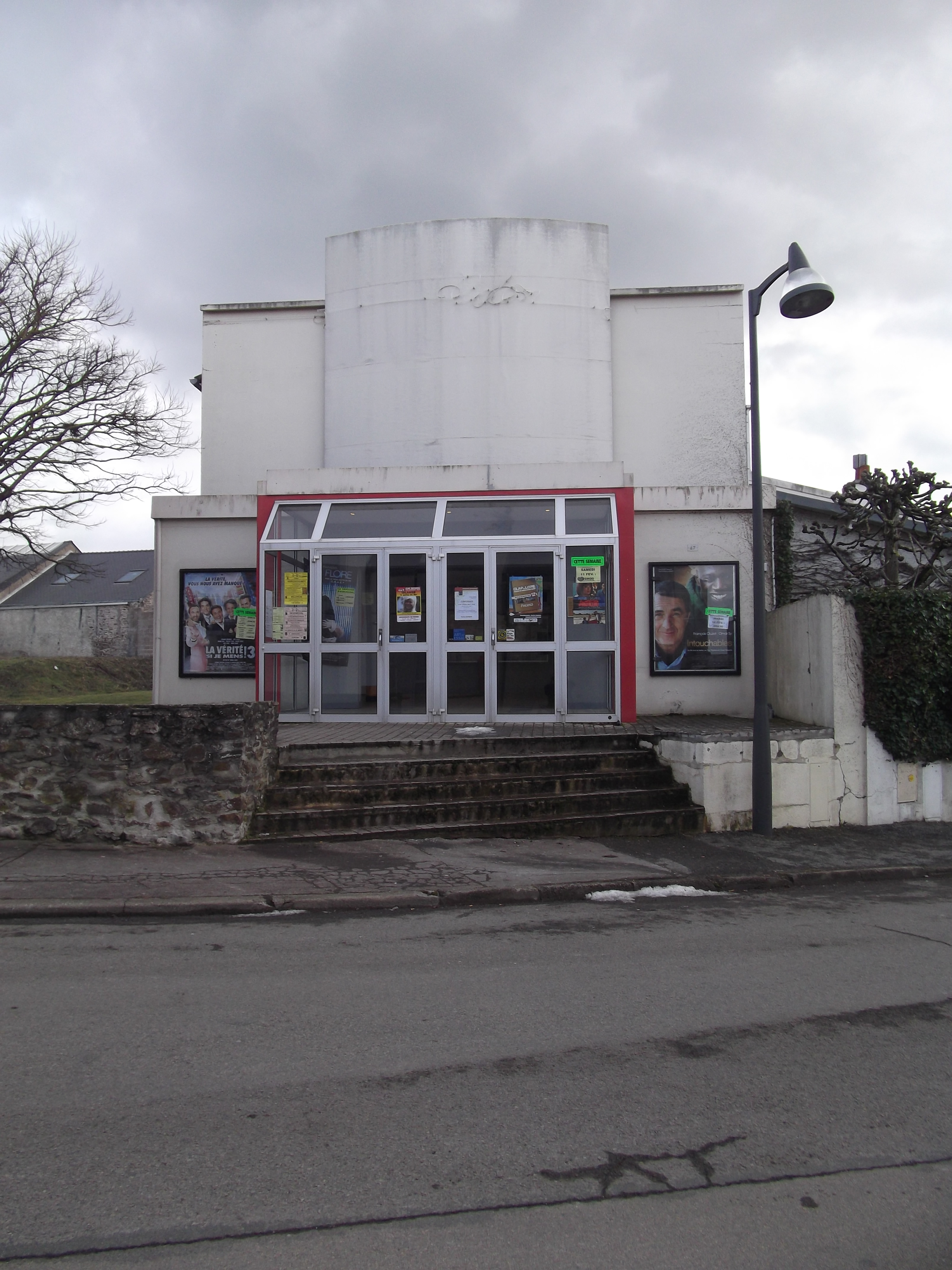
Entrée du cinéma.
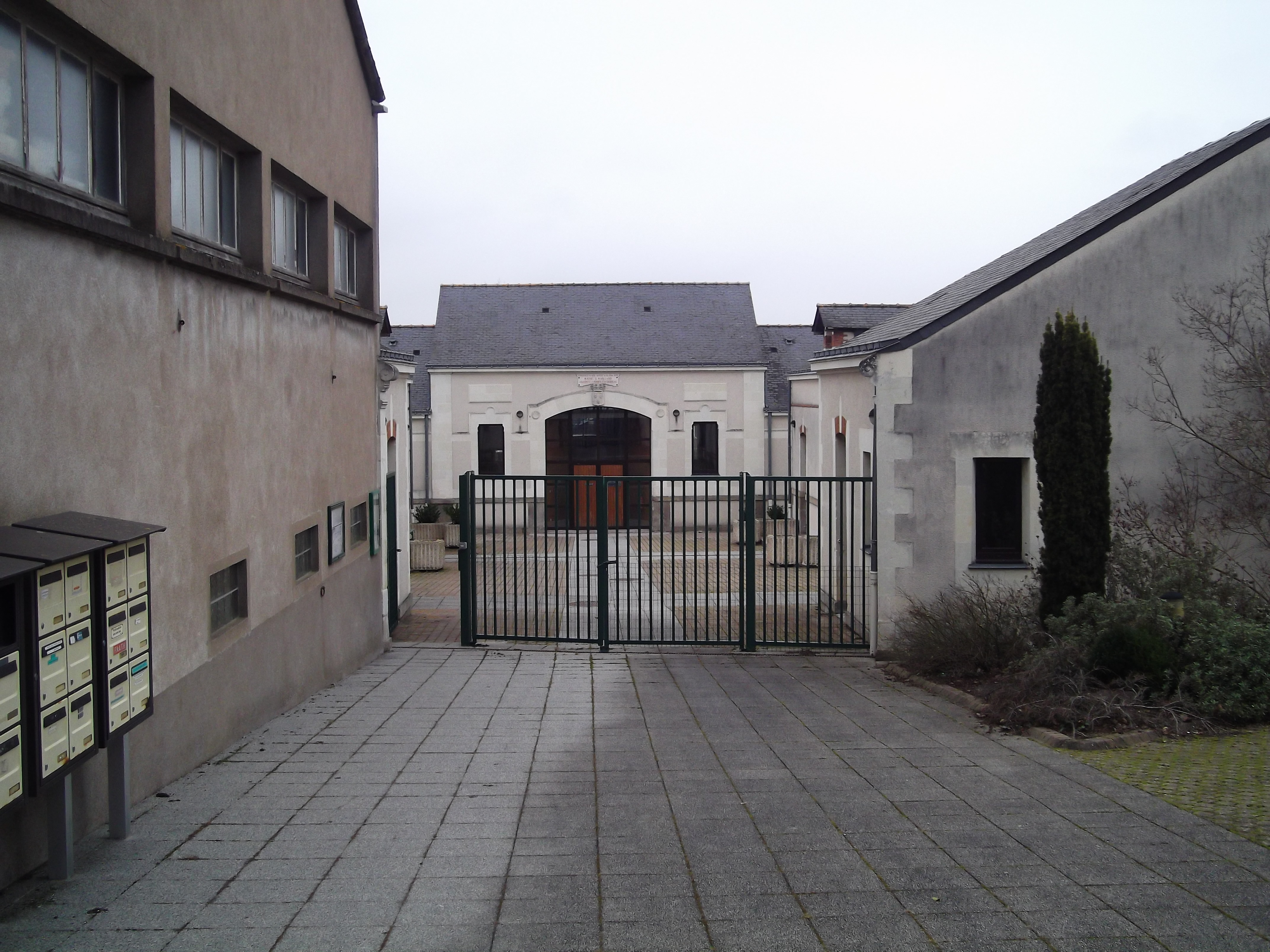
Entrée des abattoirs.
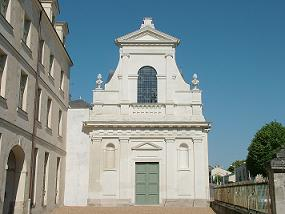
La chapelle des Ursulines.

### Vie militaire

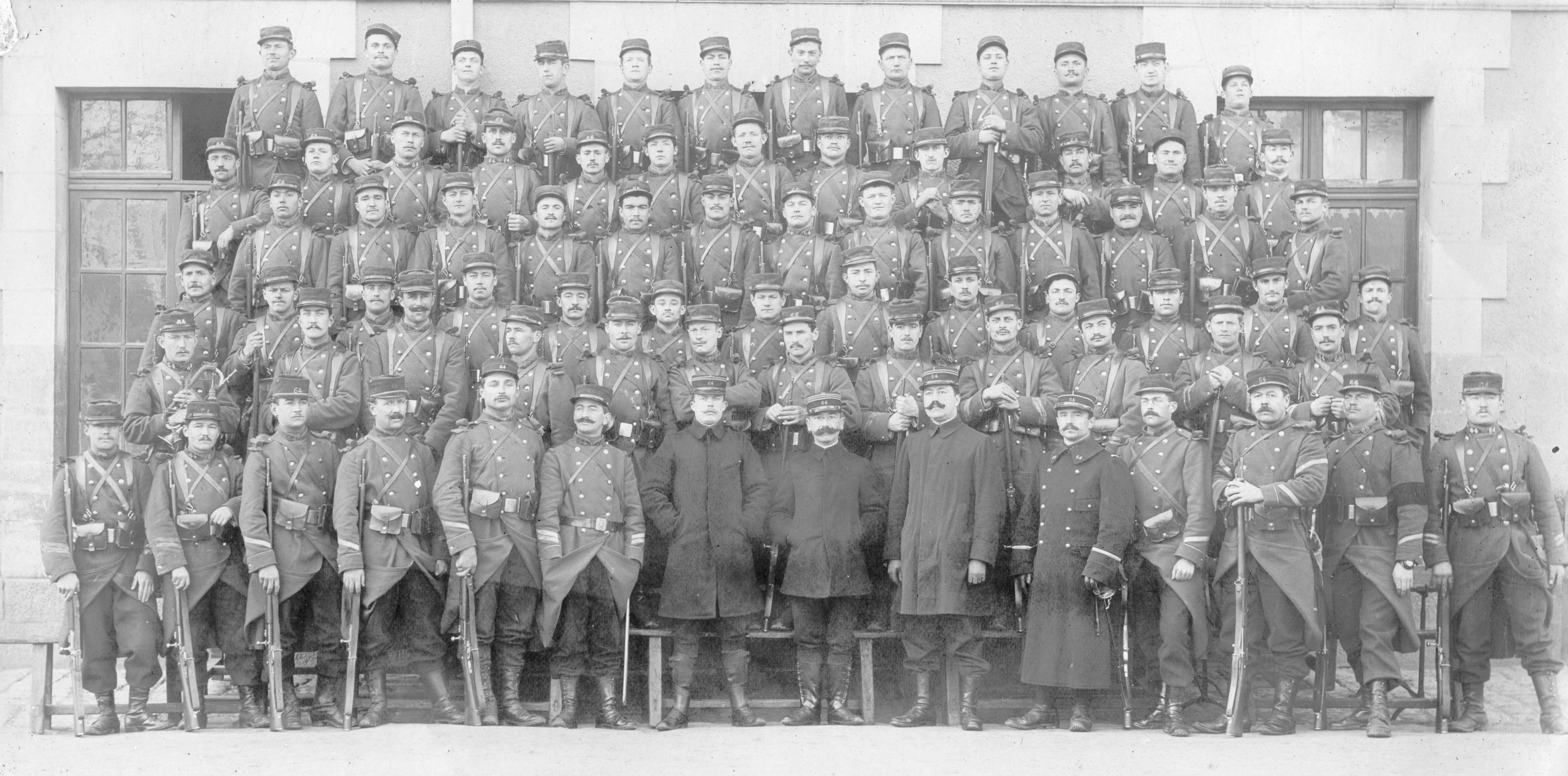
Photo du d'infanterie.

Unités militaires ayant été stationnées à Ancenis :
- 64e régiment d'infanterie, 1906 ;
- 82e régiment d'infanterie territoriale, 1914.

### Personnalités liées à la commune
- Jules-Basile Ferron de La Ferronnays (1735-1799), prélat français du XVIIIe siècle qui fut abbé commendataire et successivement évêque de Saint-Brieuc, évêque de Bayonne et le dernier évêque de Lisieux.
- Louis-François Papin de La Clergerie (1738-1814), député aux États de Bretagne puis à l'Assemblée législative, y est né et mort.
- Jacques Binot (1750-1808), prêtre, co-principal du collège d'Ancenis, député aux États généraux de 1789 y est né.
- Yves Luneau (1754-1820), président du tribunal et sous-préfet d'Ancenis, directeur des mines de Montrelais, député de la Loire-Inférieure, y est né et mort.
- William Turner (1775-1851), peintre, Vue d'Ancenis 1823[94] .
- Armand Audiganne (1814-1875), avocat, économiste, auteur de plusieurs ouvrages dont : Les ouvriers en famille publié en 1840, couronné par l'Académie française, y est né.
- Félix Benoist (1818-1896), peintre, dessinateur et lithographe français. Vieux château[95].
- Émilien Maillard (1818-1900), avocat, historien, banquier, notaire et homme politique français y est mort dont un lycée porte son nom[96].
- Léon Séché (1840-1914), homme de lettres, auteur en 1879 du Le Petit Lyré de Joachim du Bellay et en 1881 des Contes et Figures de mon Pays, y est né.
- Maxime Maufra (1861-1918), peintre, graveur et lithographe. Vieux pont d'Ancenis[97].
- Jean Coraboeuf (1870-1947), peintre et graveur, y passait ses vacances.
- Henry Ottmann (1877-1927), peintre, y est né.
- René-Yves Creston, (1898-1964), artiste plasticien breton, ethnologue et résistant, y fait une partie de ses études.
- André Blanchard (1911-1949), capitaine du BM2, Compagnon de la Libération[98] ;
- Sim (1926-2009), acteur, comique, écrivain français, y a grandi.
- Bernard Toublanc-Michel (1927-2023), réalisateur, de cinéma et de télévision également metteur en scène de théâtre, y est né.
- Édouard Landrain (1930-2006), homme politique, ancien député-maire d'Ancenis.
- Gabriel Godard (1933-2023), artiste peintre (figuratif puis abstrait), y est mort.
- Denis Moutel (1952-), prélat catholique, évêque de Saint-Brieuc et Tréguier, y est né.
- Jordan Veretout (1993-), footballeur, évoluant à l'Olympique de Marseille, y est né.

### Héraldique, devise, logotype

#### Héraldique
| Blason de la seigneurie d'Ancenis | De gueules à trois quintefeuilles d'hermine, 2 et 1. Armes parlantes (les trois quintefeuilles représentent des agènes, fleurs héraldiques, et rappellent le nom de la ville : Ancenius dériverait de agenius : « agène » (ce qui est faux)). L'hermine évoque le blasonnement d'hermine plain de la Bretagne, rappelant l'appartenance passée de la ville au duché de Bretagne. Brevet d'Hozier (1696). Dans La France illustrée, en 1882, Malte-Brun rapporte un autre blasonnement : D'azur, à cinq quintefeuilles d'hermine. |

#### Logotype

Logo d'Ancenis.

Nouveau logo de la ville.

#### Devise
La devise d'Ancenis : Folium ejus non defluet. Sa fleur ne tombera pas.